# Guerra d'indipendenza argentina
La guerra d'indipendenza argentina o delle Province Unite del Río de la Plata fu un complesso di combattimenti e campagne militari succedutisi nell'ambito delle guerre d'indipendenza ispanoamericana in diversi paesi dell'America del Sud, ai quali parteciparono forze militari delle Province Unite del Río de la Plata, uno Stato che successe al Vicereame del Río de la Plata e precedette la Repubblica Argentina.
È d'uso denominare i due contendenti sul teatro di battaglia come "patrioti" (in spagnolo patriotas) e "realisti" (realistas), in considerazione del fatto che si trattò di uno scontro tra coloro che difendevano l'indipendenza della propria patria e la creazione di nuovi stati sudamericani, e coloro che al contrario operavano perché i territori in questione rimanessero sotto l'autorità della monarchia spagnola di Ferdinando VII.
Solo una parte minore degli scontri ebbe luogo nel territorio dell'attuale Argentina. La maggior parte fu combattuta nei territori dell'antico Vicereame del Río de la Plata che alla fine della guerra rimasero fuori dalle Province Unite, o in altre regioni dell'America del Sud che non fecero mai parte di tale vicereame, come il Cile, il Perù e l'Ecuador. In ogni caso, gli schieramenti in conflitto non lottavano soltanto per stabilire la situazione in quei territori, ma anche per stabilire la sovranità nazionale sul territorio appartenuto al Vicereame del Río de la Plata. Ci furono inoltre combattimenti navali, in alcuni casi in acque molto lontane dal continente americano.
Si possono distinguere tre fronti militari principali:
- il fronte orientale o del Litoral, nella zona dei fiumi del bacino del Río de la Plata, che include le campagne militari in Paraguay, nella Banda Oriental (divenuta in seguito indipendente come Uruguay) e nella "Mesopotamia argentina", ossia le future province di Entre Ríos e di Corrientes, e i combattimenti navali nel Río de la Plata e nei suoi affluenti.
- il fronte nord, con gli scontri nelle province dell'Alto Perù e nell'Intendencia di Salta del Tucumán.
- il fronte della Cordigliera delle Ande, che comprende le azioni offensive contro le posizioni realiste in Cile, Perù ed Ecuador.

La guerra durò quindici anni e terminò con la vittoria degli indipendentisti, che riuscirono a consolidare l'indipendenza dell'Argentina e collaborarono a quella di altri paesi dell'America del Sud.

## Antefatti
Il Vicereame del Río de la Plata, appartenente all'Impero spagnolo, fu creato nel 1766 con territori che erano appartenuti al Vicereame del Perù, e che poco dopo furono riorganizzati in otto Intendenze (Intendencias), La Paz, Cochabamba, Chuquisaca o Charcas, Potosí, Salta, Córdoba, Paraguay e Buenos Aires, e quattro governatorati (gobernaciones), Moxos, Chiquitos, Misiones e Montevideo. La capitale del vicereame era la città di Buenos Aires.
Con eccezione della conquista portoghese della regione delle Misiones Orientales nel 1801, che ebbe una risposta militare limitata e insufficiente da parte della Spagna, il territorio si mantenne in pace fino al 1806. In quest'anno e nel successivo si produssero le cosiddette invasioni britanniche, durante le quali le truppe britanniche occuparono brevemente Buenos Aires, Montevideo e altre piazze della Banda Oriental. Furono respinte dalla reazione della popolazione locale, che lottò in difesa di entrambe le città organizzando proprie milizie. Queste contarono un totale di 7 253 effettivi nell'ottobre del 1806, e anche se aumentarono leggermente in occasione della seconda invasione britannica (1807), furono molto ridimensionate quando la minaccia britannica svanì.
Il contatto con i conflitti politici europei, l'influenza ideologica dell'Illuminismo e l'esempio della Rivoluzione francese e della Dichiarazione di indipendenza degli Stati Uniti d'America suscitarono un'attività politica inusitata e crescente negli anni che seguirono le invasioni britanniche. La mancanza di risposta da parte della Spagna peninsulare alle richieste d'aiuto da parte delle colonie e il buon esito dell'operazione di espulsione dei potenti invasori senza aiuto esterno permisero alla popolazione locale, specie a quella di Buenos Aires, di acquisire un alto grado di coscienza politica. La sordità della metropoli alle crescenti richieste di autonomia economica portò la borghesia mercantile di Buenos Aires ad alimentare le istanze di cambiamento sostanziale nelle relazioni con la Spagna, e a volersi dotare di potere decisionale nei temi economici.
Nel contesto di questa crescente autocoscienza politica e sociale, la notizia dell'invasione francese della Spagna e della deposizione del re Ferdinando VII provocò un aumento dei conflitti interni nel Río de la Plata. Diversi esperimenti politici come il "carlottismo", anche se ricevettero adesioni, non riuscirono a vincere la fedeltà della popolazione alla corona e la diffidenza verso ogni forma di egemonia portoghese. Mentre nella metropoli si combatteva la guerra d'indipendenza spagnola, il vicereame rimase fedele all'autorità della Giunta Centrale Suprema, che, raggruppando le diverse giunte di governo sorte nella penisola iberica, governava la Spagna in nome del deposto re Ferdinando, tenuto prigioniero in Francia.
Imitando l'organizzazione dell'insurrezione spagnola, si verificarono effimeri tentativi di autogoverno per mezzo di giunte a Montevideo, Chuquisaca e La Paz. La prima durò nove mesi, estinguendosi senza resistenza alla fine del 1809, la seconda fu dissolta senza spargimento di sangue; quella di La Paz fu invece duramente repressa da una spedizione inviata dal Perù. Fuori dal Río de la Plata, sorse un'altra giunta di governo a Quito, che fu vinta senza combattimenti.
A Buenos Aires il tentativo di colpo di stato del 1º gennaio 1809, chiamato Asonada de Álzaga, fu sconfitto militarmente il giorno stesso, causando la dissoluzione di diversi corpi di miliziani di origine spagnola che avevano partecipato allo stesso, e rafforzando le forze creole. Il nuovo viceré Baltasar Hidalgo de Cisneros riorganizzò i corpi urbani della città, modificando la loro distribuzione.
Nei primi mesi del 1810 diversi gruppi cospiravano separatamente per destituire il viceré e dotarsi di una qualche forma di governo autonoma. A metà maggio, l'arrivo della notizia che quasi tutta la Spagna era caduta in mano agli eserciti di Napoleone Bonaparte e che era stata sciolta la Giunta Centrale Suprema che aveva governato la nazione durante l'invasione francese catalizzò la discussione politica e causò l'insorgere della Rivoluzione di Maggio a Buenos Aires.

## La Prima Giunta e la Giunta Grande

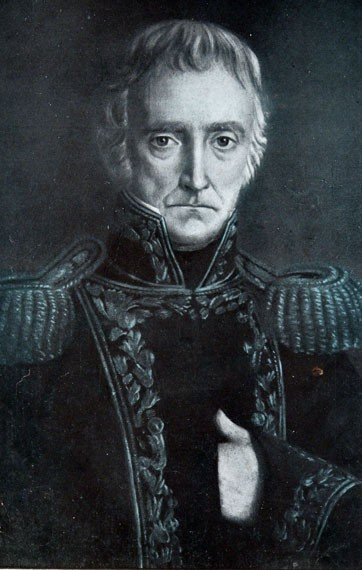
Cornelio Saavedra, presidente della Prima Giunta.

La Rivoluzione di Maggio portò il 25 maggio 1810 alla formazione della Prima Giunta di governo, presieduta da un creolo, Cornelio Saavedra, la quale pretese di imporre la sua autorità su tutto il Vicereame del Río de la Plata come legittimo successore del viceré.
Il 27 maggio la Giunta inviò alle principali città del vicereame una circolare nella quale si informava degli accadimenti, si chiedeva di aderire al nuovo governo e si sollecitava l'invio nella capitale di un rappresentante per ogni città o comune.
Malgrado pochi giorni dopo la sua formazione la Giunta venne a conoscenza del fatto che in Spagna l'autorità fosse stata assunta da un Consiglio di Reggenza, continuò ad esigere il riconoscimento della propria autorità e rifiutò quella del Consiglio, dal momento che quest'ultimo era stato eletto senza l'assenso delle popolazioni americane. Nemmeno la riunione delle Cortes Generales del Reino che promulgò la costituzione spagnola del 1812, nella quale la rappresentanza dei territori americani era nettamente più esigua rispetto a quanto le sarebbe dovuto spettare per l'effettivo numero della popolazione, riuscì a modificare il rifiuto da parte delle autorità locali a riconoscere un potere a loro superiore.
In tutto questo primo periodo la Spagna si trovava quasi interamente sotto il controllo delle truppe di Bonaparte, e la possibilità che la Reggenza potesse inviare aiuti efficaci ai suoi difensori in America fu considerata improbabile dai governi rivoluzionari.
Così come la Prima Giunta pretese di estendere la sua autorità a tutto il vicereame e di diffondere la rivoluzione in tutta l'America spagnola, la Giunta Grande che le successe (estendendo la rappresentazione nell'esecutivo ai deputati dell'interno) mantenne, nelle sue differenti tappe che si differenziano per la maggiore o minore influenza dei gruppi capitanati da Saavedra e da Mariano Moreno, la politica e l'atteggiamento militare di tipo espansionistico del governo precedente.
Alla metà del 1811, dopo che si conobbe tutta l'ampiezza e la portata della disfatta subita dalle sue truppe nell'Alto Perù, la Giunta adottò un atteggiamento più prudente. Tuttavia non sopravvisse a questo riposizionamento politico: nel settembre del 1811 fu rimpiazzata dal Primo Triumvirato che, con la scusa di assicurare la governabilità, concentrò il potere esecutivo in un numero ristretto di persone e finì per assecondare gli interessi economici di Buenos Aires.

### Creazione dell'Esercito argentino
La guerra d'indipendenza iniziò il 25 maggio 1810, il giorno in cui trionfava la Rivoluzione di Maggio: lo stesso documento che sanciva la creazione della Prima Giunta di governo annunciava anche l'invio di un esercito nei territori dell'abolito Vicereame del Río de la Plata. Questa esigenza fu inserita nell'atto di instaurazione della Giunta, nel quale si delibera la formazione di un corpo militare di 500 uomini da inviare nel più breve tempo possibile nelle province dell'interno.
Due giorni dopo, la Giunta, per mezzo della stessa circolare che indirizzò alle province per chiedere il riconoscimento della propria autorità e sollecitare l'invio di rappresentanti a Buenos Aires, dichiarò che avrebbe inviato "un corpo di spedizione di 500 uomini nell'interno del vicereame per apportare aiuto militare al fine di far rispettare l'ordine nel caso in cui ci fosse il sospetto di temere che senza di essa l'elezione dei deputati non si possano tenere in maniera libera ed onesta".
Di conseguenza, ordinò il 29 maggio una riorganizzazione generale delle forze armate della capitale: i battaglioni furono convertiti in reggimenti da 1 116 uomini ciascuno e fu deciso di procedere ad una leva rigorosa di vagabondi e disoccupati tra i 18 e i 40 anni per coprire i posti mancanti.
Le differenti truppe a disposizione del governo rioplatense furono originate dalle forze della milizia urbana di Buenos Aires. In seguito alle riforme di Cisneros, l'esercito del vicereame nella capitale era costituito da sette battaglioni di fanteria: i battaglioni numero 1 e 2 dei Patricios, il battaglione degli Arribeños (composto da volontari delle province dell'interno), il tercio de Montañeses (composto da volontari di origine cantabrica), il tercio de Andaluces (volontari di origine andalusa), i Granaderos de Terrada (volontari organizzati dal capitano Terrada) e il Batallón de Castas; erano inoltre presenti un Corpo d'Artiglieria Volante e gli ussari di Juan Martín de Pueyrredón.
Esistevano inoltre diversi corpi di veterani, i cui effettivi arrivavano ad un migliaio di uomini, che comprendevano il Reggimento Fisso di Buenos Aires (Regimiento Fijo de Buenos Aires), il Reggimento dei Dragoni di Buenos Aires e i Blandengues de la Frontera. Con l'eccezione di quest'ultimo corpo, che reclutava principalmente tra la popolazione creola, tutti questi reparti veterani sarebbero stati smantellati nel corso del 1810.
In totale, erano presenti 4 145 uomini: 3 128 di fanteria, 555 di cavalleria e 462 di artiglieria. Prima della fine dell'anno si aggiunse un nuovo reggimento, il Regimiento América o Regimiento de la Estrella.
A queste forze si sarebbero dovute aggiungerne altre che non formarono mai parte, come tali, delle truppe delle Province Unite, come le unità stazionate a Montevideo, diversi corpi di difesa nella frontiera con gli indigeni, e i 500 uomini che nell'ottobre del 1809 erano stati mobilizzati per soffocare le rivolte di Chuquisaca e La Paz, sotto il comando di Vicente Nieto. Negli anni seguenti, queste truppe combatterono per la maggior parte nelle file dell'esercito realista.
Pur essendo numerose, queste truppe non avevano avuto altra esperienza che i combattimenti sostenuti contro le ingerenze britanniche, e da allora erano state addestrate da ufficiali inesperti quanto i soldati. I primi comandanti furono ufficiali di grado inferiore o civili, messi a capo delle truppe per ragioni politiche o per il loro carisma personale, e non per le loro capacità militari.

### Armamento e tecnica
La tecnologia disponibile e le tecniche utilizzate dagli eserciti furono comuni sia per i patrioti che per i realisti, e non cambiarono molto nel corso delle campagne militari. Gli eserciti dell'epoca erano distribuiti in tre armi: fanteria, cavalleria ed artiglieria. Non esistevano corpi d'appoggio, che sarebbero apparsi soltanto nelle campagne di José de San Martín, ma erano bensì presenti capi esperti in genio militare.
La fanteria, abitualmente l'arma più numerosa, era dotata di fucili a carica manuale e a canna liscia, molto lenti e complessi da caricare, muniti di baionetta per i combattimenti corpo a corpo. Tenuto conto che, nei primi anni, gli ufficiali avevano per lo più esperienza nella conduzione delle truppe di fanteria, questa arma fu usata con netta preferenza rispetto alle altre.
La cavalleria era al principio poco numerosa, dal momento che era stata scarsa nei reggimenti che erano stati creati sulla base delle milizie urbane di Buenos Aires e che i creoli tendevano a disdegnare l'arma. Il suo uso, limitato ad operazioni di protezione sui fianchi delle formazioni di fanteria, aveva poca efficacia, mancante di addestramento appropriato in manovra e tattica e in ragione del fatto che i criollos privilegiavano le carabine e ritenevano erroneamente la lancia un'arma da indigeni. Ciononostante, nel corso del tempo il reclutamento di milizie di cavalleria si estese rapidamente tra la popolazione rurale dell'interno e il suo prestigio crebbe a seguito della creazione del Reggimento di Granatieri a Cavallo (Regimiento de Granaderos a Caballo), corpo di cavalleria specializzato in scontri armati a grande velocità. La superiorità di cui la cavalleria patriota dispose a partire da quel momento, e che era sostenuta dall'abilità dei suoi effettivi, si mantenne per tutto il resto della guerra.
L'artiglieria da campagna faceva uso di piccoli cannoni portatili in bronzo o in rame, e necessitava di un'importante logistica per dotarla di proiettili e munizioni, e per trasportare i pezzi disarmati. I pezzi erano dislocati all'interno delle formazioni di fanteria, con un rapporto di uno ogni tre gruppi. All'inizio gli ufficiali incaricati non si mostrarono all'altezza del loro compito, e gli artiglieri di marina trasportati a terra furono appena capaci di supplire alla mancanza di uomini validi; più tardi furono create delle scuole di ufficiali che permisero una migliore preparazione tecnica.
Le forze ausiliari o irregolari erano in genere di cavalleria, armate usualmente con lance improvvisate, bolas e, a volte, con armi da fuoco corte. Nell'Alto Perù e nel Perù, le forze irregolari erano composte da indigeni a piedi, armati di macanas, clave e fionde.
I trasferimenti si effettuavano in genere a dorso di mulo, eccetto nelle zone montagnose, nelle quali i muli erano utilizzati esclusivamente per il trasporto dei carichi, mentre i soldati di fanteria marciavano a piedi.
Le tecniche di combattimento erano generalmente molto semplici: attacchi frontali con il grosso della fanteria, appoggiata dall'artiglieria, mentre la cavalleria proteggeva i fianchi o cercava di circondare le forze nemiche. Solamente le forze irregolari intrapresero azioni tatticamente più imprevedibili, che furono a volte coronate da notevole successo. Durante i primi tre anni di guerra, entrambe le fazioni opposte combatterono sotto la bandiera della Spagna.

### La Rivoluzione nelle province dell'interno
La circolare del 27 maggio fu indirizzata a tutte le città e a tutti i comuni del vicereame. Le città dell'interno situate sul territorio della futura Argentina riconobbero la nuova Giunta, comprese le città di Mendoza e Salta, i cui governanti coloniali avevano rifiutato il riconoscimento; il solo cabildo a respingere l'istanza fu quello di Córdoba, che spinse così la Giunta al tentativo di farsi obbedire con la forza, dando inizio così alla guerra d'indipendenza.
Le città dell'Alto Perù non ebbero occasione di pronunciarsi prima che i propri governi lo facessero in senso negativo. L'unico caso nella regione di città che aderì alla Rivoluzione fu quello di Tarija, che elesse anch'essa il proprio deputato.
La prima città a ricevere la circolare fu Montevideo il 31 maggio. L'indomani, un'assemblea cittadina (cabildo abierto) decise di riconoscere la Giunta di Buenos Aires, ma rinviò l'elezione del proprio deputato. Qualche ora più tardi giunse in città la notizia che a Cadice si era formato il Consiglio di Reggenza, che si proponeva di governare il regno fino alla liberazione del monarca Ferdinando VII, prigioniero in Francia. Il Cabildo di Montevideo, sotto la pressione delle truppe spiegate dal comandante José María Salazar, risolse di riconoscerne l'autorità e di rifiutare quella della Giunta di Buenos Aires fino al momento in cui anche questa si sottomettesse al Consiglio.
Dopo un'infruttuosa missione a Montevideo di Juan José Paso, segretario della Giunta, quest'ultima ruppe le ostilità contro i realisti della città, il cui Cabildo ruppe le relazioni con Buenos Aires il 15 giugno.
Montevideo rappresentava per Buenos Aires una seria minaccia: quantunque il rapporto di forze fosse, per numero di effettivi nelle truppe di terra, favorevole ai rivoluzionari porteños, lì si trovava accampata la maggior parte dei veterani del vicereame. Tra le milizie presenti nella guarnigione di Montevideo figuravano il Reggimento dei Volontari del Río de la Plata, il Reggimento dei Cacciatori di Fanteria Leggera e il 1º Squadrone di Ussari, tutti creati a Buenos Aires. Comandati da Prudencio Murguiondo, si sollevarono il 12 luglio e chiesero la destituzione del comandante navale della città, ma il moto fu sedato dal governatore Joaquín de Soria.
In cambio, la relazione tra le forze navali era nettamente a favore di Montevideo: le poche navi da guerra all'ancora a Buenos Aires erano state autorizzate a ritirarsi a Montevideo durante le negoziazioni con questa città, e la maggior parte degli ufficiali aveva aderito al Consiglio di Reggenza. La Giunta non disponeva quindi di alcuna forza navale. Il dominio dell'estuario avrebbe permesso a Montevideo di bloccare eventualmente la capitale rivoluzionaria, ed il controllo di un porto dotato di acque profonde avrebbe assicurato l'approvvigionamento delle sue truppe e sarebbe stata una sicura testa di ponte per qualunque eventuale spedizione realista.
Un altro caso particolare fu quello di Asunción, capoluogo del Paraguay, che accolse di mal grado l'emissario della Giunta, il colonnello José de Espínola y Peña, che godeva di pessima reputazione nella provincia. Alla notizia della creazione del Consiglio di Reggenza (e del suo appoggio da parte di Montevideo), il 24 giugno si riunì un'assemblea provinciale, che giurò obbedienza al Consiglio e rifiutò il moto rivoluzionario porteño, conservando tuttavia relazioni amichevoli con Buenos Aires. Espínola y Peña tornò nella capitale convinto che esistessero ad Asunción potenti spinte rivoluzionarie, e che sarebbe bastata una spedizione di 200 uomini per appoggiarle e per unire il Paraguay con il resto dell'antico vicereame.

#### Controrivoluzione a Córdoba

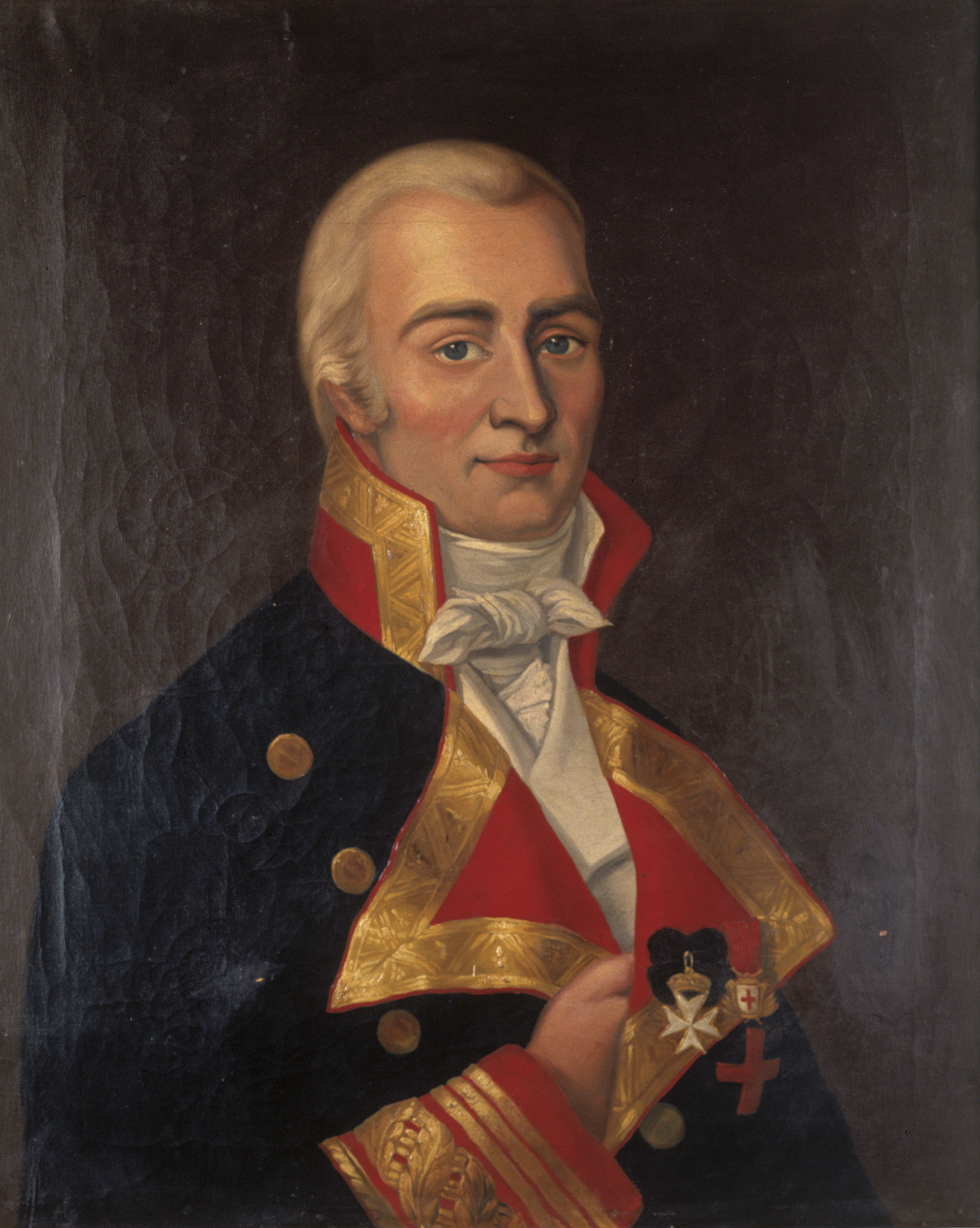
Santiago de Liniers, eroe della riconquista (1806) e della difesa (1807) di Buenos Aires, rimase fedele alla monarchia spagnola e si oppose ai rivoluzionari a Córdoba.

Lo stesso giorno dell'insediamento della Prima Giunta, il viceré deposto Cisneros inviò un messaggio segreto al suo predecessore Santiago de Liniers, che si trovava allora a Córdoba, attraverso il quale lo incaricava di dirigere la resistenza contro la rivoluzione. In varie riunioni a casa del governatore Juan Gutiérrez de la Concha si incontravano, tra gli altri, l'ex viceré Liniers, il vescovo Rodrigo de Orellana e il decano della cattedrale Gregorio Funes. Qui vennero a conoscenza del messaggio di Cisneros e della circolare della Giunta che chiedeva al governatore di Córdoba e al cabildo il riconoscimento della stessa.
Prima che fosse presa una decisione, si apprese il 14 giugno della creazione del Consiglio di Reggenza. Liniers decise di non riconoscere la Giunta e, assieme ai suoi compagni, fatta esclusione per il decano Funes, decisero di rifiutarne l'autorità e di prepararsi per la resistenza. Il 20 giugno il cabildo, con la presenza del governatore, giurò fedeltà al Consiglio di Reggenza. Lo stesso giorno, a Buenos Aires, il viceré Cisneros e gli auditori dell'Audiencia furono arrestati e imbarcati a forza su una nave con destinazione le isole Canarie, per avere giurato in segreto obbedienza al Consiglio di Reggenza e per aver favorito la controrivoluzione a Córdoba.
Liniers e Gutiérrez de la Concha approntarono milizie urbane e altri miliziani reclutati nelle campagne dal colonnello Santiago Allende. Si riunirono in tal modo in breve 1 500 uomini e 14 cannoni. A fine luglio, il governatore della città riconobbe l'incorporazione della sua provincia nel Vicereame del Perù, annunciata dal rispettivo viceré José Fernando de Abascal y Sousa, mentre il cabildo si poneva sotto la giurisdizione dell'Audiencia Reale di Charcas.
Il 13 giugno, la città di Mendoza ricevette la circolare del 27 maggio, quasi contemporaneamente all'arrivo di una comunicazione di Gutiérrez de la Concha che sollecitava il non riconoscimento della Giunta e l'invio di truppe a Córdoba, sotto la cui dipendenza si trovava la città. Un cabildo abierto riconobbe l'autorità rivoluzionaria ed elesse un deputato da inviare a Buenos Aires; simultaneamente rimpiazzò il sotto-delegato della Real Hacienda e comandante militare, Faustino Ansay. Questi accettò la decisione e consegnò una parte della armi in suo possesso il giorno 28, ma la stessa notte promosse una sollevazione, impadronendosi della caserma e riunendo più di 200 soldati. Tre giorni più tardi, in mancanza di appoggio esterno, si arrese e si rassegnò a riconoscere la Giunta. Qualche giorno più tardi, Gutiérrez de la Concha rinnovò la sua richiesta di armi e truppe, ma ottenne una risposta negativa. Il comandante Ansay fu destituito dalla sua carica e inviato prigioniero a Buenos Aires.
Nelle altre città della Intendencia de Córdoba del Tucumán, le autorità vacillarono sulla posizione da prendere: a San Juan il cabildo aspettò di conoscere le decisioni delle altre città, e solo il 7 luglio decise di riconoscere la Giunta e di eleggere un deputato, senza però mettere in discussione il riconoscimento delle autorità di Córdoba. Ad inizio agosto, questa decisione fu imitata dalle città di San José de Jáchal e di San Agustín de Valle Fértil. Il 18 settembre, 111 miliziani originari di San Juan furono messi a disposizione della spedizione militare rivoluzionaria, seguiti poco dopo da altri 100 uomini, che fecero rotta per Buenos Aires.
Di nuovo, il cabildo di La Rioja evitò di pronunciarsi a favore della Giunta fino al 1º settembre, quando fu eletto deputato Francisco Ortiz de Ocampo, allora comandante dell'appena costituito Esercito del Nord, e al quale Buenos Aires ordinò di rimanere al proprio posto.
L'eccezione fu la città di San Luis, che riconobbe la Giunta appena arrivò la notizia della sua costituzione, e rifiutò di farle resistenza, come le aveva intimato di fare Gutiérrez de la Concha. In risposta alla richiesta di truppe da parte di Buenos Aires, San Luis contribuì con l'arruolamento di 400 soldati, che raggiunsero Salta.

### Spedizione militare d'ausilio alle province dell'interno
L'organizzazione dell'esercito destinato a marciare verso l'interno fu affidata a Juan José Castelli, membro della Giunta, che riunì 1 150 uomini provenienti dai reggimenti di fanteria e di cavalleria, sia miliziani che veterani. L'artiglieria era composta da 4 cannoni di campagna e 2 obici. Le truppe portavano regolari uniformi, con abbondanti munizioni e buon armamento, e con i salari pagati in anticipo, grazie ad un prestito ottenuto da un altro membro della Giunta, Juan Larrea.
Il 14 giugno la Giunta nominò comandante dell'esercito Francisco Ortiz de Ocampo, colonnello del Reggimento degli Arribeños, scelto per essere originario delle province dell'interno e per la sua conoscenza del centro e del nord argentino, nei quali aveva a lungo viaggiato nelle vesti di mercante. Il tenente colonnello Antonio González de Balcarce lo accompagnava con il ruolo di "maggior generale".
Ad imitazione degli eserciti della Rivoluzione francese, era inoltre accompagnato da Hipólito Vieytes nel ruolo di commissario della Giunta, e da Feliciano Antonio Chiclana in qualità di "uditore di guerra". Il comando militare era subordinato a quello politico, e quest'ultimo era sottoposto alla giunta attraverso il Segretariato di Guerra, occupato all'epoca da Mariano Moreno. Tutti questi capi militari e politici formavano una "Giunta di Commissione" che doveva prendere le sue decisioni a maggioranza, ed il cui segretario era Vicente López y Planes.
Il 27 giugno Moreno pubblicò sul giornale La Gazeta de Buenos Ayres un ultimatum ai controrivoluzionari: "La Giunta dispone di risorse efficaci atte a riportare al loro dovere i ribelli che mirano ad instaurare la divisione tra le nostre popolazioni, che oggi è così pericolosa: li perseguirà e darà loro un castigo esemplare che possa servire da lezione ai malvagi e terrorizzarli."

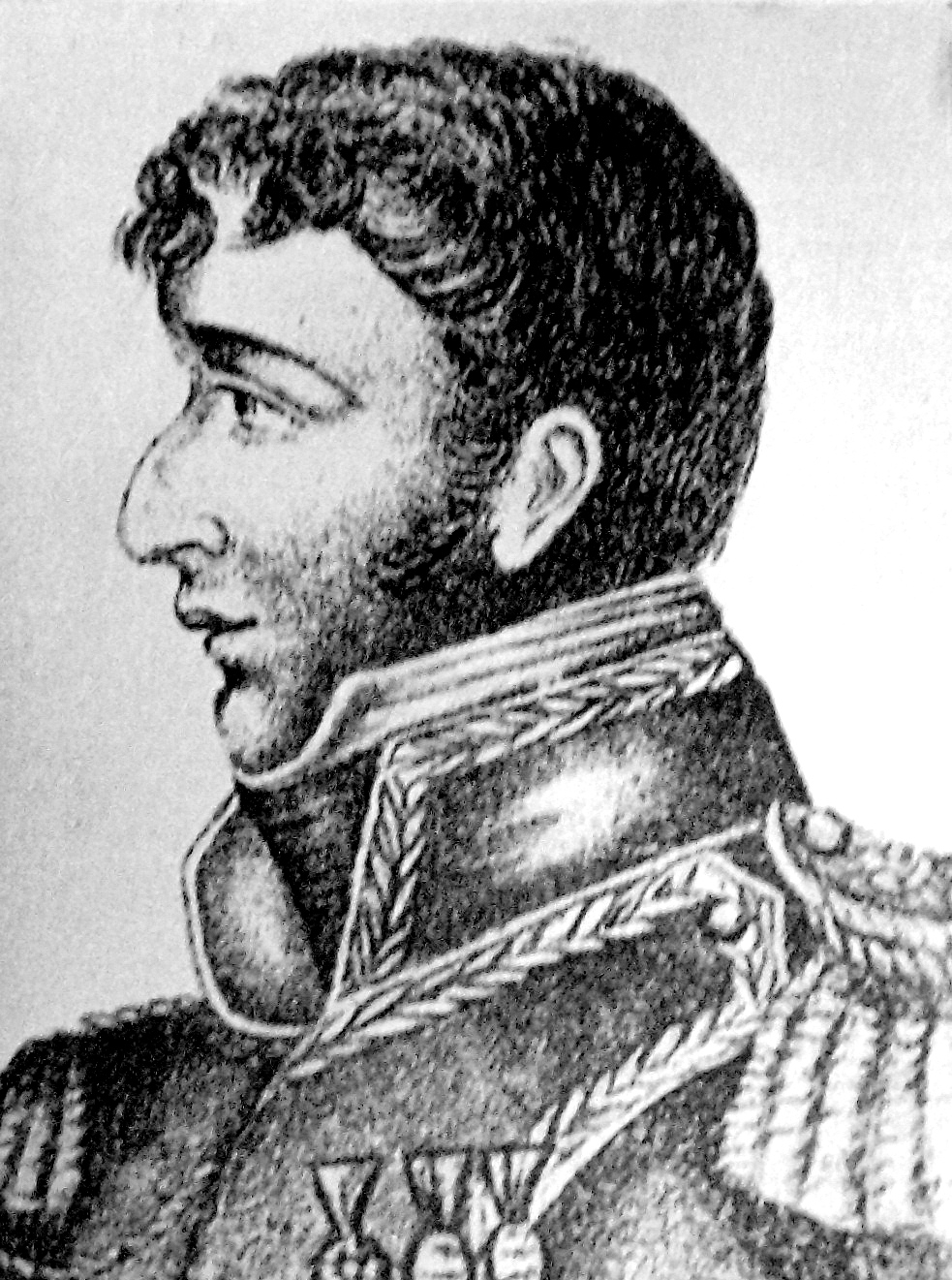
Il colonnello Balcarce catturò Jacques de Liniers e divenne più tardi il comandante dell'Esercito del Nord.

Il 7 luglio l'esercito, appena costituito, si mise in marcia verso il nord. Il giorno seguente, la Giunta ordinò che coloro che si fossero opposti alla rivoluzione avrebbero dovuto essere inviati a Buenos Aires nel momento in cui fossero catturati, ma il 28 luglio ordinò di passare immediatamente per le armi Santiago de Liniers, il vescovo Orellana, Gutiérrez de la Concha, il colonnello delle milizie Allende e altri nell'eventualità in cui cadessero in mano rivoluzionaria.
González Balcarce avanzò con 75 uomini all'inseguimento del piccolo esercito realista, che si ritirò verso nord. Le truppe realiste disertarono in massa, costringendo i loro capi a continuare la loro fuga con una sparuta scorta, fino ad essere catturati ad uno ad uno tra il 6 e il 7 agosto e riportati a Córdoba. Il 10 agosto, il grosso dell'esercito arrivò in città e il cabildo riconobbe la Giunta e il nuovo governatore de Pueyrredón. Il 17 agosto un cabildo abierto elesse come deputato il decano Gregorio Funes. Ortiz de Ocampo ordinò l'esecuzione di Liniers, Gutiérrez de la Concha, Orellana e dei loro compagni, però sospese la decisione su pressione di una commissione di notabili cittadini, tra i quali figurava Funes, ed ordinò di mandarli prigionieri a Buenos Aires.
La Giunta, allarmata dalla disobbedienza ai propri ordini, decise di giustiziare senza indugio i prigionieri, e allo scopo inviò il proprio membro Castelli, accompagnato da Nicolás Rodríguez Peña in qualità di segretario, con un distaccamento di 50 soldati al comando di Domingo French. Incrociarono i prigionieri il 26 agosto presso la posta di Cabeza del Tigre, nel sud-est della provincia di Córdoba, da dove l'ufficiale Juan Ramón Balcarce li condusse al vicino Monte de los Papagayos; qui furono fucilati Liniers, Gutiérrez de la Concha, Allende, Victorino Rodríguez e Joaquín Moreno. Il vescovo Orellana fu inviato prigioniero a Luján
Castelli tornò subito a Buenos Aires, dove ricevette delle istruzioni segrete in vista della diffusione e della direzione del progetto rivoluzionario nell'Alto Perù. Mariano Moreno fece pubblicare un violento proclama nel quale giustificava l'esecuzione di Liniers, eroe della resistenza contro le invasioni britanniche.
Per ordine della Giunta, González Balcarce rimpiazzò Ortiz de Ocampo al comando delle truppe dell'avanguardia, anche se quest'ultimo ne mantenne il comando formale, con Juan José Viamonte come suo secondo. In sostituzione di Vieytes, Castelli occupò la carica di delegato e Bernardo de Monteagudo quello di uditore. French e Rodríguez Peña entrarono a far parte del nuovo comitato politico. Poi l'esercito continuò la sua marcia in direzione di Santiago del Estero, dove Ortiz de Ocampo rimase a reclutare nuove truppe, mentre González Balcarce continuò la sua avanzata verso Salta.
Il 22 settembre, Castelli partì da Buenos Aires in qualità di rappresentante della Giunta presso l'esercito, i governi e la popolazione dell'interno, rivestito di tutte le competenze e le prerogative di cui godeva lo stesso governo rivoluzionario. Si volevano così evitare nuove insubordinazioni.

### La rivoluzione nell'Alto Perù

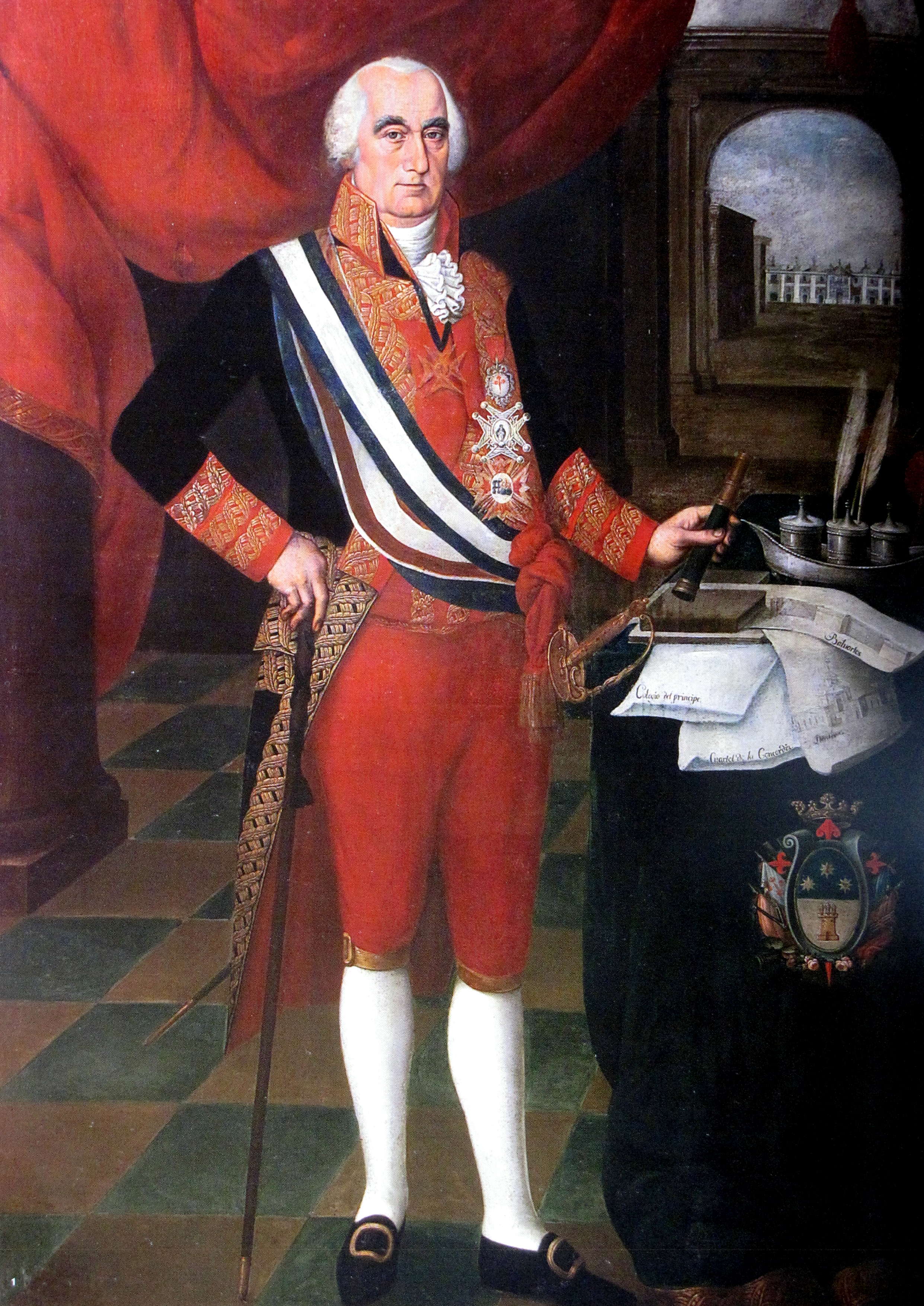
Il viceré José Fernando de Abascal.

Il presidente della Audiencia Reale di Charcas, Vicente Nieto, aveva ricevuto la notizia della Rivoluzione di Maggio alla fine di giugno. Prevedendo che le truppe del Reggimento di Patrizi che aveva fatto arrivare da Buenos Aires, si sarebbero pronunciate a favore della nuova autorità politica, le disarmò, destituendo gli ufficiali e spedendo i soldati sorteggiati con il metodo della decimazione a lavorare nelle miniere di Potosí.
Il 13 luglio 1810, su sollecitazione delle autorità delle rispettive intendenze, il viceré de Abascal decretò il reintegro provvisorio delle Intendencias di Charcas, Potosí, La Paz e Córdoba al Vicereame del Perù. Nel testo del decreto di annessione si ebbe cura di precisare che la misura sarebbe durata soltanto fino al ripristino del Vicereame di Buenos Aires, giacché solo l'autorità reale aveva la potestà di modificare a titolo definitivo i confini dei vicereami.
Lo stesso giorno Abascal nominò comandante della spedizione militare in Alto Perù (Ejercito Expedicionario del Alto Perú), con l'ordine di coordinare le sue azioni con le autorità della regione, il presidente provvisorio della Audiencia Reale di Cuzco, José Manuel de Goyeneche, che pose il suo accampamento nei pressi del fiume Desaguadero. Nieto inviò il maggior generale José de Córdoba y Rojas ad occupare il villaggio strategico di Cotagaita con le truppe di Chuquisaca e Potosí. La posizione fu fortificata con fossi e trincee in attesa dei rinforzi sollecitati al viceré del Perù.
Nell'aprile del 1810 un battaglione di 300 miliziani, comandato dal colonnello Francisco del Rivero, coadiuvato da Esteban Arze, fu inviato alla località di Oruro con lo scopo di sopprimere una rivolta locale legata alle rivoluzioni scoppiate nell'Alto Perù l'anno precedente. Queste truppe, che non avevano avuto occasione di combattere, ricevettero l'ordine di unirsi all'esercito di Córdoba y Rojas a Tupiza. Disobbedendo agli ordini, Rivero si diresse a Cochabamba, dove penetrò il 14 settembre proclamando una rivoluzione; ne depose e arrestò il governatore e aderì alla Giunta di Buenos Aires senza alcuno spargimento di sangue, facendosi proclamare "Governatore Intendente, Presidente e Capitano Generale della Provincia".
In agosto il cappellano José Andrés de Salvatierra capeggiò una sollevazione nel Forte di Membiray e il 24 settembre prese la città di Santa Cruz de la Sierra. Qui un cabildo abierto formò una giunta provvisoria capitanata da Antonio Vicente Seoane, dal colonnello Antonio Suárez, da José Andrés de Salvatierra, Juan Manuel Lemoine e dall'inviato dalla Giunta di Buenos Aires, Eustaquio Moldes. Il 6 ottobre Oruro, per mezzo di un colpo di Stato, aderì alla giunta di Buenos Aires. Un'effimera resistenza fu prontamente sedata da truppe provenienti da Cochabamba sotto il comando di Esteban Arze.

#### Unificazione rivoluzionaria nell'Alto Perù
Nell'ottobre del 1810, l'avanguardia dell'Esercito del Nord iniziò la sua marcia verso l'Alto Perù attraverso la quebrada de Humahuaca. A partire dal villaggio di Cangrejos, le forze dell'avanguardia osservarono le forze realiste ritirarsi davanti al loro avanzamento.
Dopo essersi fermato brevemente a Yavi, dove incorporò i 200 miliziani di Tarija (che aveva mandato a cercare mediante il capitano Martín Miguel de Güemes) e alcune munizioni, González Balcarce iniziò ad avanzare verso nord con 400 uomini e 2 cannoni, senza aspettare il grosso dell'esercito. I realisti abbandonarono Tupiza e ripiegarono a Cotagaita. Il 27 ottobre, nello scontro di Cotagaita, González Balcarce non riuscì ad occupare le posizioni del nemico a causa della sua scarsa artiglieria e alla superiorità numerica dei realisti. Le truppe rivoluzionarie tornarono a Tupiza senza essere inseguite.
Una settimana più tardi, i realisti al comando di Córdoba avanzarono verso sud. Balcarce li aspettò a Suipacha, sulla sponda dell'omonimo fiume, dove ricevette un rinforzo proveniente dalla provincia di Jujuy con due pezzi d'artiglieria e abbondanti munizioni. Córdoba si attestò nel villaggio di Nazareno, dall'altra parte del fiume: il 7 novembre, nella battaglia di Suipacha, si scontrarono 800 realisti con 4 cannoni contro 600 patrioti con 2 cannoni. González Balcarce attrasse le truppe avversarie e le convinse ad attraversare il fiume fingendo una fuga; sulla sponda meridionale i realisti furono attaccati di sorpresa al fianco dalla fanteria e dalla artiglieria che si erano nascoste sulle alture, mentre la cavalleria, che in apparenza si era data alla fuga, si voltò improvvisamente per affrontarli. I realisti si diedero alla fuga abbandonando armi, artiglieria e munizioni; le loro truppe si sbandarono completamente. Sebbene alcuni storici abbiano dato il merito del successo al capitano Güemes, che avrebbe comandato l'azione di ritirata e contrattacco, il bollettino di battaglia non fa alcuna menzione dello stesso, che più tardi sarebbe stato inviato di ritorno a Salta da Castelli. La versione tradizionale boliviana attribuisce il principale merito alle truppe di Tarija. L'esito di Suipacha ebbe un forte effetto sul morale dei rivoluzionari, a tal punto che il 10 novembre la città di Potosí depose il governatore Francisco de Paula Sanz.
Goyeneche aveva inviato una divisione al comando di Juan Ramírez Orozco a sedare la rivoluzione, ma questo riuscì ad arrivare a Viacha, dove la strada si biforcava per Oruro e La Paz. Da lì inviò in direzione di Oruro 800 fanti veterani e due pezzi d'artiglieria al comando del colonnello Fermín Piérola, che fu sorpreso e sconfitto da Arze il 14 novembre nella battaglia di Aroma, perdendo la metà delle sue forze. Piérola e Ramírez Orozco si ritirarono sul fiume Desaguadero.
Da parte sua, Rivero mosse due divisioni da Cochabamba: una di esse occupò il 13 novembre Chuquisaca, dove un cabildo abierto riconobbe l'autorità della giunta di Buenos Aires, dichiarando nulla l'adesione al Vicereame del Perù. L'altra divisione entrò il 19 novembre a La Paz, dove l'intendente Domingo Tristán y Moscoso si sottomise alla rivoluzione e un'assemblea popolare accettò all'unanimità l'autorità della giunta porteña. L'intero Alto Perù si trovò così nelle mani degli elementi rivoluzionari.
Alla fine di novembre, Ramírez Orozco unì le sue truppe a quelle di Goyeneche. Nella sua divisione si trovava anche il vescovo di La Paz, Lasanta, condannato a morte dalla Prima Giunta. Il 21 novembre, a Buenos Aires, la Giunta creò il Reggimento n.7 di Fanteria di Cochabamba, che fu affidato al comando di Francisco del Rivero, che fu elevato al grado di generale il gennaio successivo.
Castelli s'incaricò della direzione politica nell'Alto Perù; nominò Feliciano Antonio Chiclana governatore di Potosí e Juan Martín de Pueyrredón governatore di Chuquisaca. Obbedendo agli ordini di Buenos Aires, e come castigo per la repressione delle ribellioni di Chuquisaca e La Paz del 1809, furono giustiziati i capi realisti Córdoba, Sanz e Nieto.

### Spedizione in Paraguay
Come risposta al giuramento di fedeltà al Consiglio di Reggenza da parte del governo di Asunción, la Giunta di Buenos Aires tagliò le comunicazione fluviali tra Montevideo e il Paraguay attraverso il fiume Paraná, mentre le autorità di Corrientes sequestrarono diverse imbarcazioni che si dirigevano ad Asunción.
Il 4 settembre, la giunta aveva nominato il suo membro Manuel Belgrano comandante delle truppe che dovevano operare nella Banda Oriental contro i realisti di Montevideo. L'esercito sul quale contava era estremamente esiguo: 250 uomini, presi in diversi corpi militari di Buenos Aires, con 6 cannoni. Il governatore Bernardo de Velasco arrestò nel settembre del 1810 diverse persone appartenenti al partito rivoluzionario, e li spedì al Fuerte Borbón, in pieno Gran Chaco. Le forze realiste paraguaiane, con Velasco al comando, fecero un'incursione nel territorio delle missioni guaraní in cerca di armi.

#### Marcia verso il nord

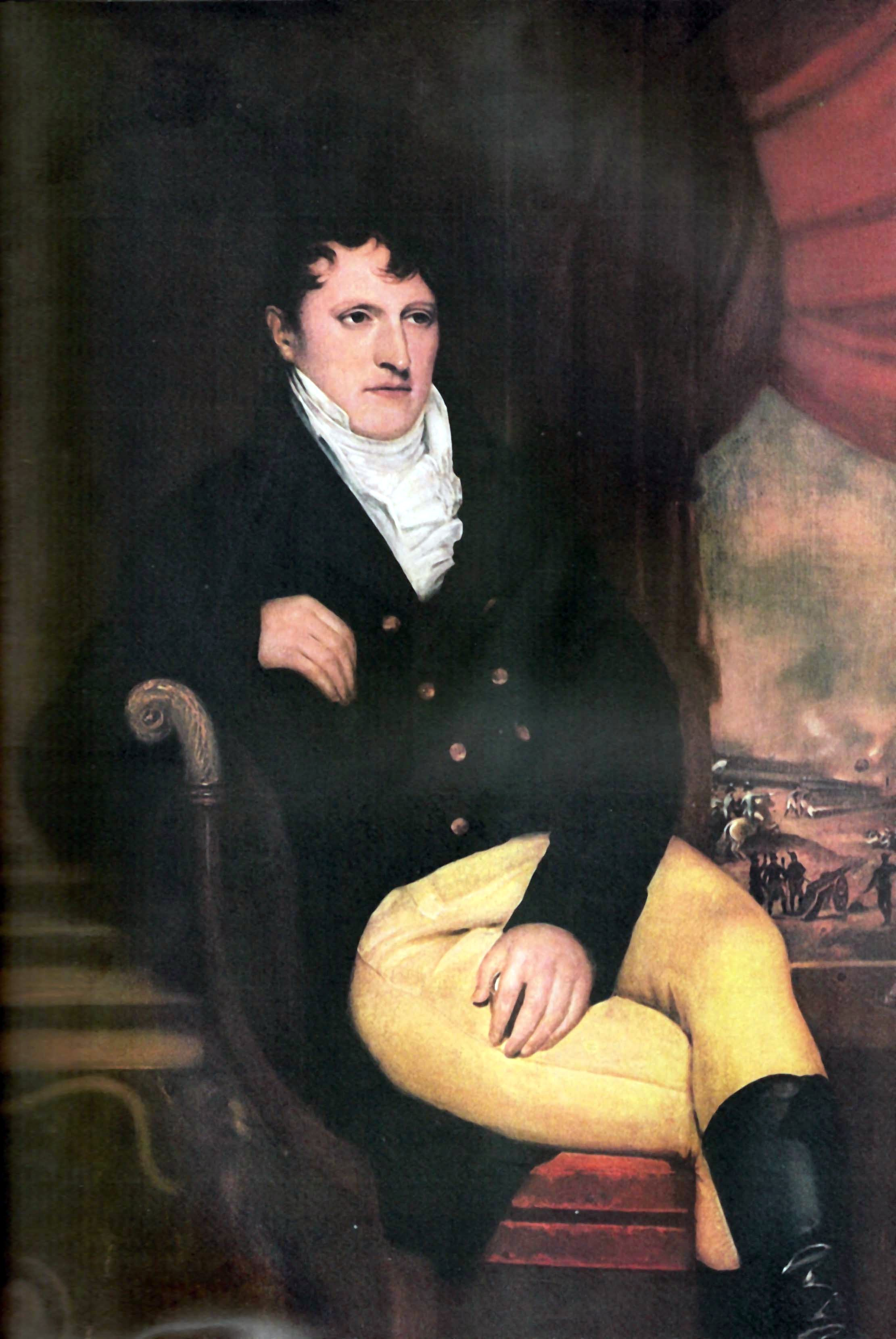
Manuel Belgrano diresse la spedizione in Paraguay, e più tardi prese il comando dell'Esercito del Nord.

Quando la notizia dell'attacco giunse a Buenos Aires, la Giunta decise di deviare verso il Paraguay la piccola divisione di Belgrano, e investì quest'ultimo del comando militare e politico delle province del litorale fluviale. Belgrano partì il 26 settembre, e incorporò nella sua divisione, a San Nicolás de los Arroyos, 357 uomini di cavalleria appartenenti ai Blandengues, tra i quali il futuro caudillo Estanislao López, ai quali si unirono a Santa Fe ulteriori 200 uomini.
Il 1º ottobre, una flottiglia paraguaiana attaccò la città di Corrientes, recuperò i vascelli catturati e proseguì il suo movimento offensivo effettuando delle incursioni nella zona per varie settimane, impadronendosi anche del forte di Curupayty.
Dopo aver attraversato il Paraná, il piccolo esercito di Belgrano continuò ad aumentare i suoi effettivi integrando truppe volontarie radunate dal comandante militare di Entre Ríos, José Miguel Díaz Vélez, e altri 200 uomini del Reggimento di Patrizi, sotto gli ordini di Gregorio Perdriel. A fine ottobre, organizzate le proprie forze in 4 divisioni, e contando nei suoi ranghi il paraguaiano José Machain come "sergente maggiore", l'esercito avanzò verso il nord per il centro della provincia di Entre Ríos, evitando di attraversare i corsi d'acqua. Il 6 novembre, una squadriglia di 300 realisti al comando di Juan Ángel Michelena occupò Concepción del Uruguay; le milizie di questa città, sotto la conduzione di Diego González Balcarce, si unirono all'esercito di Belgrano.
Ad Asunción, il governatore spagnolo Velasco ordinò di occupare con l'aiuto delle milizie della città di Pilar i passaggi sul fiume Paraná, mentre organizzava vicino alla capitale un esercito forte dai 6 000 ai 7 000 uomini. Da parte sua Belgrano diede l'ordine ad Elías Galván, governatore supplente di Corrientes, di posizionare 300 miliziani a Paso del Rey, futuro Paso de Patria, per far credere al nemico che si sarebbe diretto verso quel luogo.
Arrivato di fronte all'isola di Apipé Grande, Belgrano proclamò la libertà, l'accesso alla proprietà e la sicurezza per gli indigeni dei villaggi di Misiones. Da lì proseguì la marcia per Santa María de la Candelaria, da dove inviò un messaggio al governatore Velasco, al Cabildo e al vescovo, chiedendo loro un accordo per evitare lo spargimento di sangue, e invitandoli alla sottomissione alla Giunta e ad eleggere un deputato da spedire a Buenos Aires. Il messaggio fu portato dal capitano Ignacio Warnes, che però fu fatto prigioniero dal comandante di un distaccamento paraguaiano di 500 uomini disposto sulla riva opposta del fiume.
Il 19 dicembre, Belgrano attraversò con il grosso dell'esercito rivoluzionario il fiume Paraná e attaccò la posizione fortificata di Campichuelo, da dove i realisti si ritirarono al termine di un breve scambio di colpi. I patrioti occuparono in seguito senza combattere il villaggio evacuato di Itapúa, lontano quattro leghe, ma la mancanza di cavalli e il cattivo stato delle truppe obbligarono Belgrano ad arrestarsi, senza poter inseguire i realisti. Un proclama amichevole di Belgrano non ebbe effetto alcuno.
L'avanguardia comandata da Machain cominciò ad avanzare in direzione della capitale paraguaiana il 25 dicembre, seguita a corta distanza da Belgrano, che aveva lasciato un centinaio di uomini a Candelaria. Gli abitanti, contrariamente a quanto era stato predetto da Espínola y Peña, fuggirono davanti all'esercito che considerò invasore, portando con loro tutti i mezzi di sussistenza. Il territorio paraguaiano, con i suoi numerosi fiumi, le paludi e le foreste tropicali opponevano un terribile ostacolo all'avanzata dell'esercito rivoluzionario. Ciononostante, gli uomini di Belgrano continuarono la loro difficile marcia ed ottennero una piccola vittoria a Maracaná, nei pressi del fiume Tebicuary.

#### Sconfitta di Belgrano

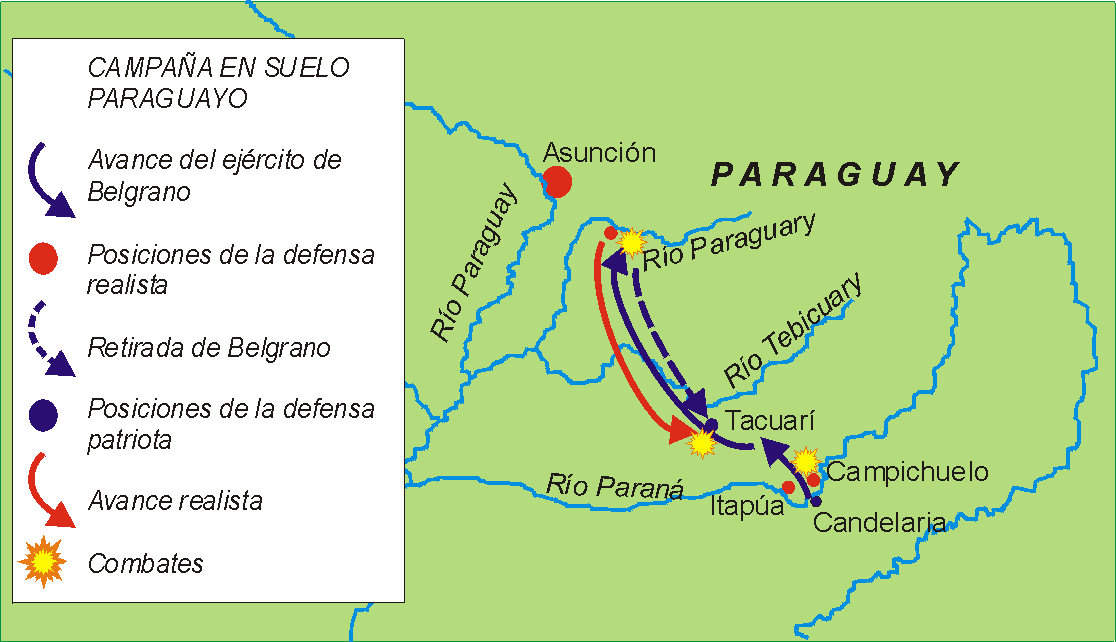
Operazioni militari in territorio paraguaiano.

Velasco si mise alla testa del suo esercito e scelse come punto di difesa il villaggio di Paraguarí, situato su un'altura e circondato da zone paludose. Belgrano vi si presentò il 15 gennaio 1811, e per tre giorni gli eserciti si limitarono ad osservarsi. Belgrano inviò diversi proclami ai paraguaiani, ma Velasco impedì di conservarne copia.
Il 19 gennaio, l'avanzata dell'esercito di Belgrano diede inizio alla battaglia di Paraguarí. A dispetto dello svantaggio numerico, 460 uomini contro 6 000, gli indipendentisti riuscirono ad impadronirsi della posizione nemica e costrinsero le truppe realiste a ritirarsi, tanto che lo stesso Velasco fuggì verso il villaggio di Yaguarón. Tuttavia, le truppe che avevano preso parte all'avanzata di Belgrano si abbandonarono al saccheggio, ed in seguito scambiarono i rinforzi che aveva mandato il comandante rivoluzionario per truppe nemiche, per cui alla fine si sbandarono quando i paraguaiani riuscirono a riorganizzarsi e a contrattaccare, Belgrano si vide costretto a retrocedere lungo il percorso per cui era giunto, però non fu inseguito.
Il comandante indipendentista arrestò la sua ritirata sul fiume Tacuarí, dove attese rinforzi. In suo appoggio, la Giunta gli inviò una squadriglia di tre vascelli comandata da Juan Bautista Azopardo, però questa fu distrutta molto lontano da lì, il 2 marzo, durante la battaglia di San Nicolás. Alcuni soldati con munizioni per cannoni e fucili, comandati dal futuro caudillo Francisco Ramírez, partirono tardivamente in loro aiuto da Buenos Aires.
La situazione nella Banda Orientale si era aggravata, per cui la Giunta ordinò a Belgrano di concludere subito la campagna del Paraguay, vincendo rapidamente o ritirandosi, per raggiungere il nuovo teatro delle operazioni.
L'esercito paraguaiano, forte di 2 400 uomini, con 10 pezzi d'artiglieria, al comando del generale Manuel Cabañas attaccò l'esercito indipendentista, che disponeva di 600 uomini e 2 cannoni, nella battaglia di Tacuarí il 9 marzo. L'artiglieria di Belgrano riuscì a frenare l'avanzata dei paraguaiani, ma l'esercito fu sconfitto da una divisione che attraversò il fiume più a monte e lo sorprese al fianco. Belgrano rifiutò una prima intimazione alla resa e rispose alla seconda iniziando negoziazioni pacifiche. Per effetto di queste, l'esercito abbandonò il Paraguay dopo pochi giorni con tutte le sue armi e le sue salmerie. Si iniziò anche uno scambio di note tra Belgrano e Cabañas che convinsero diversi ufficiali paraguaiani della convenienza di rendersi indipendenti dal governo coloniale spagnolo; queste adesioni permisero di trasformare una sconfitta militare in una vittoria politica. Il fallimento di Belgrano portò ad un contrattacco paraguaiano, a seguito del quale la città di Corrientes fu invasa e occupata militarmente il 7 aprile.
Belgrano stabilì il suo quartier generale a Candelaria, dove si unirono alle sue truppe le milizie di Misiones e Corrientes, comandate dal governatore di Misiones Tomás de Rocamora, che il comandante indipendentista aveva lasciato di retroguardia. Uno degli errori che gli saranno imputati, nel giudicare posteriormente il suo fallimento, fu quello di non aver incorporato queste truppe nel suo esercito prima di muovere verso Asunción.
Il 14 maggio 1811, uno dei capi dell'esercito di Cabañas, Fulgencio Yegros, si mise alla testa di una rivoluzione ad Asunción, in seguito alla quale Velasco si vide imporre due altre persone nell'esercizio dell'esecutivo. Corrientes fu evacuata.
Un mese più tardi fu convocato un congresso provinciale, che decise di deporre Velasco e di rimpiazzarlo con una giunta provvisoria di governo; José Gaspar Rodríguez de Francia, che avrebbe governato il paese per quasi tre decenni, vi giocò un ruolo decisivo. La nuova giunta proclamò l'indipendenza del Paraguay rispetto a Buenos Aires fino alla convocazione di un congresso generale composto dai rappresentanti di tutto l'antico vicereame; mantenne però buone relazioni con l'antica capitale coloniale, mentre invece sospese la sua obbedienza al Consiglio di Reggenza.
In ottobre Belgrano stesso fu inviato ad Asunción per firmare un trattato che stabiliva le relazioni tra il Paraguay e le Province Unite. Questo documento prevedeva una forma di confederazione che però non fu mai messa in pratica, in gran parte a causa dell'azione politica di Rodríguez de Francia, che preferì mantenere il Paraguay totalmente isolato dall'esterno.

### Prima campagna militare nellaBanda Oriental
Alla data della Rivoluzione di Maggio, la Banda Oriental era una nozione puramente geografica. Il territorio così nominato era giuridicamente diviso in tre sezioni. La città di Montevideo, con il territorio limitrofo, era governata come una base navale, mentre la regione a sud del Río Negro, esclusa Montevideo, che includeva diverse città e villaggi, dipendeva dall'Intendenza di Buenos Aires; la regione a nord del fiume, infine, dipendeva dal Governatorato delle Missioni Guaraní (Gobernación de las Misiones Guaraníes).
Contemporaneamente alla notifica inviata a Montevideo, la Giunta aveva spedito la notizia della sua instaurazione alle città e ai villaggi della Banda Oriental.
Il 9 ottobre il generale Gaspar de Vigodet, appena arrivato dalla Spagna, assunse il governo della piazza di Montevideo, e cercò di rinforzare la sua posizione militare con truppe urbane dirette da ufficiali della Armada Española. Lanciò quindi una serie di campagne militari terrestri dirette alle località dell'interno della Banda Oriental, obbligando successivamente le rispettive autorità a riconoscerne la legittimità del potere. Fu questo l'inizio dell'unificazione giuridica della futura Provincia Orientale.
Poco dopo diede il compito all'ufficiale di marina Juan Ángel Michelena di occupare le sponde del fiume Uruguay, costringendo le autorità dei villaggi ubicati su di esse, compresa la città di Concepción del Uruguay (occupata il 6 novembre), a sottomettersi. In seguito occupò le città di Gualeguaychú e Gualeguay.
I realisti cercarono di prendere per via terrestre gli abitati di Nogoyá e La Bajada, ma incontrarono la resistenza di gruppi armati irregolari composti da abitanti del luogo. Particolare esito ebbe la ribellione del comandante Bartolomé Zapata, un emigrato originario di Concepción del Uruguay, che si pose alla testa di uno di questi gruppi a Nogoyá.
Dopo una serie di scaramucce i realisti evacuarono le loro posizioni sulla sponda occidentale dell'Uruguay, lasciando la regione in mano ai rivoluzionari dal marzo del 1811.

#### La prima squadra navale dei patrioti

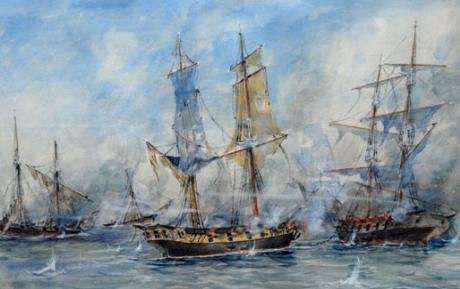
Battaglia di San Nicolás.

Il governatore realista di Montevideo, José María Salazar, proclamò il 3 settembre il blocco navale a Buenos Aires. Il 10 settembre, una flottiglia di nove vascelli da guerra comandata dal capitano di fregata José Primo de Rivera y Ortiz de Pinedo si presentò di fronte alla città, chiudendole ogni comunicazione.
All'inizio il blocco fu riconosciuto dalla flotta britannica presente nel Río de la Plata, ma quest'ultima ricevette presto le proteste della Giunta e dei commercianti inglesi. Il capitano Robert Ramsay, autorizzato da Lord Strangford, incaricato d'affari britannico a Rio de Janeiro, prese il comando della flotta britannica il 10 ottobre e ingiunse a Primo de Rivera di sospendere il blocco, minacciando di attaccare le sue navi. Di fatto, il blocco fu levato.
La Giunta di Buenos Aires incaricò il deputato Francisco de Gurruchaga, nominato segretario alla Marina, di mettere in piedi una squadra navale. Gurruchaga acquisì e armò precariamente tre vascelli: il brigantino 25 de Mayo, posto al comando del tenente colonnello di origine maltese Juan Bautista Azopardo, la goletta Invencible, comandata dal francese Hippolyte de Bouchard, e il bilandro da guerra América, agli ordini di Ange Hubac, anch'egli francese. Per sopperire alla mancanza di marinai locali si ricorse a marinai stranieri, che non capivano lo spagnolo, anche se si aggiunsero truppe di artiglieria e di fanteria provenienti dalle milizie di Buenos Aires.
La Giunta incaricò Azopardo di trasportare per via fluviale rinforzi destinati all'esercito di Belgrano in Paraguay. Le autorità realiste di Montevideo staccarono, per intercettarlo, una flottiglia di sette navi di qualità superiore, e con un equipaggio più esperto di quello degli avversari, diretta da Jacinto Romarate. La flottiglia di Azopardo rimontò il Paraná fino a giungere a San Nicolás de los Arroyos, dove avvistarono i realisti. Il comandante decise di dare battaglia. Per prevenire uno sbarco, una batteria di artiglieria costituita dai cannoni delle imbarcazioni fu dislocata sulla costa insieme ad un gruppo di marinai e miliziani.
Il 2 marzo ebbe luogo la battaglia di San Nicolás, cominciata con il fallito tentativo da parte di Azopardo di abbordare due vascelli realisti che si erano incagliati. Le due più piccole imbarcazioni dei patrioti furono abbandonate dal loro equipaggio: la America quando cominciò ad affondare e il 25 de Mayo dopo essere stato abbordato. Dopo due ore di resistenza, anche la Invencible fu alla fine abbordata dai realisti. Azopardo avrebbe voluto continuare a combattere, ma alla fine, su richiesta dei feriti, si rassegnò alla resa; fu fatto prigioniero dai realisti e portato in Spagna, mentre il governo porteño lo condannò in contumacia per imperizia nel comando.
Con la sparizione della piccola forza navale dei patrioti si consolidò il dominio dei fiumi da parte della flotta realista di Montevideo; l'egemonia sarebbe stata spezzata solo tre anni più tardi. I rinforzi richiesti dal generale Belgrano non giunsero a destinazione, e pochi giorni dopo la battaglia navale di San Nicolás l'esercito patriota fu sconfitto nella battaglia di Tacuarí.

#### Sollevazione delle campagne nellaBanda Oriental

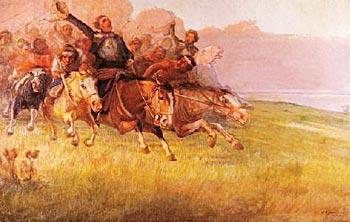
Il Grito de Asencio, olio di Carlos María Herrera.

Nel gennaio del 1811 Francisco Javier de Elío, viceré designato del Río de la Plata, giunse a Montevideo. Dopo che fu rifiutata l'ingiunzione alla sottomissione che aveva indirizzato a Buenos Aires, qualificò come ribelle la città e le dichiarò guerra il 18 febbraio, stabilendo la nuova capitale del Vicereame a Montevideo.
I realisti controllavano la città, ma nelle zone rurali della Banda Oriental le idee rivoluzionarie erano represse con la forza. Invece di fare appello alla sua fedeltà, il governo di Montevideo chiese alla popolazione rurale l'esibizione dei titoli di proprietà dei campi che occupava, spesso a titolo precario, e minacciò di espellere coloro che non fossero in grado di dimostrare la proprietà dei loro terreni.
Il 28 febbraio, nei pressi del torrente Asencio, il comandante Ramón Fernández lanciò la sua opposizione, il cosiddetto Grito de Asencio (in italiano "Grido di Asencio"), segnale di una sollevazione armata contro l'autorità di Elío. Si unirono a lui fattori e gauchos locali, formando truppe irregolari, che iniziarono una serie di scontri contro le truppe leali alla Spagna, tra i quali la battaglia di Soriano, vinta da Miguel Estanislao Soler e le sue milizie orientali il 4 aprile 1811.
La Giunta si alleò presto con i patrioti della Banda Oriental, cercando di diffondere la rivoluzione e di neutralizzare Montevideo, che rappresentava una pericolosa testa di ponte per la flotta spagnola dell'Atlantico del sud. Conclusi i combattimenti in Paraguay, la Giunta Grande, succeduta alla Prima Giunta, inviò nella zona i 1 134 uomini dell'esercito di Belgrano, che fu nominato comandante delle forze militari nella regione il 7 marzo. Questi si mise presto in contatto con il capitano dei blandengues orientali José Gervasio Artigas, che, dopo aver disertato dalla guarnigione di Colonia del Sacramento ed essere passato a Buenos Aires per offrire il suo servizio alla giunta, aveva ricevuto l'incarico di fomentare e dirigere la sollevazione popolare contro i realisti.
Artigas sbarcò sul suolo orientale il 9 aprile al comando di alcune truppe di Buenos Aires e fu riconosciuto come capo dai patrioti locali. Alcuni combattimenti minori permisero a questi di avanzare verso Montevideo, da dove Elío inviò loro contro una divisione agli ordini del capitano José Posadas, che fu però sconfitta da Artigas il 18 maggio bella battaglia di Las Piedras.
La giunta di Buenos Aires, ricomposta ed epurata dai seguaci di Mariano Moreno in seguito alla rivoluzione del 5 e 6 aprile 1811, ordinò a Belgrano di rientrare nella capitale per rendere conto del suo fallimento nella campagna militare in Paraguay, ed affidò il comando delle truppe al tenente colonnello José Rondeau, che aveva svolto importanti incarichi nella Banda Oriental. La sua presenza, anche se brevissima, fu fondamentale per l'attività diplomatica che portò avanti con i paraguaiani, consolidando definitivamente il fronte di guerra; lavorò inoltre a ritardare l'intervento portoghese e a minare la lealtà dei realisti di Montevideo. Organizzò l'esercito e le milizie, definì il piano delle operazioni e gestì efficacemente i dissidi tra i comandanti patrioti, compito nel quale fallirono i suoi successori.

#### L'assedio di Montevideo e l'invasione portoghese

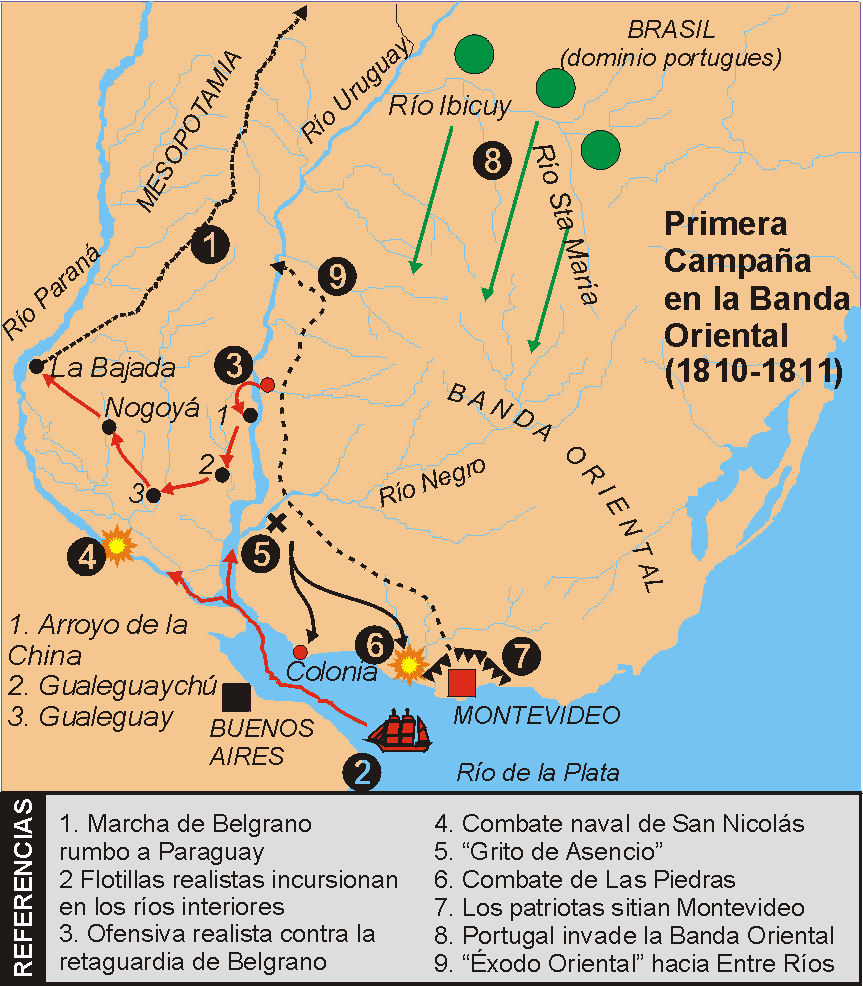
Prima spedizione nella Banda Oriental.

Dopo che la zona tenuta dai realisti fu circoscritta alle città di Montevideo e di Colonia del Sacramento, i patrioti misero le due piazzeforti sotto assedio rispettivamente il 21 e il 26 maggio. Agli inizi di giugno i realisti evacuarono Colonia, che fu occupata dai rivoluzionari, e Artigas poté concentrarsi nell'assedio di Montevideo con l'aiuto dei gauchos orientali e delle truppe inviate da Buenos Aires. Poco dopo si unirono a lui i soldati di Rondeau. Solo le mura della città e i cannoni della flotta ancorata nel porto ne impedirono la caduta, tuttavia la situazione sembrava compromessa.
La notte del 15 luglio la squadra navale spagnola si presentò di fronte a Buenos Aires e bombardò la città senza preavviso. A causa della relativa distanza e dell'oscurità molti proiettili furono sparati senza effetto, e solo alcuni tiri raggiunsero l'obbiettivo, causando danni di scarsa importanza a qualche edificio e due feriti, e sancendo così il fallimento dell'operazione. La mattina seguente il comandante realista inviò un ultimatum alla Giunta, che lo respinse immediatamente; il bombardamento non proseguì.
Il viceré Elío, assediato a Montevideo, considerò come sua unica via d'uscita l'aiuto delle truppe portoghesi del Brasile, e sollecitò il loro arrivo per sconfiggere i rivoluzionari. Già il 20 marzo 1811, Elío aveva emanato un proclama al popolo orientale minacciando l'intervento portoghese se la ribellione si fosse protratta.
Da sempre il Portogallo aveva conteso alla Spagna il controllo del territorio della Banda Oriental, e non avrebbe lasciato cadere l'occasione. Nella capitaneria appena creata di Rio Grande de San Pedro, il governo portoghese aveva organizzato un "Esercito d'Osservazione" al comando del suo capitano generale e governatore Diego de Souza. Queste truppe avevano in precedenza già preso contatto con il governatore paraguaiano Velasco, offrendogli il proprio aiuto contro l'attacco di Belgrano. Souza aveva inoltre ordine di far riconoscere come regina del Río de la Plata la infanta Carlotta Gioacchina di Borbone-Spagna, moglie del re portoghese Giovanni VI e sorella di Ferdinando VII.
Il 17 luglio attraversò la frontiera un esercito di 3 000 soldati portoghesi, guidati dal governatore Souza. Tutti i villaggi orientali del futuro Stato dell'Uruguay furono occupati dalle truppe portoghesi, e il 14 ottobre il quartier generale portoghese fu posto nella località di Maldonado.

### Ripresa della guerra nell'Alto Perù

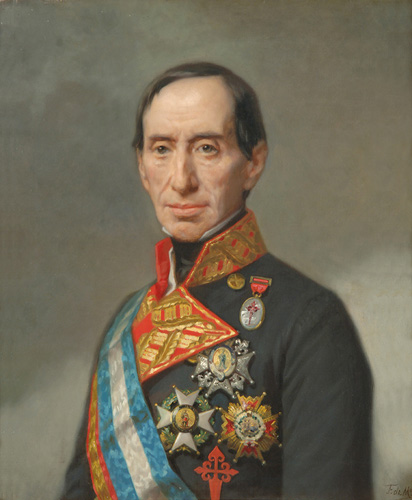
José Manuel de Goyeneche, comandante dell'esercito realista nell'Alto Perù.

Nell'esercizio del governo nell'Alto Perù, Castelli e il suo assessore Bernardo de Monteagudo presero delle misure drastiche che guadagnarono loro l'inimicizia di gran parte delle classi agiate, e commisero una serie di atti ostili alla forma tradizionale della religione cattolica.
L'esercito ausiliario si installò nell'accampamento di Laja, vicino a La Paz, all'inizio di aprile. Il 17 dello stesso mese scoppiò una controrivoluzione realista a Potosí.
Accampato da ottobre a Zepita, tra il fiume Desaguadero e il lago Titicaca, Goyeneche approfittò degli errori politici del rappresentante della Giunta e, riuscendo a reclutare una grande massa di soldati peruviani nel suo esercito, riunì sotto il suo comando 8 000 uomini e 20 cannoni. Con l'autorizzazione di Abascal, il 16 maggio 1811 Goyeneche firmò con Castelli un armistizio di 40 giorni, tempo del quale il viceré approfittò per inviare rinforzi e approvvigionamenti al suo esercito. Nel frattempo Castelli ordinava al suo esercito, che contava nominalmente 23000 persone, di sospendere le operazioni, ma simultaneamente inviò degli agenti nelle province del Vicereame del Perù per propagare la rivoluzione. L'operazione riuscì a suscitare vari moti rivoluzionari ad Arequipa, Locumba e Moquegua, che però furono rapidamente soffocati.
La rivoluzione del 5 e 6 aprile 1811, che eliminò dalla Giunta Grande gli alleati di Castelli, produsse nei ranghi dell'Esercito del Nord una divisione tra i partigiani di Cornelio Saavedra, capeggiati da Juan José Viamonte, e quelli di Castelli. Quest'ultimo impedì che i deputati eletti nell'Alto Perù partissero per Buenos Aires, e si adoperò perché i governatori non riconoscessero la Giunta Grande. Da quel momento, il suo piano divenne quello di sconfiggere Goyeneche e, in seguito, dirigersi a Buenos Aires per rimettere al comando i suoi alleati.
Il 25 maggio 1811, Castelli riunì i capi indigeni nelle rovine di Tiahuanaco e con un proclama solenne accordò loro la libertà a nome della Giunta.

#### Huaqui

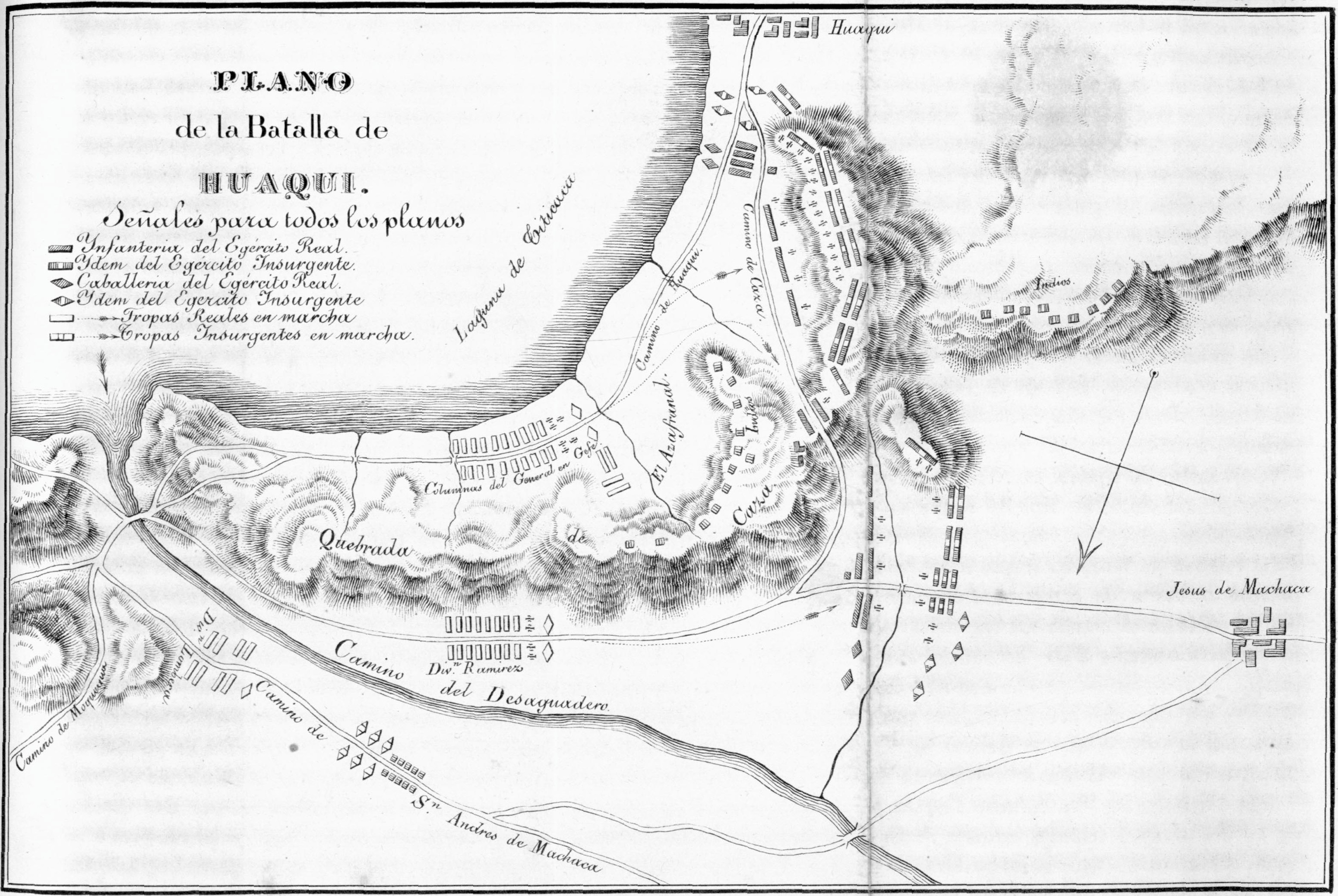
Antica mappa con la rappresentazione della battaglia di Huaqui.

Castelli mosse il suo esercito da Laja fino al nuovo accampamento di Huaqui, da dove poteva controllare il punto chiamato Puente del Inca ("Ponte dell'Inca"), principale via di passaggio tra i due vicereami, che era stato fortificato da Goyeneche. Le forze effettive sulle quali poteva contare il comandante rivoluzionario erano comprese tra le 6 000 e le 7 000 unità, essendo la gran parte dell'esercito distribuita in tutto l'Alto Perù. Si ebbe un primo scontro il 6 giugno, del quale Goyeneche incolpò i patrioti, mentre Castelli ne attribuì la responsabilità ai realisti e lo usò per giustificare un attacco a sorpresa. Goyeneche tuttavia lo anticipò ed ordinò un attacco generale il 20 giugno, dando inizio alla battaglia di Huaqui.
Le truppe rivoluzionarie erano divise in due schieramenti da un sistema di alture, di modo che i realisti attaccarono simultaneamente nelle pianure ai lati della stessa, mentre gli uomini del colonnello Pío Tristán salivano i rilievi intermedi. Gran parte dell'esercito dei patrioti dimostrò mancanza di spirito combattivo e alcuni comandanti, tra i quali il generale Rivero e il colonnello José Bolaños, quasi non presero parte allo scontro. Alcuni autori sostengono inoltre che Juan José Viamonte negò soccorso a Eustoquio Díaz Vélez per motivi di rivalità politica.
Goyeneche riportò una netta vittoria. Anche se i patrioti subirono meno perdite rispetto ai loro avversari, furono completamente sbandati e lasciarono sul campo il loro equipaggiamento e la loro intera artiglieria.
Le truppe rivoluzionarie in ritirata riuscirono a radunarsi parzialmente soltanto in un punto molto lontano dal campo di battaglia. Il numero delle diserzioni aumentò con il passare dei giorni. Alcuni comandanti, come Rivero, si rifiutarono di seguire Castelli e tornarono alle loro città di origine. Al loro passaggio nelle città e nei villaggi dell'Alto Perù, i soldati commisero ogni genere di sopruso, mentre la popolazione, esasperata già da tempo dalle azioni di Castelli e dei suoi ufficiali, non accettò la loro presenza e favorì le diserzioni.
Il grosso dell'esercito retrocesse senza fermarsi fino a Chuquisaca, mentre Goyeneche occupava Oruro e La Paz, consegnata dal governatore Tristán. All'arrivo a Buenos Aires delle notizie riguardanti i fatti di Huaqui, la Giunta Grande destituì il 3 agosto Castelli e Balcarce, rimpiazzandoli al comando dell'esercito ausiliario con Francisco del Rivero, che da parte sua non ebbe mai conoscenza della disposizione. Non ci sarebbero più stati in seguito comandi collettivi nell'esercito.
Rivero, battuto da Ramírez Orozco il 13 agosto nella battaglia di Sipe Sipe, rendendosi conto dell'inutilità di ogni sua resistenza e ascoltando la richiesta di pace degli abitanti di Cochabamba, sollecitò la fine delle ostilità, consegnò le sue truppe e fu incorporato nell'esercito realista. Cochabamba fu occupata pacificamente da Goyeneche. Il comando di ciò che restava dell'Esercito del Nord fu assunto da Juan Martín de Pueyrredón, che si ritirò a Potosí, dove la popolazione gli fece resistenza, e in seguito a Jujuy, portando con sé i fondi della zecca di Potosí.
Informato della defezione di Rivero, Saavedra, dopo aver ordinato a Viamonte di mettersi provvisoriamente alla testa dell'esercito, lasciò Buenos Aires verso il nord con l'intenzione di prenderne direttamente in mano il comando.

#### Nuove insurrezioni
Lo stesso giorno della battaglia di Huaqui, scoppiò una rivoluzione nella città peruviana di Tacna, che fu prontamente repressa, vista l'impossibilità di ricevere l'aiuto sperato dall'Esercito del Nord.
Gli indigeni di Omasuyos, Pacajes e Larecaja, incitati alla rivolta da Rivero, non accettarono la restaurazione realista e si sollevarono, cingendo d'assedio La Paz a partire dal 29 giugno. Il centro delle loro operazioni fu stabilito sulle alture di Pampajasi.
Ad inizio di agosto le forze indigene di Juan Manuel Cáceres, che era stato luogotenente di Túpac Catari nella ribellione del 1780, occuparono ed incendiarono la città, massacrandone la guarnigione realista (compreso il governatore provvisorio), e poco dopo distrussero la pattuglia di guardia al passaggio sul fiume Desaguadero. Gli insorti nominarono governatore Ramón Mariaca.

## Il Primo Triumvirato
Una serie di incidenti che opposero la Giunta al cabildo di Buenos Aires, scontento della posizione predominante assunta dai deputati delle province dell'interno, portarono alla sostituzione della Giunta Grante con il Primo Triumvirato il 23 settembre 1811. Questo nuovo governo intraprese una politica molto più prudente nei confronti della guerra, preferendo le soluzioni diplomatiche a quelle belliche.
Sotto l'influenza della figura di Lord Strangford, console del Regno Unito a Rio de Janeiro, il Triumvirato si sforzò di avviare dei negoziati con le autorità spagnole, cercando anche un compromesso di pace, in cambio di un'autonomia politica limitata sul territorio.

### L'Esodo orientale

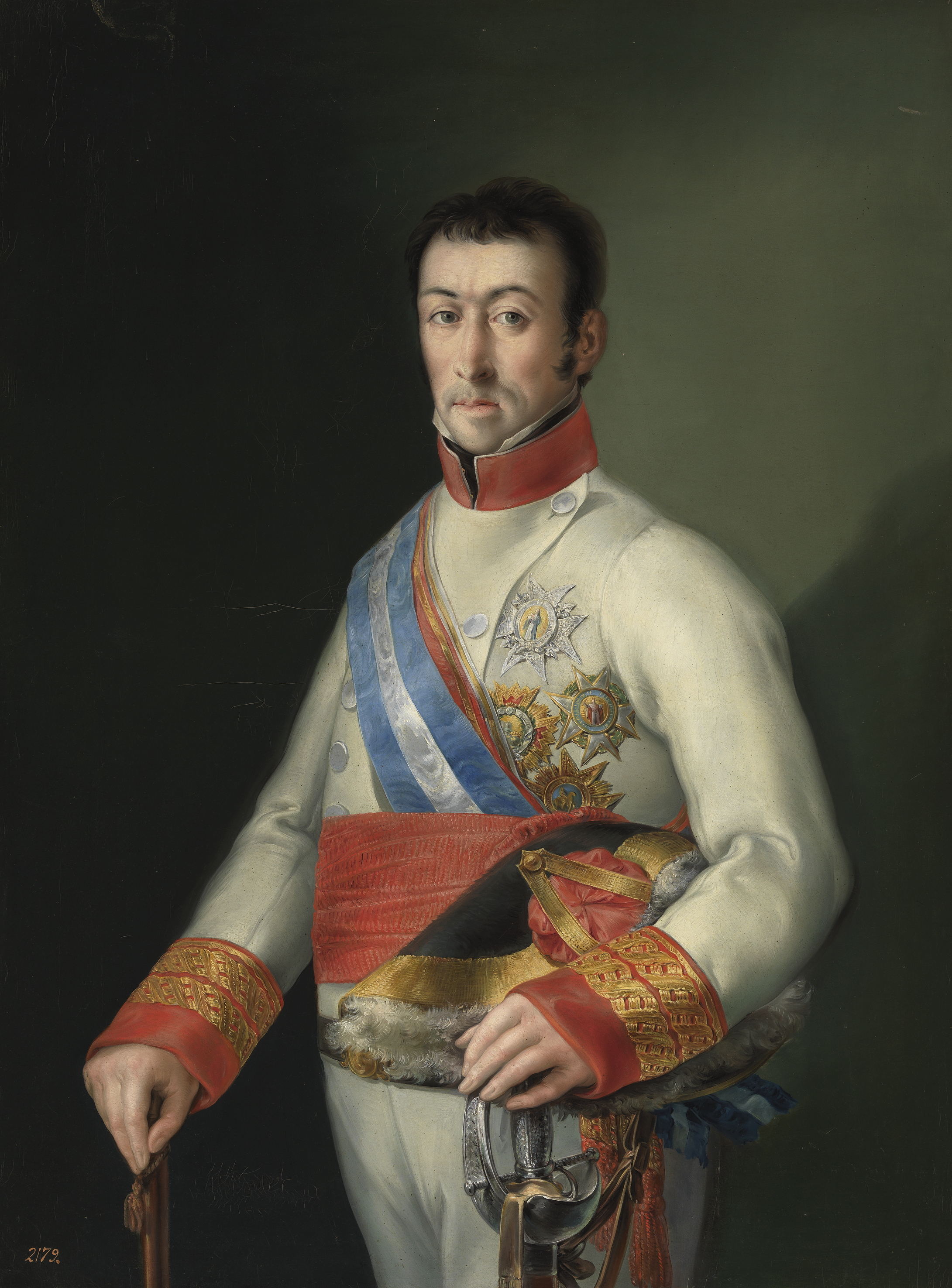
Francisco Javier de Elío, nominato viceré del Río de la Plata, poté esercitare la sua autorità nella sola Banda Oriental.

L'offensiva portoghese era stata lanciata poco dopo l'arrivo della notizia del disastro di Huaqui, che aveva costretto la Giunta Grande ad inviare tutte le sue truppe disponibili a dare manforte all'Esercito del Nord. Trovandosi con le sue truppe prese tra due fuochi nella Banda Oriental, con le vie di comunicazione minacciate e impossibilitata ad inviare rinforzi, la Giunta decise di trattare con Elío, proponendogli un armistizio del quale informò anche le truppe assedianti e la popolazione civile; tutte le parti, però, rifiutarono l'accordo. Il 19 agosto, la flotta realista effettuò un nuovo bombardamento a Buenos Aires, poco efficace quanto il precedente.
Poco dopo, la Giunta Grande fu rimpiazzata dal Triumvirato, che riprese i negoziati con la mediazione di Strangford, ed offrì il ritiro immediato delle truppe assedianti. Prima della firma dell'accordo, l'inviato di Buenos Aires José Julián Pérez avvisò gli orientali che si stava per siglare un armistizio per mezzo del quale la Banda Oriental sarebbe rimasta nelle mani di Elío, e che fu respinto nuovamente.
Contemporaneamente, bande armate irregolari brasiliane invasero i villaggi di Misiones, catturando il comandante di Yapeyú, Bernardo Pérez Planes, e conquistando poco dopo le località di Belén e di Salto Chico.
Il 1º settembre fu occupata Paysandú, e, anche se il loro comandante Bento Manuel Ribeiro fu vinto e fatto prigioniero a Yapeyú, i portoghesi saccheggiarono le zone attorno a Santo Domingo Soriano e Mercedes. Per contrastare l'offensiva portoghese, José Rondeau inviò a inizio settembre un distaccamento a nord del Río Negro, che riuscì il mese successivo a liberare Mercedes e, ancora un mese dopo, a far sloggiare i portoghesi da Paysandú.
Da Mandisoví le forze portoghesi occuparono Curuzú Cuatiá ed arrivarono ad occupare il territorio della futura La Paz, sul fiume Paraná. Su richiesta di Elío attaccarono poi Concepción del Uruguay, che si trovava alloro sotto il blocco navale spagnolo, ma furono respinte.
La Cruz e Santo Tomé furono anch'esse attaccate. Il governatore supplente di Corrientes, Elías Galván, riuscì a recuperare Curuzú Cuatiá il 29 novembre e Mandisoví poco dopo. Temendo un'alleanza tra il Paraguay e gli invasori portoghesi, il comandante guaraní delle milizie di Misiones, Andrés Guazurary, espulse la guarnigione paraguaiana che aveva occupato Candelaria dopo la ritirata di Belgrano. Anni più tardi, lo stesso capo guaraní divenne il protagonista della resistenza nella regione contro l'invasione luso-brasiliana.
Il 12 ottobre fu ufficialmente tolto l'assedio a Montevideo e l'esercito di Rondeau cominciò a ripiegare verso Entre Ríos. Artigas non ebbe altra scelta che ripiegare verso nord anche le sue truppe, composte da 3000 soldati seguiti da una grande massa di civili.
Il 20 luglio 1811 era stato firmato un armistizio tra il Primo Triumvirato ed il viceré Elío, che stabiliva la cessazione delle ostilità, la fine del blocco navale a Buenos Aires e il riconoscimento della sovranità di Ferdinando VII per entrambe le parti. Si stabiliva anche il ritiro delle truppe rivoluzionarie e portoghesi dalla Banda Oriental e dalle città di Concepción del Uruguay, Gualeguay e Gualeguaychú, nel territorio di Entre Ríos, e si riconosceva Elío come viceré, negandogli però qualunque autorità al di fuori del territorio ceduto. Il 21 ottobre il trattato di pace fu ratificato da Elío.
Il Triumvirato riuscì a ritirare le sue truppe, salvandole dalla sconfitta e trasferendole in territorio argentino, ma fu male accolto dagli orientali e dalle milizie di Entre Ríos, che si videro abbandonati in piena lotta. Il trattato generò dissensi anche tra i realisti: il viceré del Perù, che non era stato consultato e che all'inizio ritenne il trattato apocrifo, temendo l'arrivo delle truppe ritirate dal fronte orientale ordinò, con l'accordo di Goyeneche, di mantenere le posizioni per difendere le province realiste rimaste esposte alla difficile situazione.

#### La "Ridotta"

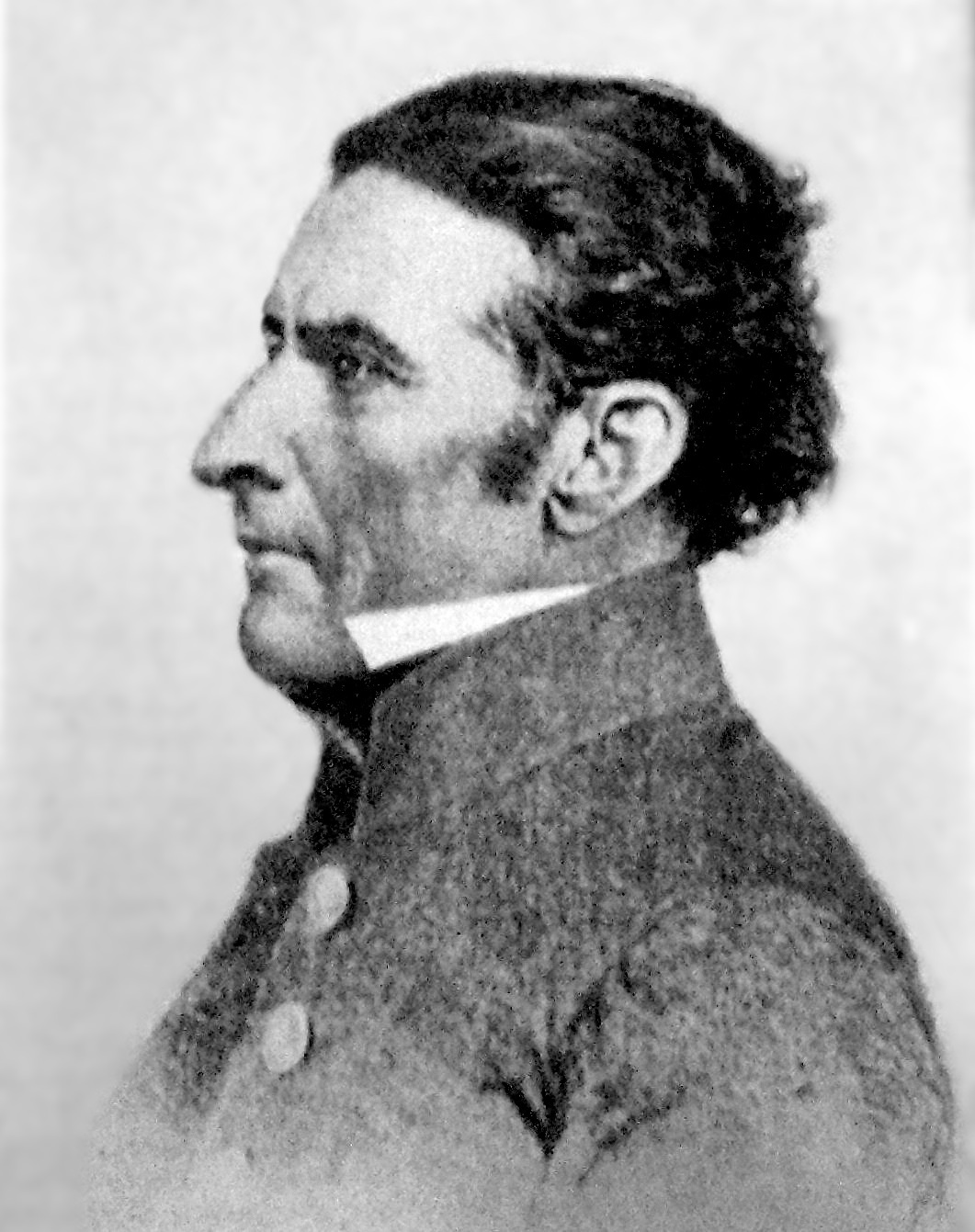
José Artigas.

Artigas venne a conoscenza dell'armistizio il 23 ottobre, sulle sponde del fiume San José, dove ebbe luogo un'assemblea spontanea degli orientali che avevano partecipato all'assedio di Montevideo. Artigas comunicò ai partecipanti la decisione di rispettare l'armistizio e di ritirarsi verso nord. Tutti gli altri proclamarono la loro volontà di non deporre le armi e di riprendere la lotta appena possibile.
Artigas riprese presto la sua marcia, seguito da un gran numero di civili, dando luogo ad un trasferimento di massa che nella tradizione popolare sarà chiamato "la Ridotta" (la Redota), e che gli storici designano come "l'esodo orientale". All'inizio il caudillo si oppose a questa migrazione massiva, ma in seguito ordinò di stilare un registro delle famiglie e degli individui che lo seguivano, e che arrivò a contare 4 435 persone; tenendo in conto coloro che si aggiunsero in seguito, la marcia potrebbe avere coinvolto un numero approssimato di 16 000 persone.
Il 15 novembre 1811, il Triumvirato nominò Artigas governatore supplente, giudice supremo e capitano di guerra del dipartimento di Yapeyú, con autorità sui 10 villaggi di Misiones soggetti al controllo di Buenos Aires.
Il 18 novembre Elío tornò in Spagna per ordine del governo spagnolo, la cui volontà era quella di reprimere le istanze indipendentiste senza scendere ad accordi. Non sarebbe più stato concesso ad alcun funzionario spagnolo di ricoprire la carica di viceré del Río de la Plata.
In accordo ai patti, Rondeau evacuò la Banda Oriental nel dicembre del 1811 e tornò a Buenos Aires, mentre altre truppe, attraversato il fiume Uruguay, si accamparono nella Mesopotamia argentina. Il 10 dicembre fu la volta dei soldati e dei civili che seguivano Artigas; attraversato il fiume nei pressi di Salto, questi si installarono nella parte nord-orientale dell'attuale provincia di Entre Ríos, in un territorio allora appartenente alla provincia di Misiones. Il 18 dicembre riuscirono ad impadronirsi nuovamente del villaggio di Belén.
Souza ricevette ordine di ripiegare in Brasile, ma si rifiutò di obbedire: chiese come condizione per la sua partenza la dissoluzione delle milizie di Artigas, che non aveva evacuato interamente il territorio orientale, e la garanzia del fatto che la popolazione portoghese non venisse attaccata.
Vigodet, nominato di nuovo governatore di Montevideo, pretese dal Triumvirato azioni contro Artigas. Con il fronte nord già stabilizzato, il governo rivoluzionario respinse le richieste. Dichiarando rotto l'armistizio, Vigodet riaprì le ostilità il 31 gennaio 1812; il 4 marzo ebbe luogo il terzo bombardamento di Buenos Aires, che causò danni soltanto ad imbarcazioni di minore importanza. Artigas dislocò verso Misiones Fernando Otorgués e Fructuoso Rivera, che riconquistarono gli abitati di Santo Tomé, Yapeyú e La Cruz.
In marzo, dopo l'arrivo di rinforzi dal Brasile e di approvvigionamenti da Montevideo, un esercito portoghese di 5 000 uomini mosse da Maldonado verso Paysandú, entrando nella località il 2 maggio. Il mese successivo, il Triumvirato inviò a Diego de Souza un ultimatum, esigendone il ritiro immediato. Pose inoltre Artigas al comando delle operazioni militari contro i portoghesi e gli inviò in soccorso il reggimento di Pardos y Morenos (corpo composto da liberti di origine africana), sotto la guida di Miguel Soler, oltre che una cospicua quantità di denaro.
Un nuovo attacco portoghese obbligò Artigas a riattraversare l'Uruguay, anche se in seguito riuscì a recuperare alcune posizioni ad oriente del fiume. Il 4 e 6 maggio i portoghesi attaccarono Santo Tomé, ma furono respinti.
Il governo di Buenos Aires ordinò ad Artigas di tornare al suo accampamento sul torrente Ayuí dopo la firma, il 26 marzo, del Trattato Rademaker-Herrera, che determinava il rientro in Brasile delle truppe portoghesi. Una volta ancora, Souza non riconobbe l'accordo, ma dopo una serie di scontri ricevette l'ordine di ritirarsi dalla Banda Oriental dal re Giovanni VI, ordine che alla fine eseguì il 13 giugno. Pochi giorni dopo, il comandante della porzione di Misiones occupata dai portoghesi, Francisco das Chagas Santos, tentò di attaccare La Cruz, difesa dalle forze di Corrientes, ma si ritirò dopo che Galván lo ebbe informato che le ostilità erano cessate. Il 13 settembre l'armistizio fu ratificato, malgrado i tentativi di impedirne l'applicazione da parte di Vigodet. I portoghesi tuttavia non rientrarono nei confini precedenti all'invasione, mantenendo il controllo degli attuali municipi di Uruguaiana, Quaraí, Santana do Livramento e Alegrete, e parte di quelli di Rosário do Sul, Dom Pedrito e Bagé.
Nell'aprile del 1812 una ribellione scoppiata nel forte isolato di Carmen de Patagones, in Patagonia, guidata da Faustino Ansay, prigioniero nella località dopo che era stato deposto dalle sue funzioni a Mendoza, permise ai realisti di prendere possesso del porto.
Lo stesso mese, Manuel de Sarratea, membro del Triumvirato, prese il comando dell'esercito accampato ad Entre Ríos; Artigas però non lo riconobbe come suo superiore.
In giugno, Artigas pose il suo accampamento sul torrente Ayuí Grande; vi rimase fino alla ripresa delle ostilità. Accampato ad una lega da Artigas, Sarratea si adoperò nel convincere gli ufficiali dell'esercito orientale ad unirsi al suo, riuscendo a portare sotto il suo comando 2 000 uomini. Riuscendo il caudillo orientale a conservare 1 500 soldati e la maggior parte della popolazione civile, Sarratea arrivò al punto di considerarlo, senza in questo ottenere l'appoggio del governo, un traditore della causa rivoluzionaria.
In settembre l'avanguardia dell'esercito di Sarratea, con Rondeau alla testa delle truppe, attraversò nuovamente l'Uruguay e intraprese la sua marcia su Montevideo. Nello stesso tempo, le truppe di Artigas e la gente che lo aveva seguito iniziarono il loro rientro nella Banda Oriental, anche se non presero parte alle operazioni militari.

### Guerra difensiva al nord
Solo otto giorni dopo il suo arrivo a Salta, Cornelio Saavedra ricevette dal Triumvirato l'ordine di cedere il comando dell'esercito a Pueyrredón; poco dopo fu arrestato. Senza l'aiuto esterno, i rivoluzionari si organizzarono in gruppi di guerriglieri chiamati "Repubblichette" (Republiquetas), che resistessero con mezzi precari alle invasioni realiste; avevano a loro favore l'appoggio della popolazione e la conoscenza del terreno.
Le truppe della città di La Paz sconfissero il 6 ottobre a Sica Sica i 1 200 uomini del colonnello Jerónimo Marrón de Lombera. Il giorno seguente, Oruro passava ai rivoluzionari. Goyeneche aveva occupato Chuquisaca, ma dovette retrocedere ad Oruro con i suoi 3 500 uomini. Il viceré Abascal inviò in suo aiuto un'uguale quantità di soldati riuniti dal governatore Quimper e indigeni quechua di Cuzco, capeggiati dal cacicco Mateo Pumacahua, che commisero eccessi ed atrocità contro le popolazioni aymara.
Anche se gli indipendentisti ottennero una piccola vittoria a Tiquina, i colonnelli Benavente e Lombera presero La Paz. Pumacahua riuscì a ristabilire le comunicazioni con l'esercito di Goyeneche, che tornò a Chuquisaca.
I saccheggi delle truppe indigene ebbero l'effetto di esacerbare gli animi delle popolazioni dell'Alto Perù. Il colonnello Esteban Arze, che si era rifiutato di arrendersi con Rivero, tornò nella valle di Cochabamba e, il 14 novembre, capeggiò una rivoluzione. Il 16 novembre attaccò Oruro, ma fu respinto. Nella provincia di Ayopaya si formò un'altra "repubblichetta", che resistette per anni alle offensive realiste.

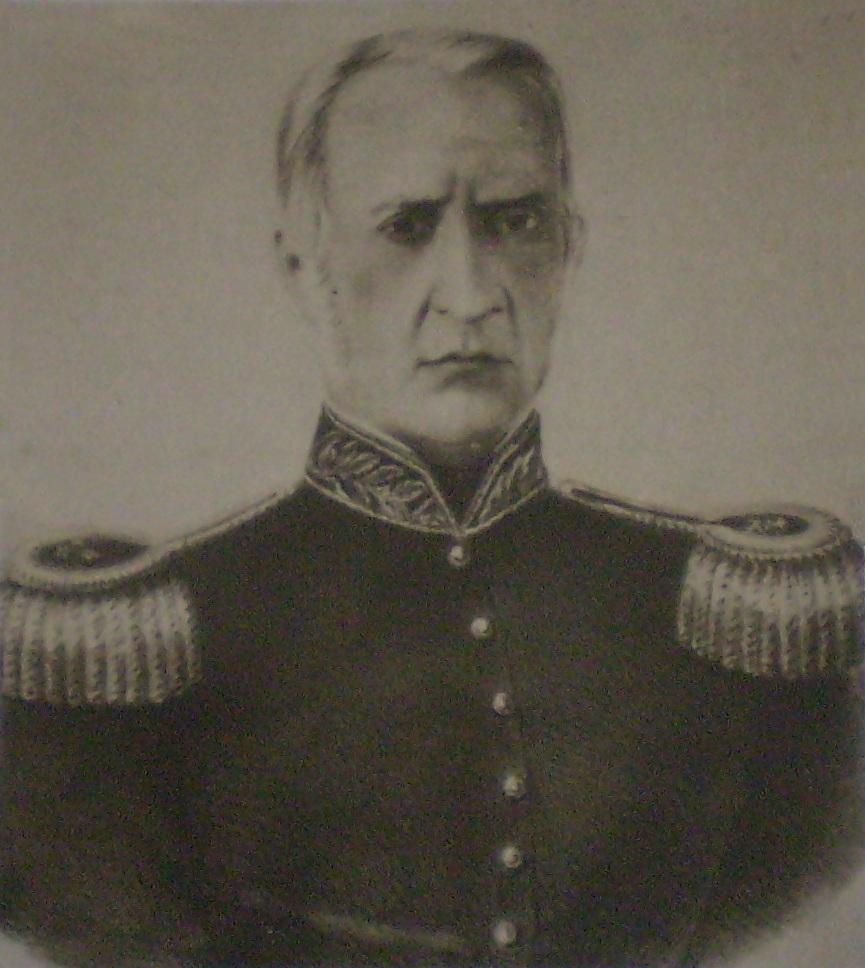
Eustoquio Díaz Vélez nella sua vecchiaia.

Per appoggiare la nuova rivoluzione a Cochabamba, Pueyrredón decise di fare un nuovo tentativo per avanzare nell'Alto Perù, inviando un reggimento di cavalleria e un battaglione di fanteria al comando del suo secondo, Eustoquio Díaz Vélez. Questi inviò il tenente colonnello Manuel Dorrego ad attaccare una pattuglia realista nel villaggio di Sansana, dove ottenne un piccolo successo.
Ricevuti alcuni rinforzi, con i quali arrivò a contare 860 uomini, Díaz Vélez inviò nuovamente Dorrego a Nazareno, dove mise in difficoltà Francisco Picoaga; le sue truppe, tuttavia, furono separate da una piena del fiume Suipacha, che permise ai realisti di contrattaccarlo e di sconfiggerlo. Pueyrredón ordinò a Díaz Vélez di ritirarsi immediatamente, dal momento che Goyeneche stava avanzando.
Il 16 gennaio, Arze riuscì a prendere il villaggio di Chayanta. Allo stesso tempo, il tenente colonnello Martín Miguel de Güemes, comandante in seconda dell'avanguardia, fu inviato da Díaz Vélez a recuperare Tarija, cosa che gli riuscì il 18 gennaio.
L'Esercito del Nord non fece però alcun tentativo per sostenere i rivoluzionari dell'Alto Perù: il 20 gennaio Díaz Vélez fece ripiegare le sue truppe esauste, così come quelle di Güemes, nella Quebrada de Humahuaca. Lo stesso Triumvirato mantenne d'altronde un atteggiamento molto cauto nei confronti della guerra, e preferì mantenere le sue truppe nei dintorni della capitale.
Una divisione rivoluzionaria di 200 uomini provenienti da Mizque si diresse verso Chuquisaca, ma fu completamente sconfitta il 4 aprile da un battaglione del Reggimento Reale di Lima. Pochi giorni dopo, il 12 aprile, gli indigeni di Ayopaya furono sconfitti nei pressi di La Paz. Tutti i prigionieri furono giustiziati.
Da Santa Cruz de la Sierra avanzò una divisione realista di 1 200 uomini in ausilio a Goyeneche, ma fu sconfitta nella battaglia di Samaipata, e tutti i realisti furono uccisi o rimasero prigionieri.
Dopo aver represso una ribellione a Potosí, Goyeneche partì per Chuquisaca il 5 maggio. Da lì inviò 4 000 uomini su Cochabamba, una colonna su Chayanta e un'altra a Tapacarí con 2 000 soldati al comando di Lombera. Il colonnello Huici avanzò verso Vallegrande, distruggendo il villaggio di Pocará.
I contrasti tra Arze e Antezana li spinsero alla decisione di dividere in due parti l'esercito di Cochabamba, che contava 6 000 uomini armati tutti di clave e macanas, oltre che di 40 cannoni e 400 archibugi. Il 24 maggio, Arze fu sconfitto nella battaglia di Pocona, e l'esercito realista marciò sulla città. Antezana non mostrò lo stesso atteggiamento combattivo, ma gli abitanti di Cochabamba, specialmente le donne, ingaggiarono una battaglia sul Cerro de San Sebastián. Furono sconfitti il giorno 27 e Cochabamba cadde nuovamente nelle mani dei realisti. Questa volta Goyeneche agì duramente: molti rivoluzionari, tra i quali Antezana, furono giustiziati e i realisti saccheggiarono ed incendiarono la città. Lombera fu nominato governatore, e gli fu assegnata una guarnigione di 2 000 uomini.
Goyeneche tornò a Potosí, da dove trasferì il suo esercito a Chichas, mentre Pumacahua tornava a Cuzco. Il 2 giugno i rivoluzionari di Ayopaya comandati da Baltazar Cárdenas furono battuti a Sica Sica; anche Arze, che era riuscito a fuggire con parte delle sue truppe, fu sconfitto e costretto a congiungersi con i guerriglieri di Juan Antonio Álvarez de Arenales. La città di Cochabamba si sollevò altre due volte, l'11 marzo ed il 18 giugno 1813.

#### L'esodo da Jujuy e la battaglia di Tucumán
Il 28 marzo 1812, il generale Manuel Belgrano, che qualche mese prima era stato assolto nel processo relativo alla sua fallita spedizione in Paraguay, prese il comando dell'Esercito del Nord. Nel frattempo aveva condotto il Reggimento di Patrizi, aveva soffocato a Buenos Aires l'ammutinamento chiamato "delle trecce" (Motín de las Trenzas) e aveva issato a Rosario una bandiera che diventerà in futuro quella dell'Argentina, e che il Triumvirato gli ordinò di distruggere.
Belgrano allestì le sue difese a San Salvador de Jujuy e installò il suo accampamento a Campo Santo. Poteva disporre di una forza esigua di 1 500 uomini, due terzi dei quali appartenevano all'arma della cavalleria; all'inizio poteva contare su soli due cannoni. L'arrivo di Belgrano determinò un cambiamento sostanziale nell'organizzazione militare, instaurando l'austerità e la disciplina più strette, alle quali era il primo a sottoporsi. Creò un ospedale militare, un tribunale e un corpo destinato a gestire gli approvvigionamenti. Si assicurò che le manifatture di armamenti, munizioni ed equipaggiamento fossero in continua produzione. Organizzò inoltre pattuglie avanzate di ricognizione ed arruolò un ufficiale tedesco, il barone di Holmberg, che lo aiutò a riorganizzare la sua esigua artiglieria e ad addestrare gli ufficiali.
Belgrano tentò una breve offensiva nella valle di Humahuaca; a San Salvador de Jujuy celebrò il secondo anniversario della Rivoluzione di Maggio, durante il quale fece benedire la bandiera creata da lui stesso. Poco dopo il governo gli ordinò di ripiegare a Córdoba senza ingaggiare battaglia; in quel momento, vinta la resistenza di Cochabamba, l'esercito di Goyeneche aveva iniziato la sua avanzata verso Salta.
Quando a metà luglio seppe dell'arrivo dei realisti a La Quiaca, Belgrano diede inizio al cosiddetto "esodo da Jujuy": guidando lui stesso l'esercito e ponendo il suo secondo Díaz Vélez a capo della retroguardia, ordinò alla popolazione civile di seguire l'esercito e di bruciare tutto ciò che avrebbe potuto essere utile al nemico. Il 23 agosto, popolazione civile ed esercito abbandonarono San Salvador de Jujuy, che fu poco dopo occupata dai realisti. Nella sua marcia verso sud, l'Esercito del Nord non passò per Salta, caduta nelle mani di un battaglione realista. Il 3 settembre l'avanguardia spagnola entrò a contatto con la retroguardia indipendentista, che la sconfisse a Las Piedras.

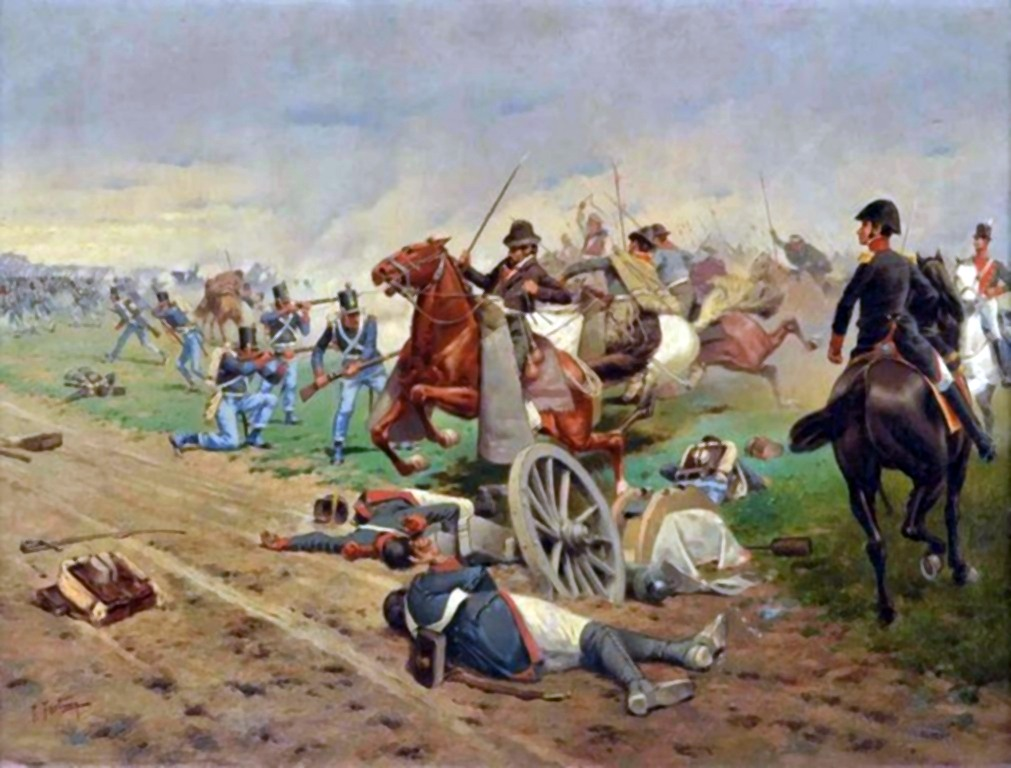
Dipinto della battaglia di Tucumán.

Benché in disaccordo con l'ordine ricevuto di abbandonare tutto il nord del paese, Belgrano continuò la sua ritirata. Animati dalla recente vittoria, gli abitanti di San Miguel de Tucumán lo pregarono di difendere la loro città. Cedendo alle richieste, Belgrano deviò dal suo itinerario e il 21 settembre si stabilì a San Miguel, informandone il Triumvirato. Subito si impegnò a rinforzare le sue truppe con l'inserimento di volontari, mentre l'avanguardia realista al comando di Pío Tristán si fermò, lasciando riposare i suoi uomini.
Il 24 settembre, i 3 000 uomini dell'esercito di Tristán attaccarono i 1 800 dell'Esercito del Nord, dando inizio alla battaglia di Tucumán. Fu uno scontro caotico, nel quale Belgrano capì di avere vinto solo il giorno successivo, quando l'avversario cominciò a ritirarsi verso nord. Il bottino più prezioso che gli lasciò l'esercito battuto furono i suoi 16 cannoni. Nell'impossibilità di lanciare un inseguimento efficace, inviò Díaz Vélez a Salta, città che quest'ultimo occupò per qualche giorno, prima che cadesse di nuovo sotto il controllo di Tristán. Nei mesi successivi Belgrano si dedicò esclusivamente alla riorganizzazione del suo esercito.

## L'epoca dell'Assemblea
La notizia della vittoria di Tucumán, a giudizio degli storici la più importante dell'intera guerra, causò un enorme discredito a Buenos Aires nei confronti del governo, che avrebbe voluto ritirarsi a Córdoba. Un colpo di stato, di cui fu protagonista il colonnello José de San Martín, depose il Triumvirato per instaurare quello che fu chiamato il Secondo Triumvirato.
Il nuovo governo convocò un'assemblea generale costituente chiamata "Assemblea dell'anno XIII" (1813), che si occupò dei cambiamenti legislativi e abbandonò la "maschera di Ferdinando VII", cioè la pretesa continuità di sovranità attribuita a Ferdinando VII. Il periodo del Secondo Triumvirato, così come quello dei primi due Direttori Supremi, fu fortemente influenzato dall'azione della Loggia Lautaro, che orientò la politica interna, estera e militare dell'esecutivo.
Il Secondo Triumvirato e il primo Direttorio adottarono un atteggiamento più risoluto riguardo alla difesa militare del giovane Stato e l'obbiettivo di raccogliere attorno a questo l'intero vicereame decaduto, e inviarono cospicui rinforzi tanto all'Esercito del Nord quanto alle truppe stanziate nella Banda Oriental. Nel frattempo la situazione in Spagna era cambiata, e Ferdinando VII era tornato sul trono. La politica risolutamente assolutistica del re portò un atteggiamento più aggressivo nei confronti dei territori che si erano affrancati dall'Impero iberico, rifiutando qualunque compromesso che non fosse il ritorno alla precedente situazione di dipendenza coloniale assoluta.
I governi rioplatensi reagirono perdendo l'impulso alle riforme sociali e concentrando il potere: il 31 gennaio 1814, l'Assemblea nominò Direttore Supremo uno dei triumviri, Gervasio Antonio de Posadas. Questi dedicò tutti i suoi sforzi all'occupazione di Montevideo, al fine di evitare che la città servisse come porto d'arrivo di truppe spagnole. Una grande spedizione di 10 600 uomini era stata approntata in Spagna per la riconquista del Río de la Plata, ma la caduta di Montevideo, oltre che il rifiuto portoghese di permettere lo sbarco in Brasile, costrinse gli spagnoli a dirottarla in Venezuela.
Il governo del successore di Posadas, Carlos María de Alvear, si dedicò a rafforzare la sua posizione a Buenos Aires e a reprimere la rivolta federalista sul Litoral. Non intraprese alcuna azione militare nel nord, e cercò di destituire San Martín dal ruolo di governatore di Cuyo, senza però riuscire nell'interno. Dopo la caduta di Alvear, che aveva rinunciato alla strategia di difesa aggressiva e di contrattacco, gli successero due Direttori provvisori, che in pratica non riuscirono a governare sull'insieme delle province argentine. La politica estera, sia diplomatica che militare, fu affidata a sporadiche iniziative individuali durante tutto il periodo. Da parte sua, l'Esercito del Nord proseguì i suoi piani offensivi elaborati negli anni precedenti.

### Secondo assedio di Montevideo
Il 20 ottobre, poco dopo l'arrivo della notizia che era caduto il Triumvirato, l'esercito patriota pose nuovamente sotto assedio Montevideo. Il 31 dicembre, ignari del fatto che la notte precedente gli assedianti avevano ricevuto rinforzi, i realisti attaccarono l'accampamento nemico, ma furono duramente sconfitti nella battaglia di Cerrito.
La città assediata poté resistere solo grazie alla sua indiscutibile superiorità navale; ciononostante, durante il 1813 cominciarono ad arrivare nuovi rinforzi a Montevideo. Mentre tra il 1811 e il 1812 erano arrivati meno di 800 uomini dalla Spagna, nel 1813 furono inviati 3440 uomini nella città, dei quali 400 morirono. Fino ad allora si era preferito rafforzare gli eserciti che combattevano nel Vicereame della Nuova Granada e in quello della Nuova Spagna, ma in quell'anno il 37% delle truppe inviate in America sbarcò nel porto di Montevideo.

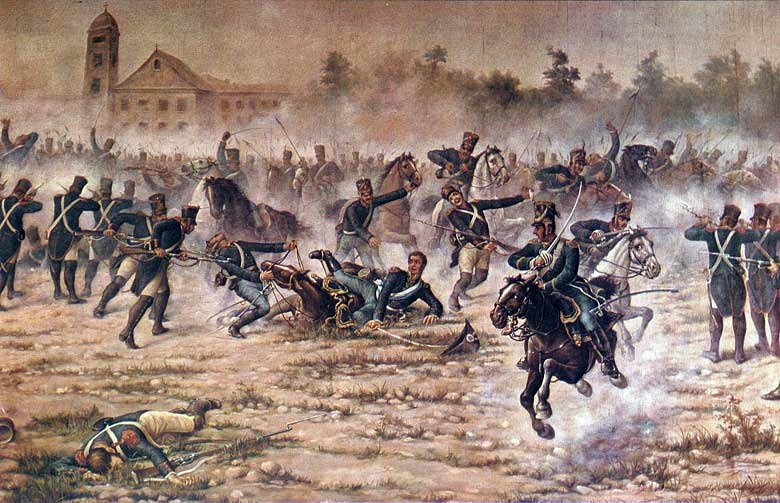
Lo scontro di San Lorenzo del 3 febbraio 1813.

Nell'impossibilità di occupare qualche porzione di terreno capace di fornire loro viveri, i realisti lanciarono una serie di attacchi successivi sulle rive dei fiumi Uruguay e Paraná, che saccheggiarono impunemente fino a che una sonora vittoria dei Granaderos a Caballo del colonnello San Martín nello scontro di San Lorenzo, il 3 febbraio 1813, impedì loro nuove incursioni. Da questo episodio, la città dovette bastare a sé stessa.
Il nuovo governo del Río de la Plata si rassegnò finalmente a riconoscere l'autorità di Artigas sulle truppe soggette al suo comando, ed ordinò a Sarratea di tornare a Buenos Aires all'inizio del 1813. Artigas si unì con i suoi uomini all'assedio di Montevideo, mettendosi agli ordini di Rondeau ma conservando una propria autonomia. Nel prosieguo dell'anno 1813 le azioni belliche nella Banda Oriental si limitarono a qualche scaramuccia.

### Seconda campagna nell'Alto Perù

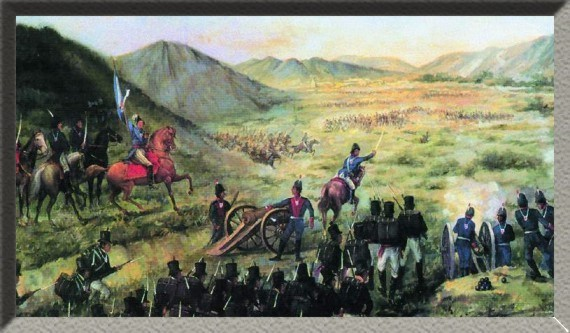
La battaglia di Salta.

I quattro mesi di cui dispose Belgrano per riorganizzarsi in seguito alla vittoria di Tucumán gli permisero di raddoppiare il numero degli effettivi e di migliorare il loro addestramento e la loro disciplina, anche se dovette lamentare l'allontanamento di Holmberg, inviso agli altri ufficiali.
Ben equipaggiato e con un morale alto, intraprese il 12 gennaio la marcia su Salta, dove Tristán si era fortificato ed aveva ricevuto rinforzi da Goyeneche: due battaglioni di cavalleria e 6 cannoni. Un mese più tardi, sulle sponde del fiume Juramento, l'Esercito del Nord giurò lealtà all'Assemblea e alla bandiera argentina, sotto la quale avrebbe d'ora in poi combattuto.
Tristán si aspettava l'attacco di Belgrano da sud, ma, guidato da un ufficiale locale, l'Esercito del Nord si accampò a settentrione della città, tagliando così la possibilità per il nemico di ritirarsi a Jujuy. Il 20 febbraio, nella battaglia di Salta, l'attacco per colonne parallele dei patrioti provocò la resa incondizionata di Tristán; la vittoria portò alla cattura di armi ed equipaggiamento, che rafforzarono l'Esercito del Nord, e alla cattura di 3 200 effettivi nemici. La gestione di una tale quantità di prigionieri avrebbe reso impossibile l'avanzata verso l'Alto Perù, pertanto Belgrano li rimise in libertà in cambio del giuramento di non riprendere le armi contro le Province Unite.
Goyeneche evacuò Potosí e si diresse ad Oruro il 1º marzo con soli 450 uomini, e convinse Belgrano a rispettare un armistizio di 40 giorni. Da Oruro, il generale realista inviò al viceré la sua lettera di dimissioni; al suo posto fu nominato il generale Joaquín de la Pezuela. Il sostituto provvisorio di Goyeneche, il generale Ramírez Orozco, abbandonò Chuquisaca il 2 marzo 1813, lasciando come governatore il patriota Esteban Agustín Gascón. L'Esercito del Nord occupò Tupiza durante la sua avanzata.
All'arrivo a Oruro, i soldati realisti liberati da Belgrano furono affrancati dal loro giuramento dal vescovo di La Paz e dal viceré, e finirono per essere in gran parte reintegrati all'esercito. Al contrario, Tristán non riprese le armi contro le Province Unite.
Sia Santa Cruz de la Sierra che Cochabamba si pronunciarono prontamente a favore degli indipendentisti nel mese di marzo, prima dell'arrivo in regione dell'esercito di Belgrano. Per effetto della caduta di morale dopo la sconfitta di Salta i generali realisti Tacón, Lombera e Ramírez Orozco ripiegarono verso nord. Una divisione di 400 uomini di Chuquisaca si unì all'Esercito del Nord a Potosí, dove Belgrano giunse il 7 maggio.

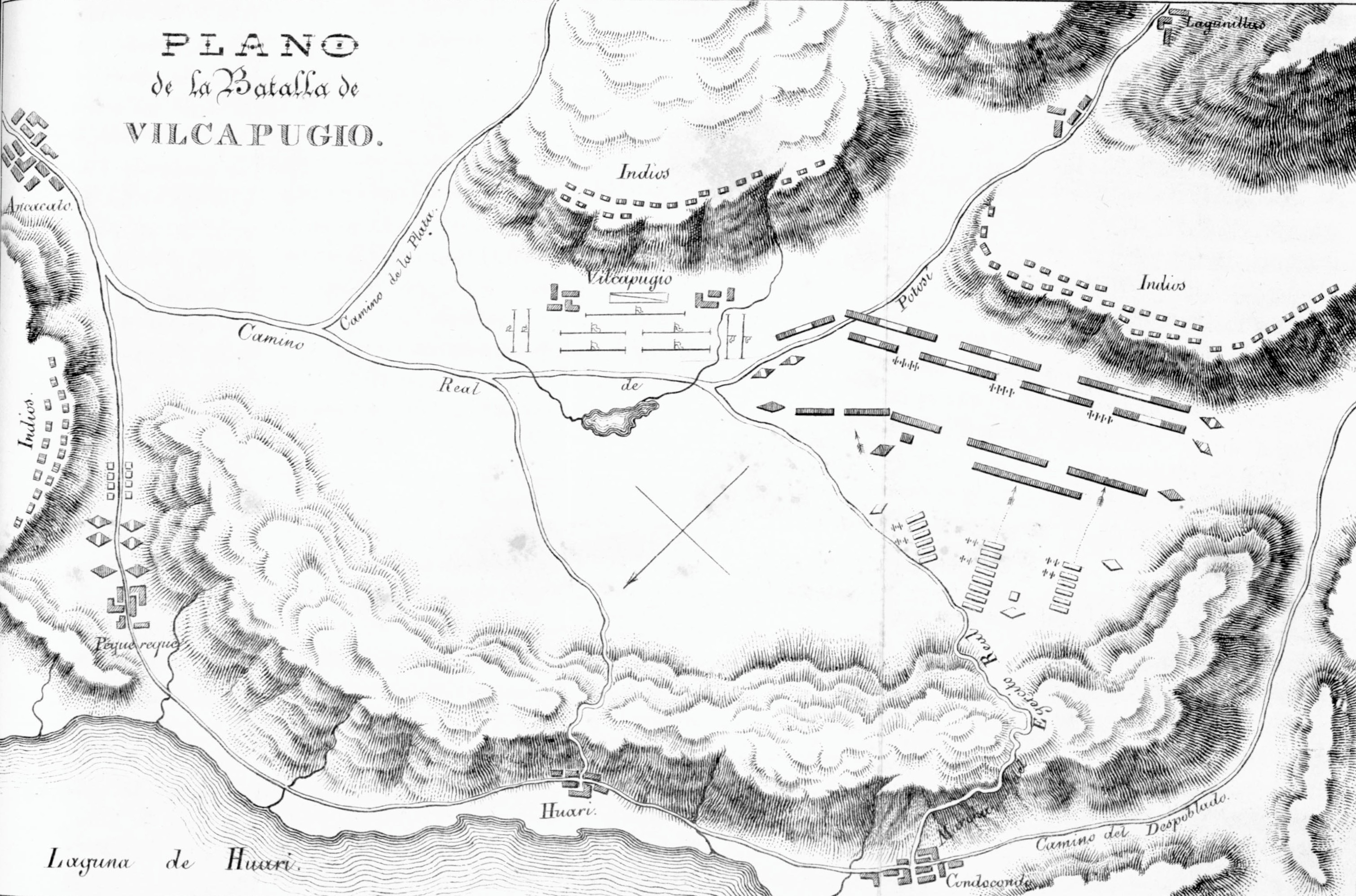
Vecchia mappa della battaglia di Vilcapugio.

Mentre avanzava in Alto Perù, Belgrano cercò di espandere la rivolta alla città peruviana di Tacna, dove l'ufficiale porteño Enrique Paillardell prese il controllo della città. Invece di cercare di ricongiungersi all'Esercito del Nord, quest'ultimo volle avanzare su Arequipa, ma fu battuto a Camiara e gli sconfitti dovettero fuggire nell'Alto Perù, dove Belgrano, alla testa di 3 500 uomini, controllava ormai gran parte del territorio.
Ai primi di agosto, il generale Pezuela prese il comando ad Oruro dell'esercito realista, che portò a 5 000 effettivi, e si mise subito alla ricerca dell'esercito indipendentista. Belgrano aveva incaricato il colonnello Cornelio Zelaya, comandante della cavalleria, di coadiuvare la sollevazione delle popolazioni alle spalle delle truppe nemiche. La cattura della corrispondenza tra questi e le delazioni di alcuni traditori tra i patrioti, permisero a Pezuela di sapere che il nemico stava aspettando rinforzi; per questo motivo decise di anticipare l'attacco.
Il 1º ottobre, nella battaglia di Vilcapugio, Belgrano riuscì a rompere i ranghi della formazione realista, ma un errato segnale di cessazione dell'offensiva, al quale si aggiunse l'apparizione a sorpresa in battaglia della cavalleria del colonnello realista, originario di Salta, Saturnino Castro, provocarono la totale dispersione delle truppe indipendentiste.

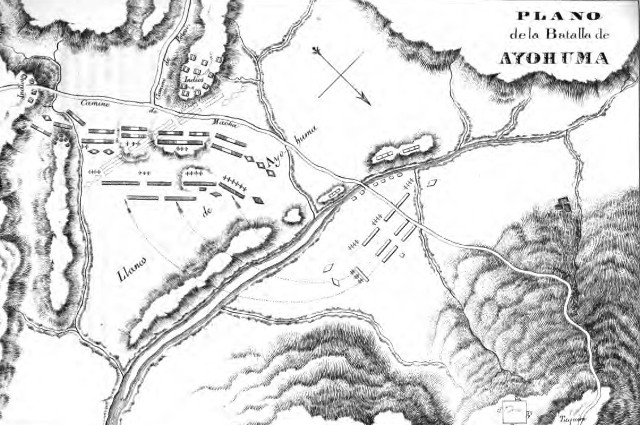
Vecchia mappa della battaglia di Ayohuma.

Belgrano si ritirò verso est, attestando le sue truppe nella zona di Ayohuma, dove pervenne a radunare 3400 uomini, tra i quali però figurava solo un migliaio di veterani. Quando iniziò la battaglia di Ayohuma, il 14 novembre 1813, Belgrano mise troppo presto il suo esercito in formazione di battaglia; del fatto approfittò Pezuela, che attaccò il nemico al fianco e lo obbligò a cambiare posizione. La battaglia si risolse ben presto in una grande vittoria di Pezuela, e l'Esercito del Nord fu ridotto ad un terzo della sua forza iniziale.
Il 18 novembre Belgrano e Díaz Vélez ripiegarono a Potosí, ma davanti all'arrivo imminente dell'esercito realista ripartirono il giorno seguente. L'indomani, l'avanguardia realista, al comando di Castro, entrò nella città. All'inizio del 1814 l'esercito realista si impadronì anche di Tarija
Nel gennaio del 1814, il generale Belgrano lasciò il comando dell'Esercito del Nord al colonnello José de San Martín.

### Cattura di Montevideo
Durante il 1813, l'assedio di Montevideo si protrasse senza grandi alternative, mettendo in evidenza l'abbondanza di risorse degli assediati e la mancanza di mezzi degli assedianti.
Le relazioni tra Artigas e il governo di Buenos Aires si erano deteriorate: il rifiuto dei deputati orientali eletti all'Assemblea dell'anno XIII e la scelta di altri, scelti da Rondeau, portarono al suo punto culminante il conflitto tra le istanze di indipendenza immediata e di organizzazione federale propugnate da Artigas ed il centralismo e la moderazione della politica del governo porteño.
Alla fine di gennaio del 1814, le truppe leali ad Artigas abbandonarono l'assedio e si ritirarono sulle rive del fiume Uruguay. Si erano convinte che il governo della capitale si proponeva di amministrare la Banda Oriental come una dipendenza di Buenos Aires.
Il Direttore Supremo Posadas dichiarò Artigas "traditore della patria" e pose una taglia sulla sua testa. Spedì un esercito per affrontare le forze federaliste di Artigas, dando inizio in questo modo alla guerra tra Artigas e il Direttorio, la prima delle guerre civili argentine.
L'esercito inviato ad affrontare Artigas, e che dopo averlo battuto avrebbe dovuto rafforzare l'assedio di Montevideo, fu sconfitto in uno scontro a El Espinillo, il 22 febbraio. In una rapida successione, i territori di Corrientes e di Misiones, con i villaggi dell'interno della Banda Oriental, si pronunciarono a favore del federalismo propugnato da Artigas, di modo che le truppe assedianti non ricevettero alcun rinforzo.
Il governatore Vigodet pensò che Artigas, essendosi pronunciato contro il governo centrale rioplatense, potesse essere guadagnato alla causa del re di Spagna, ma il caudillo respinse le sue offerte.

#### Guerra navale e occupazione di Montevideo

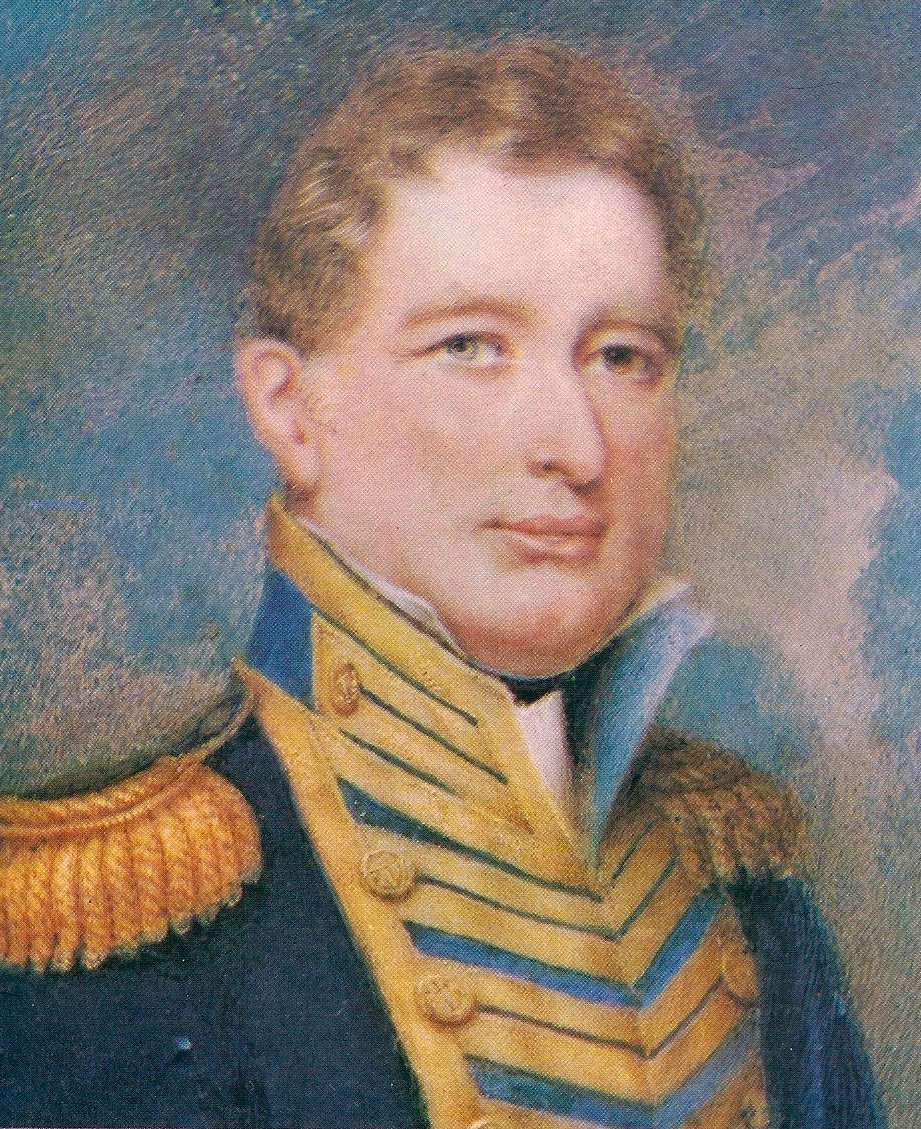
William Brown

Il governo rivoluzionario creò una piccola flotta, e le diede la missione di disputare ai realisti il controllo dei fiumi interni e dell'estuario del Río de la Plata. Il comando di tutte le navi era nelle mani di marinai stranieri, compreso il comandante in capo, l'irlandese William Brown. Dopo aver sconfitto il capitano Jacinto Romarate, quest'ultimo si impadronì della strategica isola di Martín García, obbligando le imbarcazioni realiste a ritirarsi, risalendo il fiume Uruguay, il 15 marzo 1814. Le navi inviate al suo inseguimento furono sconfitte nello scontro di Arroyo de la China, però Romarate rimase a Concepción del Uruguay fino alla fine della guerra.
La notizia dell'imminente ritorno di Ferdinando VII sul trono spagnolo obbligò ad accelerare le azioni: il 20 aprile, la flotta di Brown pose le ancore di fronte a Montevideo, dichiarando il blocco navale della città. La squadra realista, comandata da Miguel de la Sierra, salpò da Montevideo per affrontare Brown, ma nel combattimento navale del Buceo, svoltasi tra il 15 e il 17 maggio, la maggior parte delle navi realiste fu catturata o distrutta. Alcune delle imbarcazioni rimaste fuggirono in direzione della Spagna, e qualche unità minore si rinserrò nel porto di Montevideo.
L'accerchiamento della città fu così completo, e la superiorità navale realista si dissolse. L'inferiorità numerica degli assedianti (Rondeau aveva ai suoi ordini 4 000 uomini mentre Vigodet difendeva la città con 5 000 soldati) motivò Posadas ad inviare in aiuto suo nipote, Carlos María de Alvear, con più di 1 500 effettivi; gli affidò inoltre l'incarico di rimpiazzare Rondeau alla testa dell'esercito.
Alvear prese il comando il 17 maggio, quando la vittoria della flotta di Brown era già completa, e negoziò subito con Vigodet la consegna di Montevideo; arrivarono ad un accordo, per mezzo del quale i realisti avrebbero potuto ritirarsi in Spagna con armi e munizioni, mentre i patrioti avrebbero preso in consegna la città per conto del re Ferdinando VII. Tuttavia, trincerandosi dietro la mancata ratifica dell'accordo da parte di Posadas, Alvear occupò Montevideo il 23 maggio, fece prigionieri i realisti e si impadronì di tutto il loro armamento.
La caduta di Montevideo segnò la fine della minaccia realista sul Río de la Plata, che era durata quattro anni. Vigodet sarebbe stato rimesso in libertà poco dopo, insieme a tutti gli ufficiali, ma le truppe d'origine americana ed africana, oltre che l'armamento, andarono a rinforzare l'esercito indipendentista; alla fine furono catturati 5 340 uomini, 310 cannoni, 8 000 fucili e 99 imbarcazioni.
La località di Carmen de Patagones, che era stata per due anni e mezzo un bastione dei realisti, fu occupata anch'essa dai patrioti.
La caduta di Montevideo fu resa possibile principalmente grazie alla squadra navale, la quale, però, fu smantellata per coprire i debiti contratti.

#### La guerra civile
La conquista di Montevideo non significò la fine dei problemi sul fronte orientale, ma solo un cambiamento della loro natura. Nonostante la sua promessa di restituire la città agli uomini di Artigas, Alvear attaccò i suoi luogotenenti, riattizzando in tal modo la guerra civile. Questa proseguì, tra alti e bassi, per diversi mesi, forzando il governo a mantenere truppe nella Banda Oriental e ad Entre Ríos, e impedendo così il loro impiego per rafforzare l'unico fronte di guerra esistente con i realisti: quello del nord.
Nel gennaio dell'anno successivo, in seguito alla vittoria delle truppe di Artigas nella battaglia di Guayabos, Alvear concordò la pace e lasciò all'avversario il controllo della Provincia Orientale. Il patto liberò alcuni reparti militari che poterono essere inviati sul fronte settentrionale, ma il rifiuto di Artigas alla richiesta di sospendere il suo aiuto ai federalisti di Entre Ríos e Corrientes obbligò il mantenimento di un numero cospicuo di truppe nella regione e a Buenos Aires.
Una campagna lanciata nell'aprile del 1815 contro i federales si concluse con l'ammutinamento delle truppe e la caduta del Direttore Alvear. Il suo successore, Ignacio Álvarez Thomas, firmò un nuovo accordo con Artigas, grazie al quale furono liberati nuovi reparti che poterono essere inquadrati nell'Esercito del Nord. Qualche mese dopo, tuttavia, lo stesso Álvarez Thomas non tenne fede alla parola data.
La zona del Litoral restò negli anni successivi un inghiottitoio di risorse militari, che non furono utilizzabili su altri fronti di guerra.

### LaGuerra gaucha

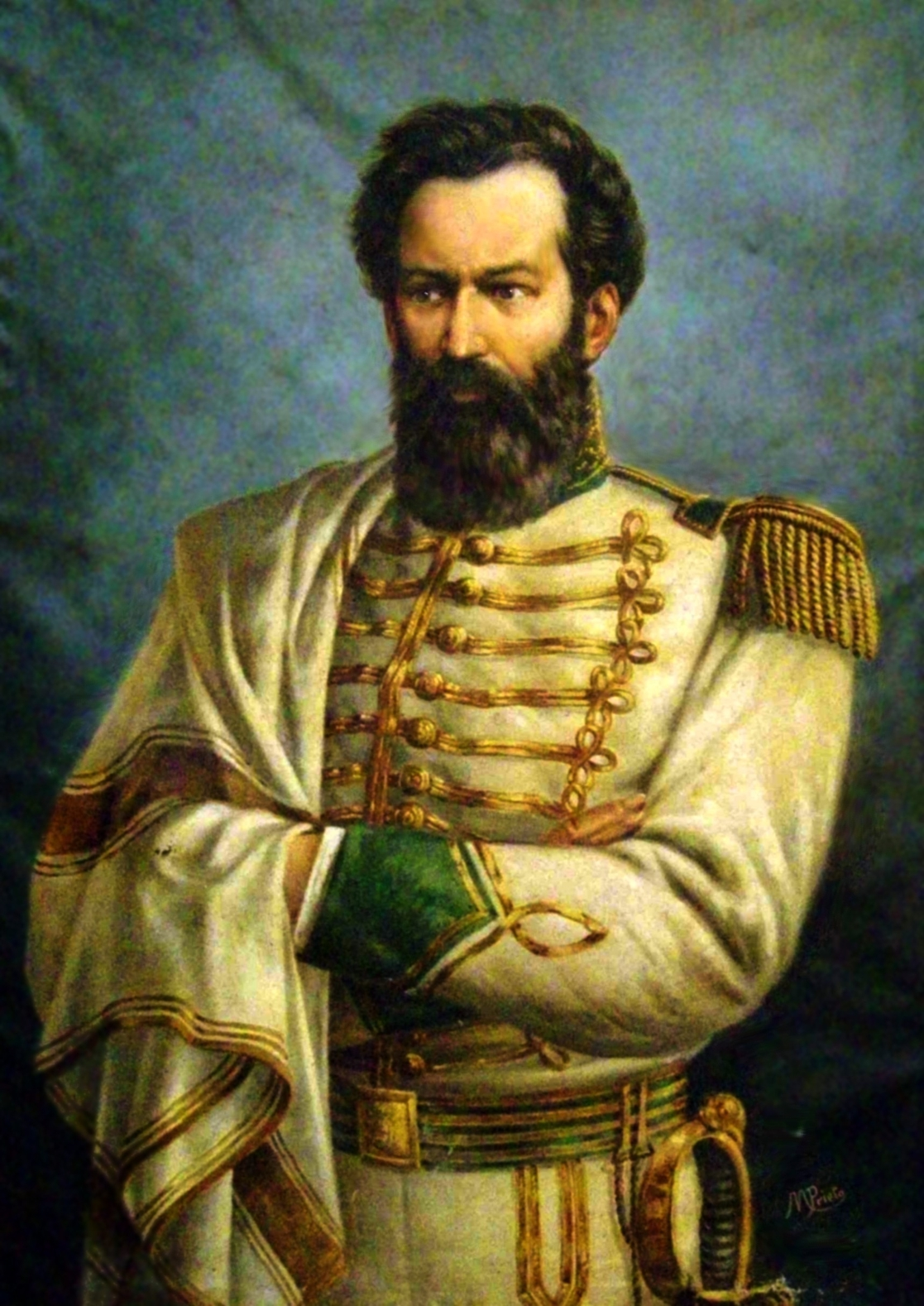
Il generale Martín Miguel de Güemes, protagonista della Guerra gaucha.

Nel fronte nord, l'esercito realista cominciò la sua avanzata a meridione senza assicurare la propria retroguardia, giacché nelle valli orientali dell'Alto Perù si stavano formando nuclei di resistenza, le cosiddette "Repubblichette". Si trattava di almeno dieci gruppi diversi, dei quali i due più potenti erano quelli riuniti da Juan Antonio Álvarez de Arenales nei dintorni di Cochabamba e da Ignacio Warnes nella città di Santa Cruz de la Sierra. Il 25 maggio, i due capi ottennero una grande vittoria nella battaglia di La Florida e riuscirono a prendere il controllo di Cochabamba poco dopo.
La rapida avanzata realista raggiunse tuttavia i suoi obbiettivi: Ramírez Orozco occupò Salta e altre pattuglie presero il controllo di altre località della regione, mentre il 27 maggio Pezuela entrò a Jujuy. Alcuni realisti di Salta riunirono truppe per l'esercito del re; tra questi, il proprietario terriero Manuel Fernando de Aramburú creò lo "Squadrone di Cavalleria San Carlo" (Escuadrón de Caballería de San Carlos).
Di fronte all'invasione, San Martín, convinto che l'Esercito del Nord, demoralizzato, non avesse la capacità di affrontarla, decise di ripiegare su Tucumán. Affidò la difesa della frontiera settentrionale ad una divisione irregolare di gauchos comandata da Manuel Dorrego, che riuscì a ritardare l'avanzata nemica. Poco dopo, per motivi disciplinari, San Martín rimpiazzò Dorrego con Martín Miguel de Güemes e Apolinario Saravia. Questi stabilirono dei contatti con alcuni fattori della zona, come José Ignacio Gorriti, Pablo Latorre e Luis Burela, che organizzarono e diressero gruppi combattenti irregolari.
Güemes si occupò di coordinare i movimenti di ogni pattuglia formata da gauchos, e organizzò il loro approvvigionamento di armi e viveri. Alla metà del 1814, i suoi uomini controllavano la maggior parte della zona rurale di Salta. Dopo quattro mesi a capo dell'Esercito del Nord, San Martín si dimise dal suo incarico e fu rimpiazzato da José Rondeau.
Le azioni di guerriglia dei gauchos di Güemes e la notizia della caduta di Montevideo convinsero Pezuela ad arrestare l'avanzata su Tucumán. Ripiegò il suo esercito verso nord, abbandonando Jujuy il 3 agosto e raggiungendo Suipacha il 24 dello stesso mese.

### Rivoluzione a Cuzco
Arrivando a Tupiza, Pezuela fu raggiunta da una notizia allarmante: poco prima era scoppiata una rivolta a Cuzco, guidata dai fratelli Angulo e dal cacicco indigeno Mateo Pumacahua, che aveva abbandonato la fazione realista. Questi inviarono un esercito sotto il comando di Juan Manuel Pinelo, uno degli ufficiali liberati a Salta, per impadronirsi di Puno; da lì, Pinelo marciò subito su La Paz, di cui si impadronì il 24 settembre. Altre divisioni mossero verso Arequipa e Huamanga, ottenendo eccellenti risultati.
Pezuela inviò il suo secondo, il generale Ramírez Orozco, per affrontare i rivoluzionari. Orozco batté Pinelo e occupò successivamente La Paz il 2 novembre, Arequipa il 9 dicembre, Puno l'11 marzo e Cuzco il 25 marzo. Riprese tuttavia vigore l'attività delle "repubblichette"; tra di esse si distinsero quella di Larecaja, diretta dal prete Ildefonso de las Muñecas, quella di Tarija, che aveva per capo Juan Ramón Rojas, e quella di Cinti, guidata da Vicente Camargo, che riportarono qualche vittoria contro i realisti.
Güemes, approfittando dell'inattività dell'avanguardia realista, avanzò su Humahuaca e stabilì un battaglione a Yavi nel dicembre 1814. Pezuela reagì inviando il colonnello Pedro Antonio Olañeta ad occupare Yavi e Tarija. Nel frattempo un tentativo di ammutinamento delle truppe accantonate a Jujuy e a Humahuaca, costituito da soldati reclutati a forza a Montevideo, abortì prima di propagarsi.
Negli stessi giorni, Posadas ordinò la sostituzione di Rondeau, nel ruolo di comandante dell'Esercito del Nord, con il nipote Alvear. Numerosi ufficiali dell'esercitò, però, si sollevarono, rifiutando di riconoscere l'autorità di Alvear. In seguito a questi avvenimenti, Posadas fu costretto a dimettersi; al suo posto fu nominato Direttore Supremo lo stesso Alvear.

### La guerra in Cile
Nel vicino Cile, il processo d'indipendenza si era fino ad allora sviluppato senza spargimento di sangue. Non si ebbe quasi resistenza militare da parte dei realisti, e da questo paese nel 1811 era partita una divisione per aiutare i rivoluzionari del Río de la Plata, anche se rimase in seguito inattiva a Buenos Aires.
Nel 1812, durante gli scontri interni tra i patrioti cileni, l'isola di Chiloé e la città di Valdivia si pronunciarono contro il governo cileno e si misero agli ordini del viceré Abascal. Questi volle approfittare della situazione inviando a Chiloé una piccola spedizione di 50 soldati e 20 ufficiali veterani, provvisti abbondantemente di armi, munizioni e denaro.
In pochi mesi, il brigadiere Antonio Pareja mise in piedi un esercito a Chiloé, ne aumentò gli effettivi a Valdivia e sbarcò nei pressi di Talcahuano e Concepción, impadronendosi di entrambe le città al comando di 3 400 uomini, e dando inizio alla guerra d'indipendenza del Cile agli inizi del 1813.
Le truppe della divisione cilena stanziate a Buenos Aires si ritirarono in direzione del loro paese, e la lotta si prolungò per tutto il 1813 senza che una delle due parti prendesse il sopravvento. Il governo cileno sollecitò rinforzi a quello del Río de la Plata, che inviò un battaglione formato da 257 soldati di fanteria provenienti da Cuyo e Córdoba. Sotto il comando del tenente colonnello Santiago Carreras, governatore uscente di Córdoba poi sostituito da Marcos Balcarce, e del suo secondo Juan Gregorio de Las Heras il battaglione arrivò a Santiago del Cile nell'ottobre del 1813.
Le truppe argentine parteciparono in ausilio alle divisioni cilene del generale Juan Mackenna nelle battaglie di Cucha Cucha e di Membrillar.

#### Emigrazione cilena
Una serie di campagne militari indecise e il fallimento del Trattato di Lircay portarono gradualmente la "Patria Vieja" (nome dato al Cile del periodo 1810-1814) ad una situazione di pericolo. Una guerra civile tra i seguaci di Bernardo O'Higgins e di José Miguel Carrera portò all'espulsione, voluta da quest'ultimo, degli ausiliari argentini. Lasciando i suoi uomini a Los Andes, Las Heras tornò a Mendoza, da dove il governatore San Martín lo rispedì in Cile.
Furono espulsi in Argentina anche vari alti ufficiali dell'esercito cileno espulsi di Carrera, come il generale Mackenna, che orientarono San Martín e il governo argentino contro la fazione dello stesso Carrera.
Poco dopo si produsse la sconfitta totale degli indipendentisti cileni di fronte al generale Mariano Osorio nella battaglia di Rancagua. Las Heras e il battaglione ausiliario scortarono il governo, alcuni reparti militari e una grande massa di civili verso Mendoza. Altri ufficiali, come Ramón Freire, condussero le loro forze verso il sud della provincia di Mendoza.
Carrera continuò a considerarsi il capo del governo cileno ma San Martín, consigliato da O'Higgins, lo espulse e mise i soldati emigrati, 600 uomini, agli ordini di Marcos Balcarce. Molti di questi soldati cileni disertarono e tornarono alle loro case in estate, mentre altri si unirono alle forze argentine nella capitale. Il resto rimase nella regione di Cuyo, dove in seguito si arruolarono nell'Esercito delle Ande.

#### Il piano continentale di San Martín

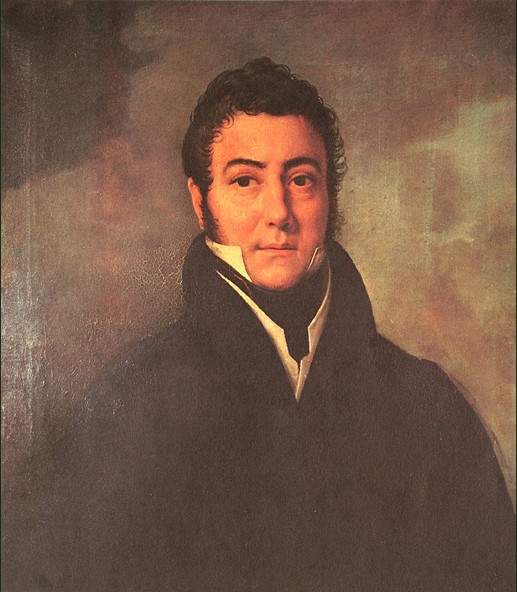
Il generale José de San Martín.

Nel tempo passato al comando dell'Esercito del Nord, San Martín si era convinto che sarebbe stato molto difficile, per ragioni geografiche e logistiche, conquistare l'Alto Perù e il Perù per via terrestre. Il cuore della resistenza realista era ubicato a Lima, città dalla quale il viceré Abascal aveva coordinato le operazioni militari, comprese la riconquista dell'Alto Perù, del Perù meridionale e del Cile.
Prendendo spunto dagli antichi progetti britannici di conquista dell'America del Sud, oppure, come sostengono alcuni storici, con l'aiuto delle autorità militari britanniche, San Martín pensò di giungere a Lima via mare, partendo dal Cile. Questa potrebbe essere la vera ragione dell'abbandono della carica di comandante dell'Esercito del Nord e della sua richiesta di governare la regione di Cuyo.
Benché questa idea parve destinata all'abbandono dopo la riconquista realista del Cile, San Martín si aggrappò al suo "piano continentale" anche quando la situazione gli impose di liberare il Cile prima di intraprendere qualunque altra azione. A questo scopo rafforzò le risorse militari della sua provincia, integrandovi gli ufficiali e i soldati cileni; nel novembre 1814, il Direttore Supremo creò a Mendoza il Battaglione n.11 di fanteria, sulla base degli ausiliari argentini rimasti, sotto il comando del tenente colonnello Las Heras. In seguito, nel gennaio del 1816, il corpo sarà trasformato in reggimento e Las Heras sarà elevato al rango di colonnello.
Prima della fine del 1814 furono aggregate all'esercito di Cuyo due compagnie del Batallón de Castas e 50 artiglieri con 4 cannoni, al comando del capitano Pedro Regalado de la Plaza. Altri rinforzi arrivarono nei mesi seguenti, con l'obbiettivo di evitare una possibile invasione realista proveniente dal Cile.

### Terza campagna militare nell'Alto Perù

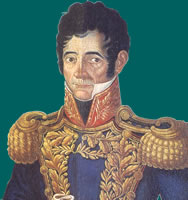
Il generale José Rondeau comandò la terza spedizione in Alto Perù.

Alvear non prese alcuna decisione riguardo all'Esercito del Nord; tuttavia Rondeau iniziò nel gennaio del 1815 una nuova campagna militare nell'Alto Perù avanzando lentamente verso nord. La lentezza si rivelerà la caratteristica più evidente di tutta l'operazione.
Güemes fu rimpiazzato al comando dell'avanguardia dal colonnello Martín Rodríguez, che fu però preso prigioniero nello scontro del Tejar. La piccola sconfitta obbligò a ritardare la progressione verso nord, che riprese in seguito dopo uno scambio di prigionieri e dopo la battaglia di Puesto del Marqués a metà aprile.
Privo delle truppe di Ramírez Orozco, Pezuela ordinò il ripiegamento delle sue forze da Potosí e Chuquisaca. Quest'ultima città fu occupata dai capi delle due "repubblichette" di La Laguna e Vallegrande, Padilla e Álvarez de Arenales.
L'esercito di Rondeau proseguì la sua lenta avanzata, mentre Arenales si impadronì di Cochabamba. A Buenos Aires la rivoluzione guidata da Ignacio Álvarez Thomas destituì Alvear e pose al suo posto Rondeau. Questi poteva esercitare la sua autorità solo nel territorio sotto il suo controllo militare, vale a dire da Tucumán verso nord, compresa una porzione dell'Alto Perù; nella capitale agiva da suo sostituto lo stesso Álvarez Thomas.
Indignato del ruolo secondario assegnato ai suoi gauchos da Rondeau, e pensando che la mancanza di disciplina avrebbe portato l'esercito alla sconfitta, il colonnello Güemes abbandonò i ranghi alla testa dei suoi uomini, rientrò a Salta e si impadronì a Jujuy delle armi della riserva. Al suo arrivo nella città di Salta, gli abitanti lo elessero governatore, in un atto che non aveva altro significato che il libero esercizio della sovranità voluto dai cittadini. Tuttavia, dal punto di vista del Direttore Supremo Rondeau, questa azione equivaleva ad una sfida aperta alla sua autorità, di modo che dichiarò Güemes disertore, senza per altro poter prendere ulteriori misure nei suoi confronti.

#### Sipe Sipe

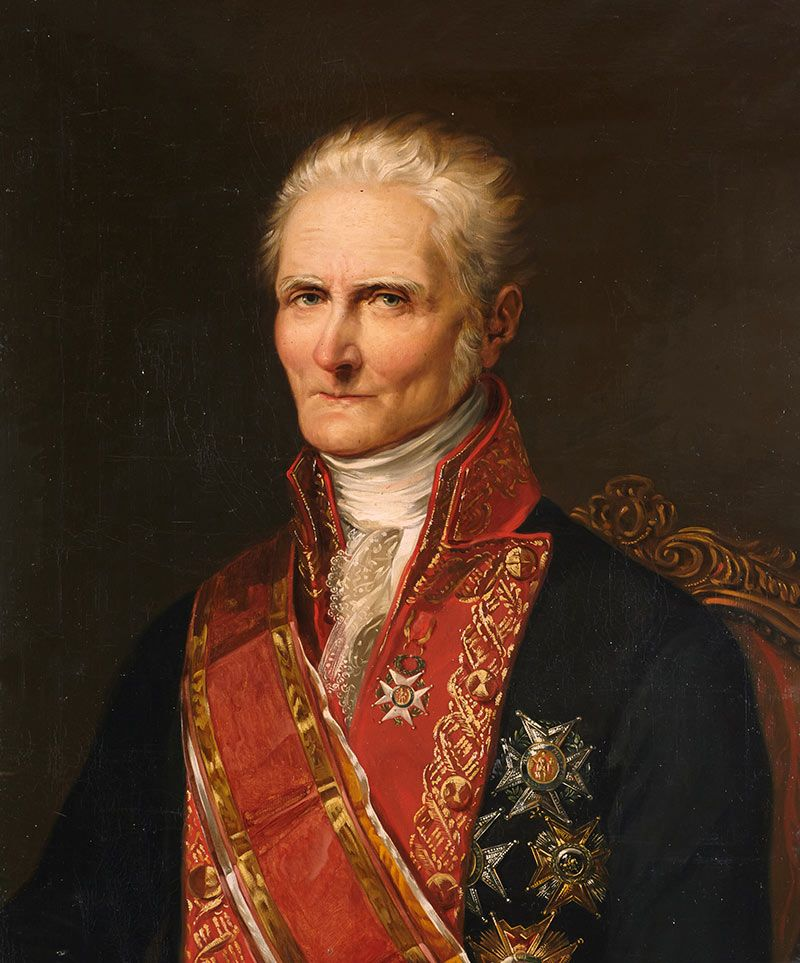
Il generale Joaquín de la Pezuela, vincitore della battaglia di Sipe Sipe e in seguito viceré del Perù.

La lentezza di Rondeau diede il tempo ai realisti di ricevere rinforzi: un reggimento e un battaglione provenienti dal Cile e, a metà luglio, la divisione di Ramírez Orozco che nel frattempo aveva recuperato Cuzco. Mentre Pezuela manovrava per trovare una posizione vantaggiosa nei confronti del nemico, Martín Rodríguez tentò un attacco a sorpresa contro i realisti, ma fu completamente battuto nella battaglia di Venta y Media il 20 ottobre 1815, che causò pesanti perdite e costituì un duro colpo per il morale dell'esercito.
In aiuto a Rondeau erano stati inviati due reggimenti, inattivi a causa di una temporanea sospensione delle guerre civili, sotto il comando di Domingo French e Juan Bautista Bustos. Temendo che costoro volessero deporlo, Güemes impedì loro l'ingresso a Salta fino a quando non l'avessero riconosciuto come governatore. Quando questo si verificò, a metà novembre del 1815, era ormai troppo tardi perché i due reggimenti potessero raggiungereunirsi all'Esercito del Nord.
Rondeau portò le sue truppe nei dintorni di Cochabamba, in una posizione che ritenne molto favorevole, ma un'ardita manovra dell'esercito realista, la discesa di un pericoloso costone montuoso, permise a Pezuela di ottenere il 29 novembre una completa vittoria nella battaglia di Sipe Sipe o di Viluma. L'Esercito del Nord perse, tra morti e prigionieri, 1 000 uomini, oltre alla totalità dell'artiglieria e delle munizioni.
Rondeau fuggì senza assegnare altri ordini ai suoi soldati, che, sbandandosi quasi completamente, furono tenacemente inseguiti dai realisti. Durante il mese di dicembre gli spagnoli occuparono tutte le città dell'Alto Perù, ad eccezione di Santa Cruz de la Sierra, difesa dal suo governatore Ignacio Warnes.
Rondeau dedicò il mese di marzo del 1816 a cercare di deporre Güemes, che evitò lo scontro e lo lasciò privo di viveri, obbligandolo a negoziare un accordo per mezzo del quale fu riconosciuto come governatore di Salta. L'unica controffensiva tentata dal Direttore Supremo fu quella di spedire verso nord Gregorio Aráoz de Lamadrid, ma quest'ultimo fu sconfitto in due distinti combattimenti e obbligato a ripiegare verso sud.

#### Dissoluzione delle "Repubblichette"
Ad esclusione del colonnello Arenales, che si era ritirato a Jujuy, la maggior parte dei capi delle "repubblichette" continuarono la loro resistenza. Nonostante Rondeau avesse promesso loro che sarebbe tornato presto in loro aiuto restarono abbandonate alla loro sorte e furono sconfitte ad una ad una. Dopo tre sconfitte in marzo e in aprile Vicente Camargo rimase ucciso e la sua "Repubblichetta di Cinti" fu distrutta. Il 5 aprile, Tarija cadde nelle mani dei realisti.
Il sacerdote Muñecas riuscì a sfuggire ancora per un po' di tempo ai suoi nemici, ma fu vinto e catturato, morendo per mano di coloro che lo stavano portando prigioniero in Perù.
Manuel Ascencio Padilla e sua moglie Juana Azurduy resistettero diversi mesi, fino a che furono sconfitti nel mese di ottobre dal colonnello Francisco Javier Aguilera; Padilla morì in battaglia.
Altre "repubblichette" resistettero ancora, ma finirono quasi tutte per soccombere ai realisti. La sola a sopravvivere fino al termine della guerra d'indipendenza fu quella di Ayopaya, guidata da José Miguel Lanza.

## Il Direttorio di Pueyrredón

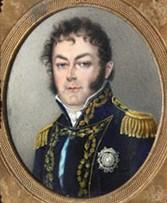
Juan Martín de Pueyrredón.

Il nuovo Congresso, riunito a Tucumán su disposizione del Direttore provvisorio Álvarez Thomas, nominò alla carica di nuovo Direttore Supremo uno dei suoi membri, de Pueyrredón, che si mise in marcia verso la capitale. Durante il viaggio si fermò a Córdoba per discutere con il generale San Martín il suo piano continentale e le risorse che avrebbe dovuto affidargli il Direttorio.
Tutti gli sforzi militari del governo di Pueyrredón furono orientati verso due obbiettivi centrali: reprimere l'opposizione dei federalisti sul Litoral e a Córdoba e sostenere gli sforzi di San Martín nella sua campagna in Cile. Il fronte settentrionale fu abbandonato e, anche se continuò ad esistere, l'Esercito del Nord fu destinato a sedare le ribellioni dei caudillos federalisti.
Quando, a partire dal 1816, si produsse l'invasione portoghese della Banda Oriental, il Direttore Supremo non solo rifiutò di collaborare con Artigas nell'allestire la difesa, ma utilizzò l'episodio per piegare i federalisti del litorale. Dopo la riconquista del Cile, Pueyrredón chiese a San Martín e a Belgrano, rispettivamente comandanti dell'Esercito del Nord e di quello delle Ande, che trasferissero le loro truppe sul Litoral per farla finita con gli oppositori interni. I due capi militari obbedirono solo in parte.
A metà del 1819 Pueyrredón presentò le sue dimissioni e fu sostituito da Rondeau. Questi continuò e rafforzò la politica voluta dal suo predecessore, richiamando perentoriamente gli eserciti nella zona del litorale e abbandonando completamente la guerra d'indipendenza.
In Spagna, Ferdinando VII era tornato sul trono ed esercitava un potere di tipo assolutistico. Negli anni precedenti, la Corona si era mostrata esitante al momento di difendere le sue antiche colonie, temendo la reazione delle altre nazioni europee. Sentendosi però spalleggiato dalla Santa Alleanza, che seguendo le raccomandazioni del Congresso di Vienna promuoveva la pace tra i governi stabilitisi in Europa, Ferdinando poté dedicare tutti i suoi sforzi al tentativo di riconquistare l'America spagnola. L'azione di Papa Pio VII, che aveva pubblicato l'enciclica legittimista del 1816, con la quale benediceva le operazioni repressive dei realisti spagnoli, appoggiava il suo atteggiamento aggressivo.
Ferdinando si sentì dunque legittimato ad inviare, per riconquistare le colonie americane, una serie di spedizioni, arrivando a sommare 13 spedizioni e a totalizzare 26 542 uomini; tuttavia, queste spedizioni non ebbero mai la forza sufficiente per imporsi in maniera definitiva agli indipendentisti del Río de la Plata. La sola spedizione abbastanza potente da riuscire nell'intento dovette essere sospesa più volte, a causa delle epidemie che decimarono e debilitarono i suoi effettivi.

### Spedizione corsara nel Pacifico
Lo smantellamento della squadra di guerra dopo la caduta di Montevideo non lasciò le Province Unite senza alcuna difesa marittima: il Direttorio organizzò una guerra di corsa contro la Spagna e consegnò allo scopo decine di patenti. In questo modo, i corsari sotto bandiera argentina catturarono un centinaio di imbarcazioni tra il 1814 e il 1823.
Nel maggio del 1815, il governo decise di lanciare una campagna corsara nell'Oceano Pacifico come misura difensiva di fronte all'arrivo imminente di una spedizione di riconquista. Molti emigrati cileni presero parte all'organizzazione e al finanziamento di questa campagna.
La flottiglia corsara era formata da 4 navi muniti di 150 cannoni e di più di 500 uomini d'equipaggio: la fregata Hércules, sotto il comando di William Brown, il brigantino Santísima Trinidad, agli ordini del capitano Micheal Brown, la corvetta Halcón, comandata da Hippolyte de Bouchard, sulla quale viaggiava anche il capitano cileno Ramón Freire, e infine la goletta Constitución, affidata allo scozzese Oliver Russell, e il cui equipaggio era costituito da cileni.
Salparono ad ottobre e doppiarono Capo Horn sotto una violenta tempesta, che fece naufragare la nave di Russell. Arrivarono negli ultimi giorni dell'anno all'Isola Mocha, sulle coste di Arauco dove si riorganizzarono. Il governo realista cileno reagì proibendo l'uscita di tutte le navi dai suoi porti.
Nel gennaio del 1816 la spedizione bloccò il porto di Callao, impadronendosi di nove imbarcazioni che vi si dirigevano, e che aggiunsero alla spedizione. A febbraio bloccarono il fiume Guayas e occuparono l'Isola Puná, nel Golfo di Guayaquil. Da questa posizione, Brown lanciò un attacco su Guayaquil, ma fu battuto e fatto prigioniero. Dopo uno scambio di minacce tra il governatore della città e Bouchard, quest'ultimo riuscì ad ottenere uno scambio di prigionieri che liberò tutti coloro che erano stati catturati.
La spedizione si diresse in seguito alle Galápagos, dove si divise. Bouchard, al comando di una fregata che fu poi chiamata La Argentina, giunse a Buenos Aires in giugno. Brown si diresse alla baia di Buenaventura, da dove cercò di mettersi in contatto con le autorità rivoluzionarie di Bogotà; la città era però caduta nelle mani dei realisti. Dopo aver perso il Halcón in un naufragio, Brown tornò in Atlantico sfuggendo ad una flotta portoghese che si dirigeva a Montevideo, e continuò il suo viaggio verso nord. Finì per gettare l'ancora alle Barbados, dove le autorità britanniche l'accusarono di pirateria e confiscarono la nave e il suo carico. Tornò a Buenos Aires alla metà del 1818.

### L'Esercito delle Ande e la campagna del Cile
Nell'agosto del 1815, San Martín cominciò a reclutare truppe tra i disoccupati e i volontari delle province di Mendoza e San Juan. Il mese successivo vennero ad unirsi ai suoi effettivi due squadroni di granatieri a cavallo che avevano partecipato alla guerra civile nella Banda Oriental, ai quali si aggiunsero alcuni gauchos della provincia di San Luis. A dicembre, San Martín informò il governo di disporre di 3 887 soldati di truppa, compresi 700 schiavi liberati.
San Martín incaricò il frate Luis Beltrán, che aveva ai suoi ordini 700 uomini, della fabbricazione di polvere da sparo, armi, munizioni ed uniformi. Nel frattempo inviò in Cile, con la scusa di recapitare un messaggio, il direttore della fabbrica di polvere esplosiva José Antonio Álvarez Condarco, che approfittò del viaggio per stilare una mappa molto dettagliata dei passi andini.
Il 1º agosto 1816, il Direttore Supremo Pueyrredón decretò che la forza armata fosse denominata "Esercito delle Ande" (Ejercito de los Andes) e ne designò comandante lo stesso San Martín, che il Congresso di Tucumán elevò al grado di Capitano Generale, con tutti i poteri politici e militari necessari. San Martín delegò il comando politico della regione di Cuyo al colonnello Toribio de Luzuriaga e si installò con il suo esercito nell'accampamento di El Plumerillo, nelle vicinanze di Mendoza, con il brigadiere Miguel Soler come capo di stato maggiore.
Pueyrredón fece pervenire al nuovo esercito tutto l'aiuto che poté, compresi rinforzi militari, soldi, provvigioni, armi, uniformi e munizioni in grande quantità. Tuttavia, la sua ostinazione a debellare l'opposizione federalista, in particolare nella provincia di Santa Fe, non gli permise di inviare un più alto numero di effettivi sul fronte andino, impegnato com'era a proseguire la guerra civile.
Il capitano generale spagnolo Casimiro Marcó del Pont conosceva i piani di San Martín, che da parte sua era ben cosciente del fatto che non sarebbe riuscito a radunare un esercito più numeroso di quello del suo avversario. Per questo decise di dividere le sue truppe in due colonne, facendogli credere alternativamente che avrebbe invaso il Cile da una o dall'altra direzione. Il generale indipendentista si sforzò inoltre di conservare rapporti amichevoli con i capi pehuenches del sud, che dominavano i passi della Cordigliera. Intavolò con loro delle trattative, nelle quali chiese il permesso di attraversare le loro terre; gli indigeni assentirono. Uno dei cacicchi portò la notizia in Cile, che sembrò confermare a Marcó del Pont la convinzione che l'attacco sarebbe stato portato da sud. Le forze realiste in Cile si mantennero così divise fino a poco prima dell'invasione.
D'altra parte, alcuni attivisti si impegnarono a mantenere in continua allerta l'esercito realista in Cile. Il più illustre tra questi fu un ex ufficiale di Carrera, Manuel Rodríguez, che percorse il centro e il sud del paese attaccando i villaggi, sfiancando così le truppe avversarie, e lanciando pamphlets contro il governo. Agì inoltre da spia al servizio di San Martín e da corriere tra questo e i patrioti cileni.
Questo insieme di strategie indirette votato a creare una situazione vantaggiosa prima della battaglia decisiva fu chiamato "guerra di zappa" (guerra de zapa).

#### Attraversamento delle Ande
La fanteria dell'Esercito delle Ande era composta da 2 334 uomini, appartenenti a 3 battaglioni: il nº 8, al comando di Ambrosio Crámer, il nº 11, agli ordini di Juan Gregorio de las Heras, e il nº 7, guidato da Pedro Conde. La cavalleria era formata dal "Reggimento di Granatieri a Cavallo" di José Matías Zapiola e dal "Battaglione nº 1 di Cacciatori" comandato da Rudecindo Alvarado, ed era composta da 1 395 uomini. L'artiglieria infine era servita da un corpo di 258 uomini, al comando di Pedro Regalado de la Plaza.
Il 6 gennaio 1817 l'Esercito delle Ande si mise in marcia dall'accampamento, forte di 5 350 uomini: 14 comandanti, 195 ufficiali e 3 778 soldati, tra i quali qualche centinaio di origine cilena. A supporto erano inoltre presenti come ausiliari 1 200 miliziani di cavalleria delle province di La Rioja, Mendoza, San Juan, e del Cile, oltre che 120 minatori.
Le truppe non combatteranno sotto la bandiera argentina, ma sotto quella dell'Esercito delle Ande, costituita dallo stemma argentino su un fondo blu e bianco.
L'esercito fu diviso in sei colonne, destinate ad attraversare sei diversi passi montani. Due delle colonne riunivano la maggior parte degli uomini, mentre le altre quattro, di minore dimensione, avevano lo scopo di ingannare Marcó del Pont sul luogo di arrivo del grosso dell'esercito.

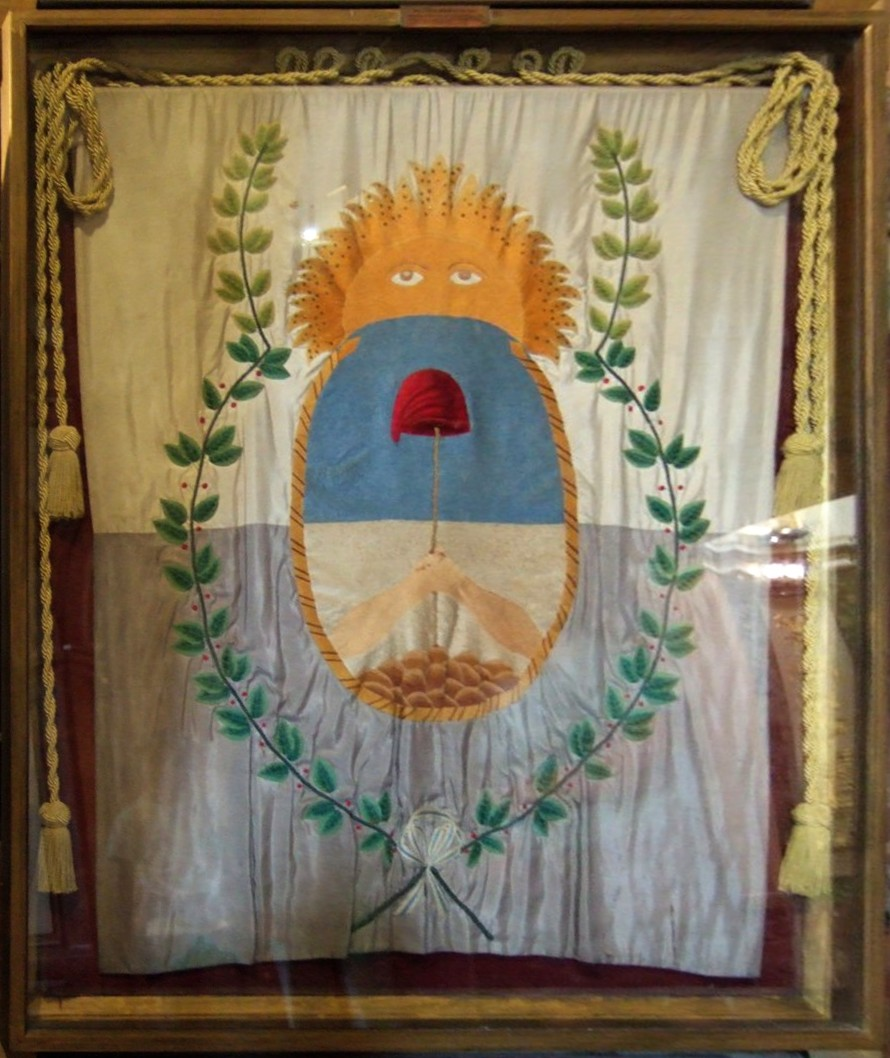
Riproduzione della bandiera dell'Esercito delle Ande. L'originale fu concepito e realizzato da Remedios Escalada, moglie di San Martín.

- Dal Paso de Come-Caballos, nella Provincia di La Rioja, avanzarono 130 soldati agli ordini di Francisco Zelada e Nicolás Dávila, accompagnati da 200 miliziani. La loro missione era quella di occupare la regione di Coquimbo, ed in particolare la città di Copiapó, in nome dello Stato del Cile; per questo motivo gli emigrati cileni che accompagnavano le truppe portavano la loro bandiera. Queste truppe riuscirono a raggiungere il loro obbiettivo senza combattere.
- Dal Paso de Guana, nella Provincia di San Juan, transitarono 200 uomini per prendere la città di La Serena ed il porto di Coquimbo, al comando del tenente colonnello Juan Manuel Cabot,[203] passando per Talacasto, Pismanta e il passo di Agua Negra. Il 6 febbraio sorpresero una pattuglia realista, e qualche giorno dopo si stabilirono tra Coquimbo e Santiago. Le autorità di La Serena, scortate da una guarnigione di 100 uomini, si ritirarono sul fiume Limarí, sulle cui sponde furono raggiunte dalle truppe dei patrioti, che ingaggiarono due piccoli scontri, a Barraza e a Salala. Cabot s'impossessò di Illapel, La Serena e Coquimbo il 25 febbraio 1817.
- Dal Paso del Portillo transitarono 55 uomini sotto gli ordini del capitano José León Lemos, a scopo puramente diversivo.[204] Anche se non riuscirono a catturare la pattuglia realista che li avvistò nei pressi di San Gabriel, portarono comunque a termine la loro missione unendosi in seguito al grosso delle truppe.
- Dal Paso del Planchón attraversarono 100 uomini dell'esercito, 80 fanti e 20 cavalieri con 3 ufficiali, e un gruppo di emigrati cileni volontari, al comando del tenente colonnello Ramón Freire.[205] Cercando di convincere i realisti che di lì sarebbe passato il grosso dell'esercito, la colonna vinse uno scontro nei pressi di Talca. Anche se non poté inseguire gli sconfitti a causa del cattivo stato dei cavalli della spedizione, Freire riuscì a catturare quasi 2 000 uomini. Marcó del Pont inviò loro contro 1 000 soldati, che non riuscirono a tornare in tempo a Santiago quando si accorsero che il nemico sarebbe arrivato sulla città da nord.
- Il 17 gennaio 1817, 3 200 uomini si misero in movimento attraverso il Paso de Los Patos. Facevano parte della colonna le divisioni di Soler, O´Higgins e San Martín. Le avanguardie ottennero una piccola vittoria ad Achupallas,[206] e un'altra poco dopo a Las Coimas. L'8 febbraio entrarono a San Felipe. Il 9 fu ricostruito il ponte sul fiume Aconcagua, e il comandante Melián avanzò verso ovest con uno squadrone di granatieri.
- L'avanzamento attraverso il Passo di Uspallata iniziò il 18 gennaio. Per questa direzione marciavano 800 uomini agli ordini del generale Las Heras[207] e del maggiore Enrique Martínez, con la quasi totalità dell'artiglieria e dell'equipaggiamento, amministrati dal frate Luis Beltrán. Dopo che in un primo tempo le sue avanguardie erano state battute nelle battaglie di Picheuta e Potrerillos, la colonna vinse a sua volta le avanguardie nemiche nella battaglia di Guardia Vieja.[208] Arrivarono alla città di Los Andes l'8 febbraio, dopo una pausa di due giorni ordinata da San Martín.

Il 9 febbraio, le due colonne principali si unirono nell'accampamento di Curimón, vicino alla città di Los Andes. Da lì inviarono pattuglie esplorative, che confermarono che i realisti li stavano aspettando nella provincia di Chacabuco.

#### Chacabuco

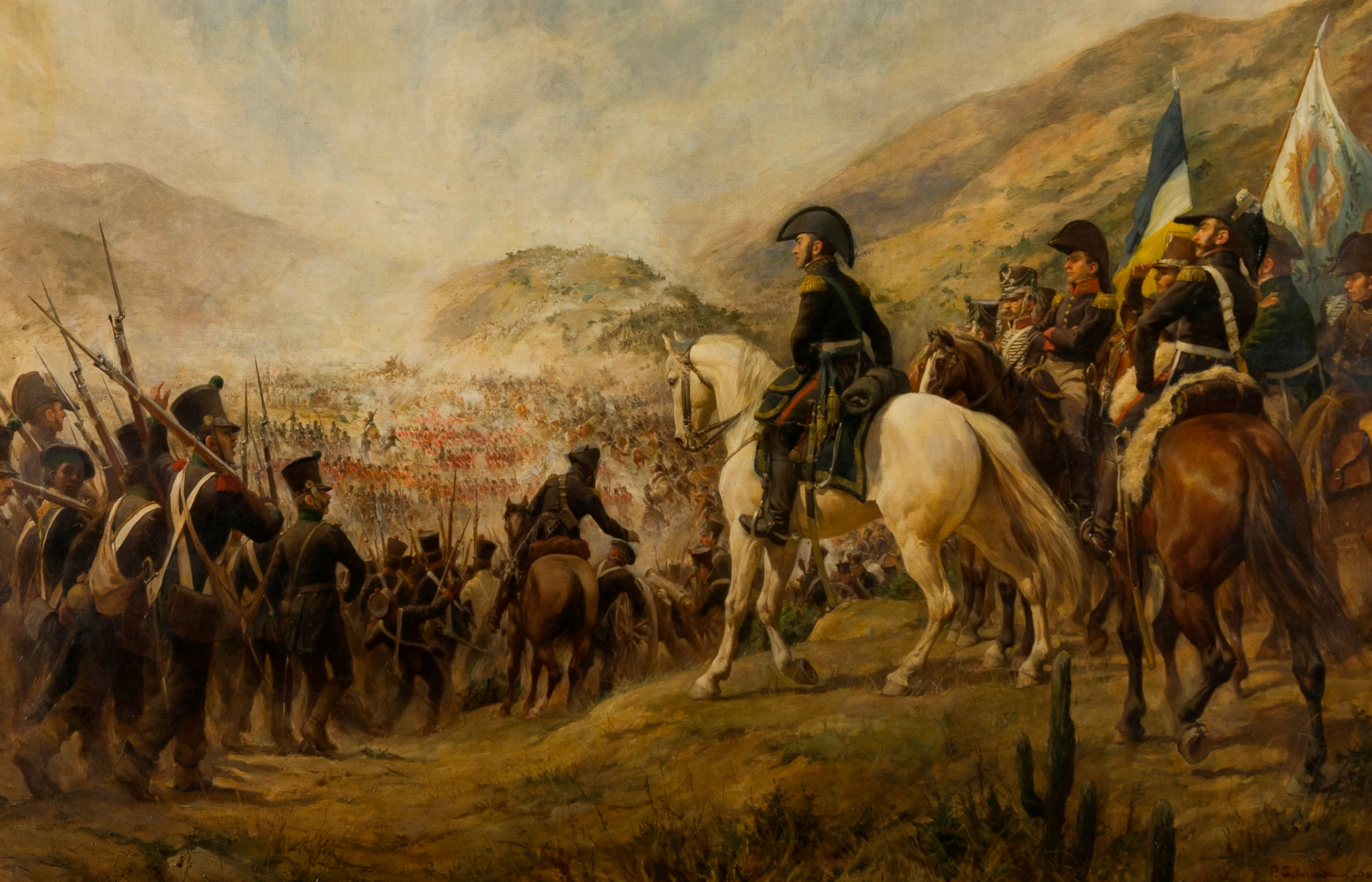
La battaglia di Chacabuco.

A causa della dispersione delle sue forze, Marcó del Pont riuscì a riunire un esercito di 1 500 uomini con molte difficoltà, affidato all'ultimo momento al comando di Rafael Maroto.
La battaglia di Chacabuco cominciò la mattina del 12 febbraio. Il piano d'attacco di San Martín, che prevedeva due assalti simultanei da ovest e da nord, fu modificato da O'Higgins, che, giudicando imminente l'avanzata di Maroto, alle 11:45 attaccò frontalmente prima dell'arrivo della colonna di Soler. L'attacco fu contenuto da un'efficace resistenza realista, ostacolata anche dall'alveo scosceso di un torrente. O'Higgins e Cramer lanciarono quindi un nuovo assalto con la riserva; dopo due ore di combattimento, un plotone di cavalleria ruppe lo schieramento realista tra i battaglioni Talavera e Chiloé, sbaragliando l'artiglieria. La fanteria, già quasi vittoriosa, accorse a supporto della cavalleria; alle 13:30 arrivò un'avanguardia della divisione di Soler, provocando la disfatta totale delle truppe realiste e determinando una schiacciante vittoria da parte dei patrioti. Le perdite dei realisti ammontarono a 600 morti e 500 prigionieri, oltre che l'intera artiglieria; da parte loro, i patrioti ebbero 130 morti e 180 feriti.
Il 14 febbraio 1817 l'Esercito delle Ande entrò a Santiago del Cile. O'Higgins fu nominato dal cabildo "Direttore Supremo dello Stato del Cile", e San Martín comandante dell'"Esercito Unito di Liberazione del Cile" (Ejército Unido Libertador de Chile), un raggruppamento militare formato dall'unione tra l'Esercito delle Ande e le formazioni cilene che gli si unirono. Bernardo de Monteagudo fu nominato "uditore" dell'esercito. Cominciò così il periodo della storia del Cile chiamato Patria Nueva ("Patria Nuova").
Pochi giorni dopo avere assunto la carica di Direttore Supremo, O'Higgins inviò il brigantino Águila, catturato a Valparaíso, a liberare i patrioti esiliati sulle Isole Juan Fernández. Il nuovo direttore organizzò un esercito per affrontare le forze realiste ancora attive nella regione del fiume Itata. Presto l'esercito unito intraprese una rapida marcia verso il sud del Cile.

### Güemes e laGuerra gaucha

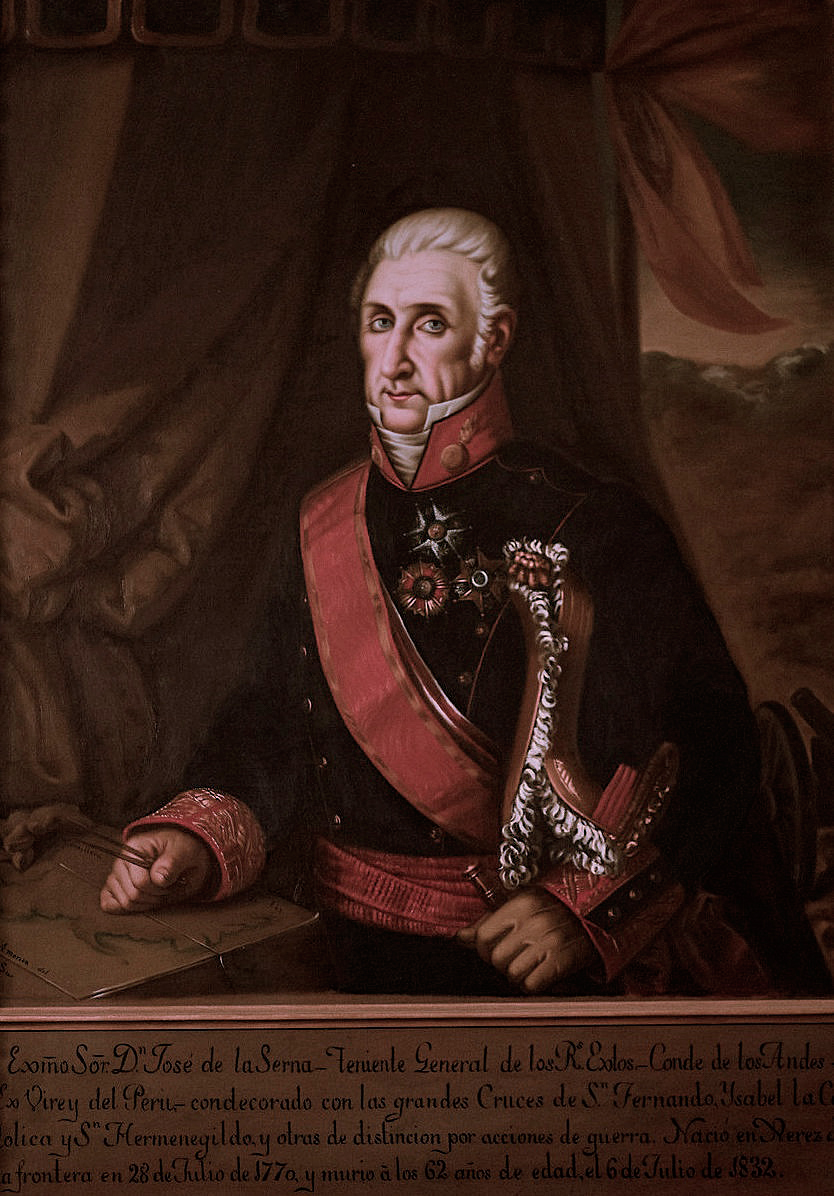
Il generale José de la Serna diresse due invasioni a Salta prima di essere nominato viceré del Perù.

La difesa della provincia di Salta era rimasta nelle mani del governatore Güemes, mentre l'esercito di Rondeau si era ritirato a Tucumán; qui aveva ricevuto la notizia della sua rimozione dalla carica di Direttore Supremo, e si occupò della protezione del Congresso appena convocato nella città. Dopo la dichiarazione d'indipendenza dell'Argentina, fu rimpiazzato al comando dell'esercito dal generale Belgrano, che non poté lanciare alcuna offensiva verso nord. Al contrario, si vide ridurre il numero delle truppe in seguito ai trasferimenti di reparto verso l'Esercito delle Ande.
Da parte sua, l'esercito realista pervenne ad avanzare fino alla città di Jujuy, ma fu costretto a ripiegare dalla resistenza delle "repubblichette".
Nel settembre del 1816, in seguito alla nomina di Pezuela a viceré del Perù, il comando passò al generale José de la Serna, che incorporò una gran quantità di ufficiali e truppe che avevano combattuto la guerra d'indipendenza contro Napoleone. Il nuovo comandante stilò un piano completo di invasione delle Province Unite, attaccando da nord e dal Cile.
Alla fine di ottobre, de la Serna si mise in moto in direzione della provincia di Salta alla testa di 5 500 uomini, e qualche giorno più tardi catturò il marchese di Yavi. Penetrò a Jujuy il 6 gennaio, ma il suo esercito non riuscì ad estendere il suo dominio sull'interno della provincia, e i gauchos lo obbligarono a chiudersi nella città. Poco dopo, il comandante Manuel Arias batté i realisti nella battaglia di Humahuaca, tagliando le vie di rifornimento all'esercito invasore.
L'esercito realista impiegò diverse settimane a ripristinare le comunicazioni con l'Alto Perù, riuscendo ad arrivare a Salta solo il 15 aprile. Rinchiuso nella città e a corto di viveri, de la Serna inviò una forte spedizione a reperire bestiame e cavalli nella valle di Lerma; questa tuttavia fu continuamente attaccata per diversi giorni dalle pattuglie di Güemes, e alla fine fu praticamente distrutta nella battaglia del Bañado.

#### Controffensiva di Lamadrid

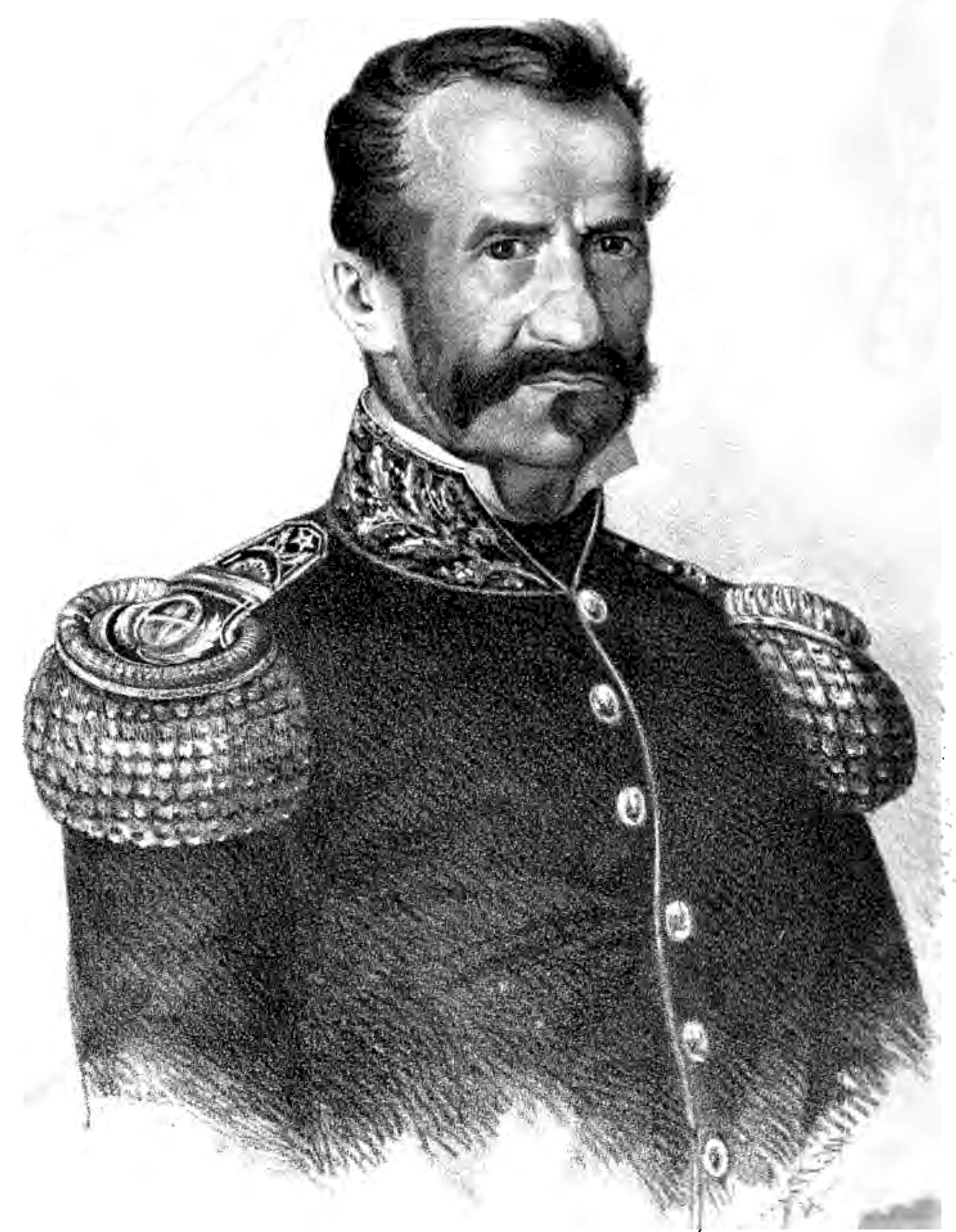
Gregorio Aráoz de Lamadrid. Sarà promosso generale molti anni più tardi.

Pur sapendo di non avere i mezzi per intraprendere una nuova campagna militare nell'Alto Perù, Belgrano decise di aiutare le forze di Güemes. Inviò da Tucumán una forza composta da 350 uomini e due pezzi d'artiglieria al comando del tenente colonnello Lamadrid, con l'intenzione di tagliare le comunicazioni tra de la Serna e l'Alto Perù nella zona di Yavi. Arrivato nella zona, Lamadrid seppe che alcune forze irregolari dei patrioti (montoneras) stavano operando nei dintorni di Tarija; non essendogli stati inviati muli da soma e cavalli per dirigersi ad Oruro attraverso il deserto di Atacama, cambiò obbiettivo e, dirigendosi su Tarija, riportò una vittoria nella battaglia della Tablada di Tolomosa, in seguito alla quale il comandante Mateo Ramírez fu costretto ad arrendersi.
Galvanizzato dall'insperata vittoria, Lamadrid continuò, a dispetto delle istruzioni ricevute, il suo cammino verso nord; dopo aver fatto prigioniero uno squadrone realista, fece il temerario tentativo d'impadronirsi a sorpresa della città di Chuquisaca. Fu però battuto e cominciò allora a ritirarsi verso sud. Dopo aver inglobato nelle sue truppe alcuni guerriglieri, fu sconfitto nuovamente nella battaglia di Sopachuy e tornò a Tucumán a fine luglio.
Questa operazione non ebbe dunque il risultato sperato. Nonostante questo, dopo aver fallito nel consolidare le sue posizioni e dopo aver ricevuto notizie sempre più certe sul trionfo di San Martín in Cile, de la Serna abbandonò Salta e Jujuy nel mese di marzo, ritirandosi a Tupiza.

#### Nuove invasioni di Jujuy e Salta
Nell'agosto del 1817, il colonnello realista Olañeta lanciò una nuova offensiva al fronte di 1 000 uomini. Forzò il colonnello Arias ad evacuare Humahuaca, ma non riuscì in seguito ad avere la meglio in una serie di scontri minori e non riuscì a superare Tilcara. Si ritirò a Yavi ai primi di gennaio del 1818.
Una quinta invasione fu lanciata dallo stesso Olañeta e dal colonnello Jerónimo Valdés con 2 400 uomini. Il 14 gennaio 1818 occuparono Jujuy, ma evacuarono la città due giorni dopo, ritirandosi a Yavi.
All'inizio del 1819, de la Serna si dimise e si diresse a Cochabamba, lasciando il comando al colonnello José Canterac. Dopo aver pacificato Tarija e Cinti, questi iniziò una nuova invasione in tre colonne, che entrarono da Humahuaca, Orán e La Puna. Il 26 marzo occuparono San Salvador de Jujuy, ma se ne andarono tre ore dopo, ritirandosi a Yala davanti al rischio di rimanere isolati. In seguito tornarono a Tupiza.

### Fine della campagna del Cile

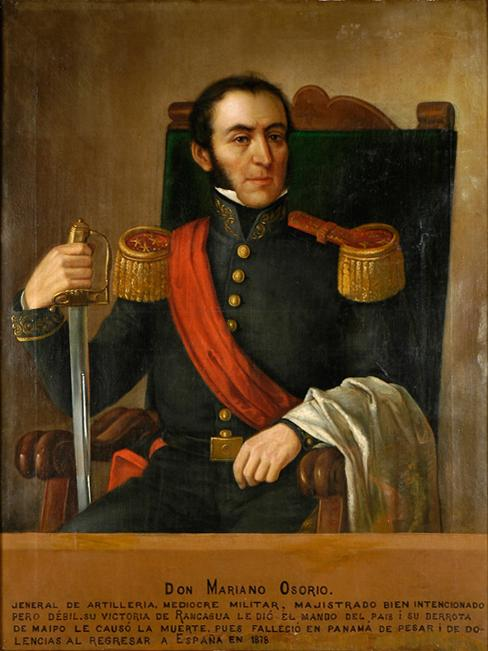
Il generale Mariano Osorio.

Durante la sua marcia a Concepción, Las Heras fu attaccato il 4 aprile nei pressi di Curapaligüe da una forza realista inviata dal generale José Ordóñez. La vittoria dei patrioti obbligò i realisti a ritirarsi. Tentato in un primo momento di porre l'assedio a Concepción e Talcahuano, Las Heras, conscio della sua inferiorità numerica rispetto alle forze di Ordóñez, chiese rinforzi a O'Higgins, che partì in suo aiuto a metà aprile al fronte di 800 uomini.
Il 5 maggio, le truppe di O'Higgins e Las Heras furono attaccate dallo stesso Ordóñez durante la battaglia del Cerro Gavilán. Gli aggressori furono sconfitti, e si videro costretti ad evacuare Concepción, rinserrandosi nel porto fortificato di Talcahuano. Dopo diversi mesi di assedio, O'Higgins cercò di assaltare la città. L'operazione, organizzata e diretta dal francese Michel Silvestre Brayer, fallì completamente, risolvendosi con gravi perdite per gli assalitori.
Il viceré Pezuela distaccò 2 500 uomini a Talcahuano, sotto il comando di Mariano Osorio, il vincitore della battaglia di Rancagua. Arrivato a destinazione, unì le sue forze a quelle di Ordóñez, che era riuscito a resistere per quasi nove mesi agli attacchi degli indipendentisti. San Martín sollecitò allora O'Higgins ad unire le truppe di entrambi nei pressi del fiume Maule, mentre la popolazione civile di Concepción abbandonava la città.
O'Higgins tolse l'assedio e si ritirò a Talca, dove approvò il 12 febbraio 1818, a un anno esatto dalla battaglia di Chacabuco, l'Atto d'Indipendenza del Cile.
Poco dopo il congiungimento delle divisioni dell'esercito patriota, il generale Ordóñez convinse Osorio ad attaccare di sorpresa l'accampamento nemico la notte del 19 marzo 1818. La battaglia di Cancha Rayada fu una vittoria dei realisti, che riuscirono a disperdere in maniera completa le truppe indipendentiste.
Quando la notizia della sconfitta giunse a Santiago, la demoralizzazione fu generale e si arrivò a pensare ad una riedizione della sconfitta di Rancagua. In quel preciso momento apparve nella capitale il colonnello Manuel Rodríguez, che assunse temporaneamente il governo. Poco dopo lo riassunse lo stesso O'Higgins, tornato ferito dal campo di Cancha Rayada.
Presto si seppe che il disastro non era stato totale: le perdite dei realisti erano state più ingenti di quelle dei patrioti, e una buona parte dell'Esercito Unito, in particolare i 3 000 uomini guidati da Las Heras, era riuscita a ritirarsi in ordine. Con l'aiuto di Beltrán, San Martín si adoperò per riequipaggiare e riorganizzare l'esercito. Solo quindici giorni più tardi, questo si trovò di nuovo in condizione di ingaggiare battaglia.

#### Maipú

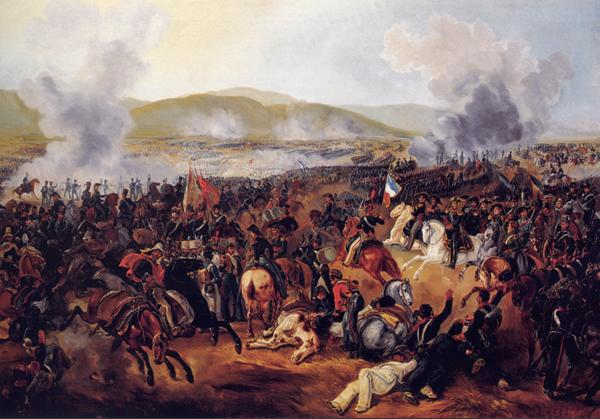
La battaglia di Maipú.

Il 5 aprile, nella valle del fiume Maipo, a pochi chilometri da Santiago, si scontrarono 5 300 realisti con 12 pezzi d'artiglieria contro 4 900 patrioti con 21 pezzi d'artiglieria. San Martín fece prendere posizione al suo esercito su un luogo elevato, in attesa dell'attacco spagnolo.
Il fuoco d'artiglieria comandato dal patriota Manuel Blanco Encalada diede inizio alla battaglia e fu seguito dalla carica delle truppe di San Martín. Gli spagnoli sembravano sul punto di trionfare, quando il comandante indipendentista lanciò la sua riserva in una direzione obliqua, rovesciando con questa manovra la situazione. I Granatieri a Cavallo appoggiarono Las Heras, occupato a ripulire le posizioni realiste.
Dopo la fuga di Osorio, una parte dell'esercito realista, agli ordini di Ordóñez, cercò rifugio nelle tenute agricole di Lo Espejo. Qui fu raggiunta dal generale Las Heras, appoggiato dai 1 000 uomini che O'Higgins, ancora ferito, stava portando con sé da Santiago. L'artiglieria dei patrioti completò il massacro delle forze avversarie, fino a quando Ordóñez accettò finalmente la resa.
Appena finita la battaglia, San Martín e O'Higgins si incontrarono e si abbracciarono, nell'episodio passato alla storia come abrazo de Maipú ("abbraccio di Maipú"). Nell'esercito realista rimasero uccisi 2 000 uomini, mentre altri 2 463 furono fatti prigionieri; l'esercito patriota lamentò la perdita di 1 000 soldati, tra morti e feriti. Questa battaglia fu la più sanguinosa delle guerre d'indipendenza del Cile e dell'Argentina.

#### Campagna del sud del Cile
Malgrado la severa disfatta subita, i realisti riuscirono a raggruppare alcuni reparti del loro esercito, diretti in un primo tempo da Osorio, e a disporli lungo il fiume Ñuble, senza che San Martín si curasse di disperderli. Solo a metà maggio inviò loro contro una pattuglia di granatieri agli ordini di Zapiola, che ottennero alcune vittorie minori, ma non riuscirono a prendere il controllo di Chillán.
Nel maggio del 1818 salpò da Cadice una spedizione composta da undici navi da trasporto e una da guerra, con l'obbiettivo di portare in Cile più di 2 000 uomini; la sua partenza era già tardiva, dal momento che in quel frangente Osorio aveva a sua disposizione meno di 1 000 soldati. Il tradimento dei marinai e dei soldati di una delle imbarcazioni, la nave da trasporto Trinidad, che gettò l'ancora a Buenos Aires, permise agli indipendentisti di conoscere i dettagli dell'operazione, incluso il sistema di segnali della flotta e il luogo e la data in cui avevano stabilito di radunarsi una volta entrati nel Pacifico. Queste informazioni furono inviate in Cile insieme a due vascelli di guerra, e tutta la squadra spagnola fu catturata sull'isola di Mocha, nel sud del Cile.
Le richieste di aiuto lanciate da Osorio a Pezuela non furono ascoltate, e in agosto le forze di linea furono reimbarcate per il Perù. Una parte importante dell'esercito realista fu distrutta nella battaglia del Bío Bío nel gennaio del 1819. La difesa della causa del re in Cile rimarrà in seguito appannaggio di gruppi irregolari di origine cilena, che continueranno la loro guerriglia. Nei mesi successivi le truppe cilene condussero contro i gruppi d'opposizione realista quella che fu chiamata "guerra a morte" (guerra a muerte). Le forze argentine non parteciparono a queste operazioni, dal momento che si ritirarono verso nord o tornarono nelle Province Unite, in preparazione alla campagna di liberazione del Perù.

## Guerra d'indipendenza in assenza di governo centrale
Dopo il fallimento della spedizione di Rondeau, l'Esercito del Nord era rimasto inattivo a Tucumán, con l'eccezione della sfortunata campagna di Lamadrid e l'accorpamento di piccoli gruppi presso le truppe di Güemes. Era stato invece ripetutamente utilizzato per combattere contro i federalisti di Córdoba e Santa Fe. Alla fine del 1819, su ordine del Direttore Supremo Rondeau, l'Esercito del Nord dovette marciare verso quest'ultima provincia, ma un ammutinamento evitò che fosse ancora impiegato nella guerra civile. Le truppe di questo esercito si dispersero nelle loro zone d'origine e non tornarono a partecipare alla guerra d'indipendenza.
Rondeau aveva ordinato anche a San Martín di condurre l'Esercito delle Ande in direzione del litorale, ma il liberatore del Cile non obbedì, e ordinò alle sue truppe di attraversare nuovamente le montagne e di prepararsi alla conquista del Perù. Alcuni reparti però si sollevarono e parteciparono in seguito alla guerra civile nella zona occidentale e in quella settentrionale delle Province Unite.
L'ammutinamento dell'Esercito del Nord lasciò a Rondeau un esiguo esercito per affrontare i caudillos federali, che lo sconfissero nella battaglia di Cepeda. Questa provocò la dissoluzione del Congresso e di ogni altra autorità nazionale nel febbraio del 1820; da quel momento in poi, ogni provincia si governò in modo autonomo.
Tutto lo sforzo della guerra rimase nelle mani degli eserciti in campagna, sostentati dal governo della provincia di Salta nel fronte nord e da quello del Cile nel fronte andino; dalla maggior parte dei governi provinciali non fu dato alcun supporto. La provincia di Buenos Aires era l'unica che avrebbe potuto collaborare economicamente, dal momento che disponeva della principale fonte di entrate pubbliche, la dogana. Ma il governo porteño, diretto dai ministri Bernardino Rivadavia e Manuel José García, si disinteressò completamente della guerra; arrivò al punto di rifiutare sostegno a San Martín argomentando che "al paese era utile che rimanessero gli spagnoli in Perù". Il governo provinciale di Buenos Aires firmò anche con il governo del Triennio liberale spagnolo una "Convenzione preliminare di Pace" nel 1823, che però sarà ignorata l'anno successivo da Ferdinando VII, tornato sul trono.
L'anarchia nella quale versavano le Province Unite avrebbe potuto offrire un'opportunità unica per la spedizione di riconquista che avrebbe dovuto partire per il Río de la Plata, con molto ritardo, all'inizio del 1820. Tuttavia l'azione di una filiale della Loggia Lautaro tra i suoi ufficiali e il malcontento di molti di questi, che avevano preso parte alla guerra d'indipendenza spagnola, nei confronti della politica assolutista del re condussero all'ammutinamento di queste truppe nel gennaio del 1820.
I governi del Triennio Liberale in Spagna non si mostrarono molto attivi nel loro disegno di restaurare l'impero coloniale spagnolo, e la difesa di quest'ultimo rimase a carico dei suoi viceré. Allo stesso tempo, le autorità realiste dell'Impero furono molto indebolite dallo scontro al loro interno tra liberali e assolutisti, che in alcuni casi sfociarono in insurrezioni e nell'instaurazione di poteri indipendenti. Il caso più tipico, e più importante sul piano strategico, fu l'indipendenza del Messico, portata a termine dal generale realista Agustín de Iturbide.
Quando alla fine del 1823 ebbe luogo la seconda restaurazione assolutista, in Spagna era ormai già tardi per intraprendere nuovi sforzi di riconquista. Anche se il re avesse tentato nuove azioni, non avrebbe più trovato un porto sicuro in cui fare approdare le sue truppe.

### Conclusione dellaGuerra Gaucha
L'8 maggio 1820, Ramírez Orozco, che aveva preso il comando a febbraio delle forze spagnole nell'Alto Perù, partì da Tupiza alla testa di un esercito di 4000 uomini; occupò Jujuy il 28 maggio e la città di Salta il 31 dello stesso mese, arrivando al fiume Pasaje. Ottenne qualche piccola vittoria, ma alcune vittorie dei gauchos, inclusa la cattura del colonnello Antonio Vigil, costrinsero gli invasori a rinchiudersi nelle città.
Mentre si trovavano a Salta, i capi militari realisti vennero a conoscenza della sollevazione militare del 1º gennaio 1820 in Spagna, in seguito alla quale fu proclamata la restaurazione della Costituzione del 1812. Allo stesso tempo vennero a conoscenza dell'imminente partenza verso il Cile di una spedizione di liberazione in Perù. Anticipandone gli eventi, Ramírez Orozco ordinò il ripiegamento su Tupiza, dove arrivò a metà giugno.
In ottobre, mentre la costituzione liberale veniva giurata nell'Alto Perù, arrivò la notizia dello sbarco di San Martín sulle coste peruviane, avvenuto l'8 settembre, e del ripiegamento del colonnello Arenales nella zona montuosa interna della sierra con una divisione. Immediatamente Ramírez Orozco iniziò la marcia per il Perù con la maggior parte di truppe disponibili. A Tupiza rimase Olañeta, al comando di 2 000 uomini.
San Martín aveva nominato Güemes comandante dell'Esercito di Osservazione. Insieme avevano stabilito che, finché si fosse prolungata l'invasione del Perù, il governatore di Salta avrebbe tenuto occupate le truppe realiste stazionate nell'Alto Perù, tenendole così lontane da Lima. Güemes, costantemente informato dei movimenti di San Martín, decise, al momento dello sbarco di quest'ultimo, di avanzare verso l'Alto Perù.
Dell'Esercito del Nord non era rimasta che una piccola divisione comandata dal colonnello Alejandro Heredia, che era a sua volta agli ordini di Güemes. Il governatore della provincia di Tucumán, Bernabé Aráoz, si era nel frattempo impadronito di alcune delle armi appartenute al dissolto esercito, e le stava usando per cercare di prendere il controllo della provincia di Santiago del Estero, fino ad allora dipendente da Tucumán. Questo fatto provocò l'intervento di Güemes nella guerra civile con l'invasione di Tucumán.
Olañeta approfittò dei conflitti interni alle Province Unite per lanciare a metà aprile un'offensiva contro la città di Jujuy, diretta dal cognato Guillermo Marquiegui, originario della zona. Dopo aver occupato la piazza per tre giorni, questi si ritirò a León, dove aspettò l'arrivo di Olañeta.
Capendo che Olañeta sarebbe arrivato prima dei rinforzi di Güemes, ancora fermo a Tucumán, gli abitanti di Jujuy misero in piedi un esercito di 600 uomini al comando del colonnello José Ignacio Gorriti, che sconfisse completamente Marquiegui la mattina del 27 aprile, in quello che fu chiamato il "Grande Giorno di Jujuy" (Día Grande de Jujuy). Olañeta tentò di recuperare la città, ma si ritirò a nord quando Gorriti minacciò di fare fucilare i comandanti e gli ufficiali presi prigionieri.
L'alta società di Salta, stanca del governo di Güemes, autoritario ed oneroso per lei, decise di liberarsene. Approfittando della campagna militare che il caudillo conduceva nella regione di Tucumán, lo depose in sua assenza e lo sostituì con Apolinario Figueroa, e chiamò Olañeta in suo aiuto.
Nel frattempo Güemes, tornato a Salta dopo essere stato vinto nella provincia di Tucumán, poté riprendere il potere senza colpo ferire, ma Olañeta da parte sua l'offensiva sollecitata contro la città, inviando attraverso i sentieri deserti di La Puna il colonnello José María Valdez, che se ne impadronì a sorpresa il 6 giugno. Una delle sue pattuglie riuscì a causare a Güemes una ferita che, malato di emofilia, morì undici giorni più tardi.
Olañeta si trasferì a Salta, dove nominò un governatore a lui favorevole, ma fu circondato dalle truppe del defunto Güemes, al comando del colonnello Jorge Enrique Vidt, voluto comandante delle stesse dallo stesso governatore poche ore prima della sua morte. Obbligato dalle forze dei patrioti, il 14 luglio firmò un armistizio con il cabildo di Salta, ritirandosi in seguito nell'Alto Perù.
L'ultima incursione realista in territorio argentino fu portata nel giugno 1822 da Olañeta, arrivando a Volcán, qualche chilometro a nord di Jujuy. Il 6 dicembre si ritirò dal territorio argentino per l'ultima volta. Fino al 1822 si erano registrati nel territorio di Salta 236 combattimenti. Le forze realiste rimasero ad occupare alcuni villaggi di frontiera, come Santa Victoria Oeste.

### Campagna di San Martín in Perù
Nel maggio 1818, l'Esercito Unito si installò a Quillota, dove furono addestrati 5 000 effettivi, che si sarebbero in seguito ridotti di numero a causa delle malattie e delle diserzioni. In quel momento cominciarono ad arrivare gli ordini del Direttorio di trasferire l'Esercito delle Ande a Buenos Aires per lottare contro i federalisti. San Martín non rispose, e dichiarò in una lettera a O'Higgins la necessità di intraprendere la spedizione in Perù.
In ogni modo, la mancanza di appoggio economico da parte di Buenos Aires causò un ritardo di molti mesi alla partenza della campagna militare. La disobbedienza di San Martín gli causò la cessazione degli aiuti da parte del suo governo, di modo che fu il governo cileno a farsi carico di tutto il finanziamento, attraverso prestiti contratti in Regno Unito e negli Stati Uniti d'America.
Dissolto il governo delle Province Unite, l'Esercito delle Ande si trovò senza un'autorità dalla quale dipendere. San Martín presentò le sue dimissioni agli ufficiali dell'esercito il 26 marzo 1820; questi però si riunirono il 2 aprile nella città di Rancagua ed elaborarono un documento nel quale dichiararono ancora vigente l'autorità del generale. San Martín poté così intraprendere con l'Esercito delle Ande, al quale si erano aggiunte le truppe cilene, la sua spedizione in Perù.

#### Spedizioni navali
Al ritorno dalla sua spedizione in Pacifico, Bouchard organizzò una nuova spedizione corsara, in società con il ricco uomo d'affari Vicente Anastasio de Echevarría, che equipaggiò la fregata La Argentina dotandola di 34 pezzi d'artiglieria. La maggior parte dell'equipaggio era di origine straniera.
Durante un periodo di tempo di due anni, liberarono degli schiavi in Madagascar, soffrirono 40 morti a causa dello scorbuto, respinsero un attacco di pirati malaysiani nello Stretto di Makasar, bloccarono per due mesi il porto di Manila, capitale della Capitaneria Generale delle Filippine, e catturarono diversi vascelli.
Trovarono alle Hawaii la corvetta corsara Chacabuco, delle quali si erano impadroniti i membri dell'equipaggio per utilizzarla a fini di pirateria, e ne catturarono l'equipaggio per punirlo. Durante le negoziazioni con il re Kamehameha I, che si conclusero con la consegna della nave, entrambe le parti firmarono un accordo al quale il capitano non diede grande importanza, ma uno dei suoi marinai dichiarò che fu "un trattato di unione per la pace, la guerra e il commercio", che implicava il riconoscimento dell'indipendenza delle Province Unite da parte di uno Stato sovrano. La condanna a morte del capo dei pirati causò un conflitto con il re dell'isola di Kauai.
In California attaccarono la città di Monterrey. Dopo aver vinto una scarsa resistenza, occuparono la città e issarono la bandiera argentina per sei giorni. Attaccarono successivamente Santa Barbara, la baia Sebastián Vizcaíno, San Blas, Sonsonate nel Salvador ed El Realejo in Nicaragua, porti nei quali catturarono varie navi spagnole. La presenza della corvetta di Bouchard potrebbe avere ispirato con il suo vessillo la bandiera delle Province Unite dell'America Centrale e, attraverso questa, degli attuali paesi centroamericani.

#### Spedizione di liberazione del Perù
Il governo cileno aveva fatto grandi sforzi per equipaggiare la sua nuova flotta (25 navi), dotandola di munizioni e viveri, e impegnandosi con successo a trovare dei marinai, tra i quali un migliaio di cileni nel porto di Valparaíso e sei centinaia di marinai stranieri, in maggioranza inglesi. Nella squadra cilena, posta agli ordini di Manuel Blanco Encalada, regnava l'indisciplina.

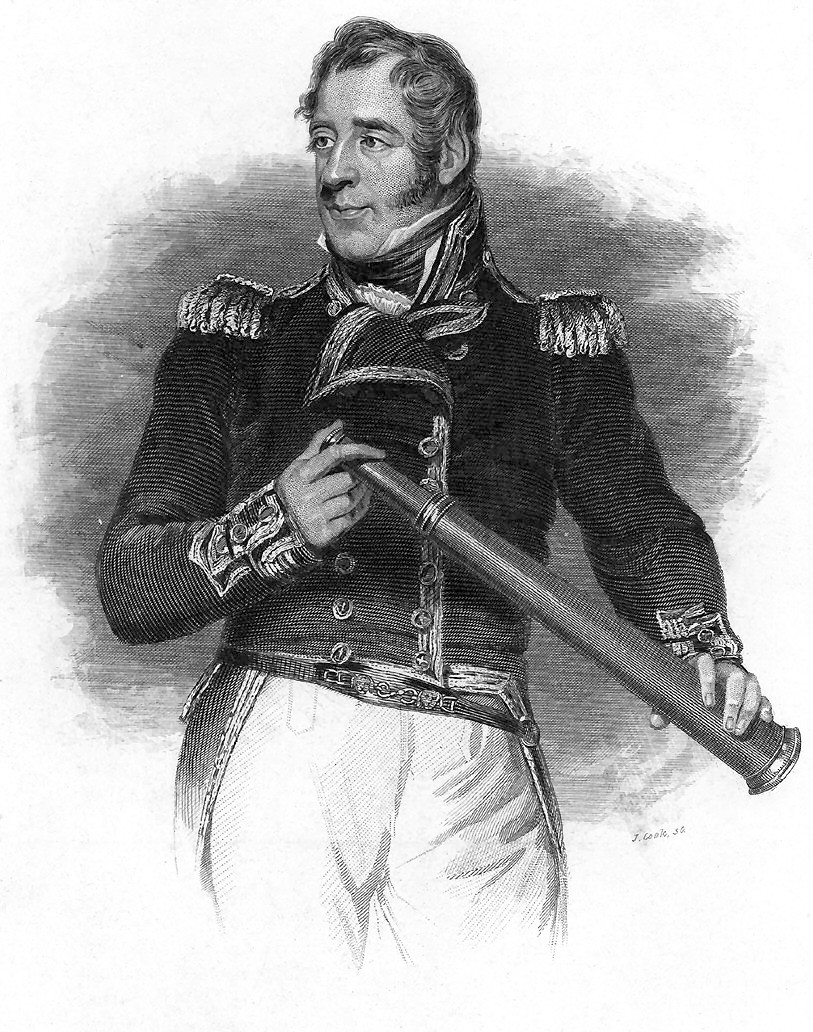
Thomas Cochrane, comandante della flotta cilena.

Il colonnello Álvarez Condarco, inviato a Londra, ingaggiò l'ufficiale di marina Thomas Cochrane per dirigere la squadra cilena in formazione. Quest'ultimo arrivò in Cile nel novembre del 1818. Secondo il rapporto del 15 luglio, l'esercito contava 4642 uomini. Nel corpo ufficiali, il 40% era di nazionalità argentina. Per completare il personale della flotta, bisognò trasferire alla marina un numero di soldati dell'esercito terrestre e iniziare a proteggere il porto di Valparaíso con 170 artiglieri. L'esercito restò così ridotto a 4 118 soldati e 296 ufficiali.
Il 9 luglio 1819, mentre Cochrane iniziava ad organizzare la flotta, la squadra di Bouchard pose le ancore a Valparaíso al termine di 2 anni di navigazione. Al suo arrivo, Cochrane lo accusò di pirateria e mise gli ufficiali all'arresto, dando inizio ad un lungo processo, nel corso del quale La Argentina fu spogliata del suo carico e le due imbarcazioni catturate che l'accompagnavano furono incorporate nella flotta cilena.
Nel settembre del 1819 salparono da Valparaíso con destinazione Callao cinque navi comandate da Cochrane. Il porto era difeso a terra da 3 000 uomini e un gran numero di cannoni, e per mareda cinque imbarcazioni. Dopo aver fallito un attacco, catturò la goletta Moctezuma. Da Callao navigò verso nord, e il generale William Miller occupò per qualche giorno la città di Pisco.
In assenza di Cochrane, alla fine il tribunale ascoltò Bouchard ed Espora, che negarono le accuse, che furono tolte a dicembre. Anche se non poté mai recuperare il carico, Bouchard fu autorizzato a imbarcarsi sulla fregata La Argentina e di riprenderne il comando.
Di ritorno a sud con due navi, Cochrane attaccò la città di Valdivia, che era rimasta nelle mani dei realisti e funzionava come quartier generale degli spagnoli a sud. Perse una delle navi in un naufragio, ma con la Moctezuma e l'equipaggio di entrambe attaccò i forti che difendevano la città. Avanzando di forte in forte, riuscì ad arrivare alla piazza, che catturò il 4 febbraio 1820.
Da lì si diresse a Chiloé, ma fallì l'attacco terrestre ad Ancud e dovette ritirarsi.

#### Sbarco e prime campagne in Perù
Il 20 agosto 1820 salpò verso il Perù una squadra composta da 25 navi, delle quali 8 da guerra e 17 da trasporto, sulle quali si trovavano 1 740 marinai. Tra le navi era presente anche La Argentina, agli ordini di Bouchard, che trasportava 500 uomini, inclusi i Granatieri a Cavallo. L'esercito era composto da 4 118 soldati e 296 ufficiali; 750 uomini provenivano dal Río de la Plata. Erano organizzati in due divisioni, una chiamata "del Cile" e l'altra "delle Ande", e disponevano di 25 pezzi d'artiglieria.
La spedizione partì dal Cile e cominciò le sue campagne militari in Perù sotto un vessillo che era una variante della bandiera cilena, salvo che al posto di una stella ne portava tre.
L'8 settembre ebbe luogo lo sbarco sulla spiaggia di Paracas, nei pressi della città di Pisco; da questo luogo San Martín lanciò il suo primo proclama al popolo peruviano.
Il viceré Pezuela aveva al suo comando 20 000 soldati distribuiti in tutto il vicereame, la maggior parte dei quali difendeva Lima e l'Alto Perù. La strategia di San Martín, sbarcato con poco più di 4 000 uomini, non era quella di attaccare frontalmente, ma di logorare e screditare il suo avversario. Per questo motivo si propose di dimostrare che poteva attraversare il Perù con una parte del suo esercito, e stabilirsi con l'altra parte ovunque volesse.
Inviò una divisione al comando di Juan Antonio Álvarez de Arenales a prendere posizione tra le montagne, portando con sé il Battaglione nº 11 dell'Esercito delle Ande al comando di Román Deheza, il Battaglione nº 2 del Cile agli ordini di José Santiago Aldunate, i Granatieri a Cavallo guidati da Juan Lavalle e due pezzi di artiglieria.
Da parte sua, San Martín si reimbarcò e si trasferì per mare a Huaura, nel nord del Perù, dove intavolò delle negoziazioni diplomatiche con il viceré.
Al verificarsi dello sbarco dei patrioti, il colonnello Manuel Quimper, comandante della costa meridionale del Perù, si ritirò verso sud, ma fu sconfitto in tre scontri: da Rufino Guido a Palpa il 7 ottobre, da Manuel Patricio Rojas a Nazca una settimana più tardi ed il giorno 15 ad Acarí, dove fu fatto prigioniero.
Arenales attraversò la Cordigliera e il 24 ottobre occupò senza combattere la città di Huamanga. Dopo aver sconfitto una forza secondaria sul ponte di Mayoc, i suoi uomini misero in rotta una divisione nemica sulle alture di Jauja. Il 23 novembre, a Tarma, nella regione di Junín, Rojas riuscì a catturare l'intendente di Huancavelica, Juan Montenegro, facendolo prigioniero ed impadronendosi di 6 cannoni, 500 fucili e 50 000 cartucce.
Il 6 dicembre 1820, Arenales distrusse completamente la divisione del generale Diego O´Reilly nella battaglia di Pasco. I realisti lamentarono 83 morti, mentre 400 soldati caddero prigionieri; tra questi ultimi finì tutta la cavalleria di Andrés de Santa Cruz, che passò nel campo dei patrioti dopo la battaglia.
L'8 gennaio 1821, la divisione di Arenales si riunì all'Esercito Unito. Diverse province della sierra erano state occupate, ma non c'erano abbastanza truppe per assicurarne l'occupazione. Alcuni ufficiali, tra i quali in particolare si segnalò l'ex monaco di clausura José Félix Aldao, organizzarono montoneras che intrapresero azioni di guerriglia per resistere ai realisti.
Anche se gli indipendentisti non seppero mantenere i territori occupati, le operazioni di guerra indebolirono militarmente il viceré Pezuela e gli tolsero prestigio politico. A seguito delle dimostrazioni di potenza di San Martín, gli ufficiali di estrazione liberale, disgustati dell'orientamento assolutista di Pezuela, lo spodestarono il 29 gennaio 1821, sostituendolo con il generale José de la Serna.

#### Indipendenza del Perù
Nel frattempo la città di Guayaquil, e poco più tardi quella di Trujillo, si erano pronunciate a favore dell'indipendenza, lasciando la quasi totalità del nord del paese nelle mani degli alleati di San Martín.
Aumentando ulteriormente la pressione sul nuovo viceré, Arenales intraprese una seconda spedizione nelle montagne, mentre l'inglese William Miller sbarcava sul litorale meridionale del Perù. Simultaneamente, San Martín sbarcava ad Ancón, la città costiera più vicina a Lima, e lanciò contro la capitale una serie di spedizioni d'esplorazione, mentre intavolava nuove trattative con il viceré a fine aprile. De la Serna riteneva inammissibile l'indipendenza del Perù, unico obbiettivo accettabile per San Martín, per cui non ci fu un accordo, ma soltanto uno scambio di prigionieri.
La colonna di Miller sbarcò ad Arica e si mosse su Tacna, dove riunì un contingente di volontari peruviani. Il 22 maggio vinse a Mirave le truppe di José Santos La Hera, per tornare in seguito a Lima. Le truppe che Miller lasciò nel sud del Perù sarebbero state sconfitte nella battaglia di Ica, nell'aprile dell'anno successivo, costringendo gli indipendentisti ad abbandonare la regione.
La sollevazione a favore dell'indipendenza da parte del battaglione realista Numancia, composto da venezuelani, e la cattura della nave più potente degli spagnoli da parte di Cochrane, costrinsero il viceré ad abbandonare Lima il 5 luglio e ad accamparsi sulle montagne, dove lo attendeva per attaccarlo la divisione di Arenales; quest'ultimo tuttavia, non essendo riuscito a capire per quale passo sarebbero transitati i realisti, fallì nei suoi progetti.
San Martín occupò la capitale e riunì un cabildo abierto il 15 luglio. Il 28 dello stesso mese proclamò l'indipendenza del Perù e assunse a partire dal 3 agosto la funzione di capo civile e militare del "Protettorato del Perù". Il suo braccio destro fu Bernardo de Monteagudo, che era arrivato dal Cile in qualità di "uditore" dell'esercito.
I forti di Callao intanto erano rimasti nelle mani dei realisti, e i patrioti impiegarono diversi mesi ad impadronirsene. Una serie di conflitti causarono l'allontanamento di alcuni ufficiali del Río de La Plata, tra i quali il generale Las Heras. La maggior parte delle truppe cilene tornò in patria, a completare la guerra contro la resistenza realista in Araucanía.
Cochrane, che non aveva mai trovato l'intesa con San Martín, tornò egli stesso in Cile con la sua flotta, lasciando al servizio in Perù alcune imbarcazioni, al comando di Bouchard e di Martin Guisse.
Nell'ottobre dello stesso anno, San Martín creò la prima bandiera del Perù, di colore rosso e bianco e con uno scudo, sotto la quale avrebbero combattuto le truppe, sia peruviane che rioplatensi, dell'Esercito Unito del Perù.

### Bolívar, Sucre e la campagna dell'Ecuador

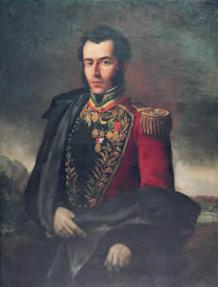
Il maresciallo Antonio José de Sucre.

Il 9 ottobre 1820, la città di Guayaquil, nell'attuale Ecuador, si era costituita come "Provincia Libera di Guayaquil". Il governatore José Joaquín de Olmedo sollecitò aiuti per attaccare Quito a Simón Bolívar. Quest'ultimo aveva recentemente raggiunto l'indipendenza della Colombia attraverso la battaglia di Boyacá, ed inviò a Guayaquil il generale Antonio José de Sucre con 650 soldati, che sommò ai 1 400 della Provincia Libera. A seguito di un trattato firmato il 15 marzo, la provincia di Guayaquil rimase sotto la protezione della Grande Colombia.
Sucre avanzò in direzione di Quito, ma fu battuto in uno scontro ad Ambato, e si vide obbligato a ritornare a Guayaquil e a chiedere urgenti rinforzi al vicepresidente della Grande Colombia, Francisco de Paula Santander, che li inviò via terra da Popayán attraverso un percorso molto lungo. Chiese aiuto anche a San Martín, che gli spedì una divisione agli ordini del colonnello Andrés de Santa Cruz, che comprendeva soldati argentini, tra i quali figuravano 90 Granatieri a Cavallo comandati da Juan Lavalle.
Sucre imbarcò 1 200 uomini per portarli a Machala, e da lì si impadronì a fine febbraio della città di Cuenca, dove accrebbe le sue forze a 2 000 unità. Continuando verso nord, i Granatieri e i Dragoni di Colombia sconfissero forze a loro superiori nella battaglia di Riobamba.
Il 24 maggio 1822, gli indipendentisti salirono il vulcano Pichincha, alle cui pendici si svolse la battaglia di Pichincha, una vittoria assoluta degli indipendentisti sui realisti del Capitano Generale Melchor Aymerich. In essa si distinse il Battaglione nº 2 del Perù, comandato dall'argentino José Valentín de Olavarría. La vittoria significò l'indipendenza definitiva della Presidencia de Quito, che fu incorporata alla Grande Colombia.
A Guayaquil l'opinione pubblica rimaneva divisa, ma la città fu occupata militarmente ed annessa alla Grande Colombia il 15 luglio. Questo episodio fu l'origine di un grave disaccordo tra San Martín e Bolívar.
San Martín era cosciente che gli era impossibile terminare la campagna senza aiuto esterno. Sollecitò aiuti ai diversi governi delle Province Unite, ma invano: le province interne lamentarono la loro mancanza di fondi, mentre quella di Buenos Aires preferì mantenere il suo isolamento, che gli permetteva di progredire economicamente, e non collaborare alle campagne militari contro la sua antica metropoli. Di conseguenza, il Protettore del Perù si vide costretto a fare ricorso all'aiuto di Bolívar, con il quale concertò un incontro a Guayaquil.

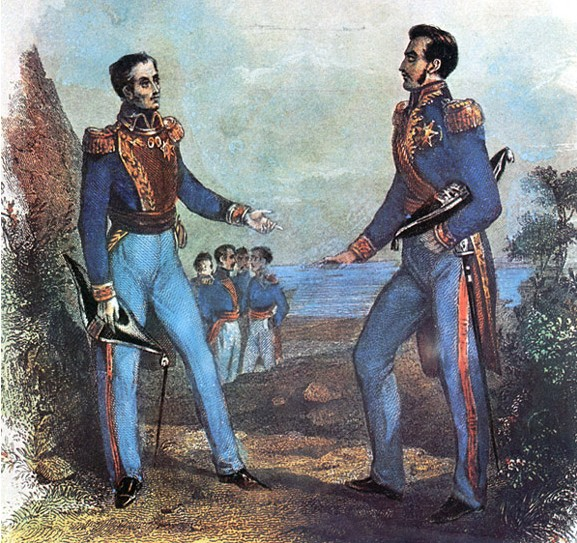
Immagine idealizzata dell'incontro di Guayaquil tra José de San Martín e Simón Bolívar.

San Martín arrivò a Guayaquil il 25 luglio 1822, ed ebbe il giorno seguente un lungo incontro faccia a faccia con Bolívar, il cui contenuto rimase segreto. Come conseguenza della diversa situazione militare e politica dei due, San Martín annunciò di rinunciare al Protettorato del Perù e incaricò Bolívar della conclusione delle campagne militari di indipendenza.
Lo stesso giorno, San Martín si imbarcò per Lima e, poco dopo il suo arrivo, annunciò le sue dimissioni da "Protettore", dimissioni che furono accettate il 20 settembre 1822. Il congresso costituente del Perù nominò presidente della giunta di governo il generale José de La Mar. San Martín tornò a Buenos Aires, da dove emigrò in Europa.

#### Battute d'arresto e perdita di Lima
San Martín aveva incaricato il generale Rudecindo Alvarado di condurre una campagna nei "porti intermedi" tra il Perù e il Cile per privare le truppe del viceré di ogni accesso al mare. Nell'ottobre del 1822, 4 490 uomini agli ordini di Alvarado, divisi tra 1 700 argentini, 1 390 peruviani e 1 200 cileni, sbarcarono ad Ilo ed occuparono Tacna. Da lì avanzarono verso le montagne, cercando di entrare nell'Alto Perù, ma furono sconfitti prima a Torata e poi a Moquegua da Jerónimo Valdés. Dovettero reimbarcarsi e tornare a Lima, ma molti soldati argentini morirono in un naufragio.
La sconfitta causò in febbraio un colpo di stato che depose La Mar, sostituendolo con José de la Riva Agüero. Quest'ultimo sollecitò l'intervento di Bolívar, che inviò da Guayaquil 6 000 uomini al comando di Sucre, che era anche l'uomo incaricato di negoziare con il governo peruviano le condizioni per le quali Bolívar sarebbe intervenuto nella guerra.
Una delle prime azioni di Sucre fu quella di insistere con una seconda campagna nei porti intermedi tra Lima e il Cile. Spedì a sud 2 500 uomini al comando del generale Santa Cruz, condotti da una flotta diretta da Martín Guisse. Sbarcarono ad Arica ed avanzarono rapidamente verso l'interno passando per Tacna e Moquegua. Entrambe le parti rivendicarono la vittoria nella confusa battaglia di Zepita.
A causa della partenza delle truppe di Santa Cruz e di Agustín Gamarra, Lima si trovava pressoché sguarnita. Il brigadiere José Canterac organizzò a Jauja un esercito di 8 000 uomini con il quale marciò sulla capitale, entrando a Lima il 18 giugno, mentre il congresso evacuava la città e si ritirava a Callao. Canterac abbandonò tuttavia la città un mese più tardi e si diresse a sud attraverso Jauja.
Sucre prese il mare e catturò Arequipa il 18 agosto. Da lì avanzò verso Puno, però non riuscì a coordinare le sue azioni con Santa Cruz, che continuò la sua marcia verso Oruro. La rapida reazione realista lasciò quest'ultimo isolato; per questo, senza presentare battaglia, Santa Cruz riprese rapidamente la costa e reimbarcò il suo esercito verso nord. Arequipa fu recuperata dai realisti in ottobre, costringendo al ritorno in Cile un esercito di 25.00 uomini mandati in aiuto alla città.
Nel frattempo, ad inizio settembre Bolívar arrivò a Lima con nuovi rinforzi, mentre scoppiava un conflitto tra il nuovo presidente José Bernardo de Tagle e Riva Agüero, che si era stabilito a Trujillo ed intratteneva contatti con i realisti. Ignorando gli intrighi di Riva Agüero, Guisse passò dalla sua parte e bloccò la costa peruviana, costringendo Bolívar a sprecare energie in una campagna contro l'ex presidente peruviano, che fu arrestato a fine novembre.
Il 5 febbraio 1824 ebbe luogo la "sollevazione di Callao", nella quale le truppe accantonate in questo porto, principalmente soldati argentini ma anche cileni e peruviani, si ribellarono contro i loro ufficiali per il ritardo dei pagamenti e per lo stato di miseria in cui si trovavano dopo l'ultima campagna militare nel sud. Temendo conseguenze per la loro ribellione, si posero sotto la direzione di ufficiali realisti prigionieri e issarono la bandiera spagnola. Si produsse un'analoga ribellione da parte dei Granatieri a Cavallo, che passarono ai realisti.
Il controllo del porto da parte dei realisti gettò l'allarme nella città di Lima. Vedendosi impossibilitato a difendere la sua posizione, Bolívar evacuò la capitale, della quale si impadronì poi l'esercito realista condotto da José Ramón Rodil. Diverse altre divisioni passarono ancora con gli spagnoli; il generale Juan Antonio Monet fece trasferire i prigionieri di Callao a Puno.
Nel campo realista sorse tuttavia un conflitto non meno grave di quello che stavano affrontando i patrioti: il generale assolutista Pedro Antonio Olañeta, seguito da molti illustri ufficiali, si ribellò contro l'autorità del viceré José de la Serna e, alla testa di 5 000 soldati, si impadronì di quattro province dell'Alto Perù nel febbraio del 1824. Il viceré reagì inviando il generale Valdés con un esercito di equivalente numero, che inseguì gli avversari per tutta la regione. Dopo diversi scontri tra le parti, la situazione a fine agosto era ancora confusa, ma era costata un enorme dispendio di energia e una grave perdita di risorse per lo schieramento realista.

#### La campagna di Ayacucho
Quello che restava dell'esercito di liberazione, vale a dire 5 000 uomini, dei quali 500 erano argentini, si concentrò a Trujillo, sotto il comando di Bolívar. Qui ricevettero nel mese di maggio nuovi rinforzi arrivati da Bogotá, riuscendo così a radunare 8 000 soldati, con i quali si iniziò un'avanzata verso le montagne in giugno, approfittando della divisione tra le forze realiste.
L'esercito agli ordini diretti del viceré José de la Serna occupava la valle del fiume Mantaro, eccetto le truppe del generale José de Canterac, stazionate nel nord. Queste furono raggiunte dagli indipendentisti sulle sponde del lago Junín il 6 agosto. Confidando nella superiorità delle sue forze di cavalleria, Canterac si difese dall'attacco della cavalleria patriota con i suoi soli cavalieri, per cui la battaglia di Junín fu combattuta senza sparare un solo colpo di fucile. All'inizio, le truppe di Canterac respinsero i patrioti in una gola; ma un contrattacco degli Ussari del Perù, comandati dall'argentino Manuel Isidoro Suárez, riuscì a sua volta a rompere la formazione nemica. Un nuovo contrattacco dei patrioti decise la vittoria per le truppe di Bolívar.
Bolívar lasciò l'esercito sotto il comando di Sucre, che si mise in marcia verso sud all'inseguimento di José de la Serna. Questi ordinò il ritorno da sud di Valdés con tutte le sue truppe; attraverso un accordo, Olañeta apportò 2 500 uomini all'esercito del viceré e rimase in possesso di tutto l'Alto Perù. A fine settembre, Bolívar prese contatto con Olañeta, nel tentativo di portarlo alla causa indipendentista, ma non ricevette risposta.
Per diverse settimane Sucre avanzò lentamente verso sud. Una rapida reazione di Valdés con le avanguardie realiste gli permise di sconfiggere Sucre il 3 dicembre nella battaglia di Corpahuaico, nei pressi di Cangallo.
Nonostante la sconfitta, Sucre si affrettò a continuare la sua marcia verso Huamanga, e 6 giorni più tardi, il 9 dicembre 1824, l'Esercito Unito ingaggiò la battaglia di Ayacucho. La superiorità tattica e morale delle forze di Sucre, e un maldestro contrattacco del viceré, che ebbe l'effetto di farlo prendere prigioniero, decisero l'esito della battaglia, della campagna militare, e di tutte le guerre d'indipendenza ispanoamericane in favore degli indipendentisti.
Nel campo dei realisti si ebbero 1 800 morti e 700 feriti, contro 370 morti e 609 feriti da parte patriota. Il generale Canterac, divenuto capo dell'esercito realista, firmò la stessa notte la "Capitolazione di Ayacucho", per mezzo della quale l'esercito realista del Perù rinunciava a continuare la lotta e i suoi soldati ed ufficiali potevano tornare in Spagna.

### Indipendenza della Bolivia
Il colonnello José María Pérez de Urdininea, che aveva combattuto nelle "Repubblichette" e nella Guerra Gaucha, si trasferì dal 1820 nella provincia di San Juan, dove fu eletto governatore nel 1822. Lì cercò di formare un esercito per invadere l'Alto Perù, ma non riuscì a raccogliere sufficienti fondi né ad avere l'appoggio di Buenos Aires. Nonostante tutto riuscì a formare un contingente di quasi 500 uomini, che portò a Salta e pose nelle mani di José María Paz. Installò le sue truppe nella città di Humahuaca, dove rimasero inattive per due anni.
Il generale si era spostato agli inizi del 1823 a Salta, dove fu eletto governatore nel gennaio del 1824. Dedicò i suoi sforzi per tentare un'ultima campagna in Alto Perù, sfruttando le truppe riunite da Urdininea, insieme ad altre forze raccolte da Paz a Santiago del Estero.
Il 4 agosto 1824, su richiesta del maresciallo Sucre, il governatore Arenales nominò il generale Urdininea "comandante generale dell'avanguardia", con il fine di dirigerlo verso l'Alto Perù ed attaccare Olañeta da sud. Urdininea si mise in movimento il 3 gennaio 1825, con un contingente di circa 600 uomini.
A Puno, dove si trovavano i prigionieri di Callao, il generale Pío Tristán, che non aveva accettato la Capitolazione di Ayacucho, assunse lui stesso la funzione di viceré, e sollecitò Olañeta a collaborare con lui. Questi si mise ai suoi ordini, ma il comandante Francisco Anglada firmò la sua resa a La Paz e il colonnello José María Fascio liberò Puno.
Tristán e altri capi realisti aderirono allora alla Capitolazione di Ayacucho e abbandonarono la guerra. Sucre propose anche ad Olañeta di passare nel suo campo, conservando il comando dell'Alto Perù, ma riuscì a concordare soltanto un armistizio di quattro mesi. Questo non fu riconosciuto da Bolívar, che ordinò a Sucre di attraversare il fiume Desaguadero. A mano a mano che Olañeta abbandonava Oruro, Chuquisaca e Cochabamba, queste città si consegnavano all'esercito di Sucre. Anche il governatore della città di Santa Cruz, Aguilera, si arrese ale truppe dei patrioti a Valle Grande.
Giunta a Buenos Aires la notizia di Ayacucho, il ministro Manuel José García incaricò il governatore Arenales di stabilire degli accordi con i capi realisti dell'Alto Perù, per poi avanzare verso la regione. Il 12 marzo, Arenales chiese istruzioni al Congresso Nazionale e sollecitò l'autorizzazione a creare un esercito di 3 292 uomini e, implicitamente, il denaro per finanziarla.
Quando Olañeta ebbe ceduta Potosí, il tenente colonnello Carlos Medinaceli cambiò campo e il 1º aprile attaccò il capo realista nella battaglia di Tumusla, combattuta tra Cinti e Cotagaita, nella quale perse la vita lo stesso Olañeta.
Giunto a conoscenza della morte di Olañeta, Arenales inviò ad Humahuaca, in aiuto a Medinaceli, Pérez de Urdininea; quest'ultimo tuttavia nominò sé stesso "comandante dell'esercito di liberazione di Chichas", sostituendosi all'autorità di Arenales. Il 7 aprile il colonnello Valdez si arrese ad Urdininea, chiedendo di aderire alla Capitolazione di Ayacucho.
Era così terminata la guerra d'indipendenza nell'Alto Perù.

### Ultime sacche di resistenza realista
Il Messico aveva dichiarato la propria indipendenza nel settembre del 1821, ma l'esercito realista della Nuova Spagna, rinserrato nel forte di San Juan de Ulúa, a Veracruz, si ostinò a resistere fino al novembre del 1825; i tentativi di riconquista del Messico cessarono con la battaglia di Pueblo Viejo nel settembre del 1829.
Le truppe del libertador Simón Bolívar si impadronirono di Lima con l'aiuto di rinforzi arrivati dalla Grande Colombia. Ben dopo la Capitolazione di Ayacucho, la guarnigione del forte di Callao, comandata dal colonnello Rodil, alla testa di un contingente di 2 500 soldati realisti, che comprendeva i veterani del Cile e i ribelli di Callao di quello che era stato l'Esercito delle Ande; resistette all'assedio fino alla resa del 23 gennaio 1826, quando la metà degli effettivi erano morti a causa della fame e delle epidemie.
In seguito alla disfatta e alla morte di Pedro Antonio Olañeta nell'aprile del 1825, le truppe della Grande Colombia si impadronirono del territorio alto-peruviano. Ancora nel gennaio del 1828, però, il colonnello Francisco Javier Aguilera, che era stato governatore di Santa Cruz de la Sierra, tornò a ribellarsi contro i patrioti ma fu anch'esso vinto e, in seguito, giustiziato.
Un'altra piazzaforte realista che resistette fu l'isola di Chiloé, difesa tenacemente dai suoi abitanti, governati da Antonio de Quintanilla; questi era riuscito a respingere un attacco cileno nella battaglia di Mocopulli nel 1824. Una nuova campagna militare portata contro l'isola, che il presidente Ramón Freire volle dirigere personalmente, si concluse nel gennaio del 1826 con la firma del Trattato di Tantauco.
All'interno del territorio argentino, gli ultimi difensori della causa realista furono i fratelli Pincheira, che, conducendo una serie di azioni di guerriglia partendo dal Cile, si allearono con gli indigeni pehuenches e si dettero, alla testa di un manipolo comprendente tra le 500 e le 1 000 persone, a una serie di razzie. Dopo la morte di due di loro nel 1823, i rimanenti fratelli si stabilirono nella futura provincia di Neuquén, dove cominciarono a lanciare una serie di attacchi a sorpresa nella Pampa prima di essere definitivamente sconfitti. da un contingente cileno nella battaglia delle lagune di Epulafquen, nel 1832.

## Conseguenze
La guerra d'indipendenza permise alle Province Unite del Río de la Plata di raggiungere il loro obiettivo principale, l'affrancamento dei territori del Vicereame dalla metropoli spagnola. Il primo Stato a riconoscere l'indipendenza delle Province Unite fu la Gran Bretagna con di un trattato firmato il 2 febbraio 1825.
Nel 1826, le Province Unite cambiarono il loro nome nell'attuale denominazione di Repubblica Argentina, ufficializzato nella costituzione adottata lo stesso anno.
La Spagna riconoscerà l'indipendenza dell'Argentina una prima volta con il trattato del 29 aprile 1857, Tuttavia la guerra non portò alla formazione di un solo paese, ma di almeno quattro stati distinti: il vicereame dissolto conteneva infatti anche i territori dei futuri stati del Paraguay, della Bolivia e dell'Uruguay. Inoltre, le cosiddette Misiones Orientales e qualche altro territorio limitrofo finirono per essere definitivamente annessi al Brasile, come conseguenza della dispersione delle forze rioplatensi nel corso della guerra d'indipendenza e dei dissensi interni.
Questo stato di fatto si spiega nello sviluppo del processo politico e militare dell'indipendenza: le autorità coloniali nei tre territori menzionati rifiutarono la loro adesione alla Rivoluzione di Maggio, e, a causa delle ripetute sconfitte che seppero infliggere agli eserciti argentini, videro coronata con successo la loro insubordinazione al nuovo potere.
Le difficoltà continue da parte degli eserciti delle Province Unite nell'imporre il loro dominio nell'Alto Perù portarono questo territorio a costruirsi una propria identità geografica e sociale, che si sviluppò a partire dall'arrivo dell'esercito di liberazione dalla Grande Colombia nel processo di indipendenza della Bolivia.
Il rifiuto delle autorità vicereali paraguaiane prima, e dei governi paraguaiani indipendenti poi, di appartenere alle Province Unite fu mantenuto fermamente nel corso dei decenni successivi, e sostenuto dalla popolazione, fino a che l'indipendenza del Paraguay fu definitivamente riconosciuta dal governo argentino nel decennio del 1850.
Da ultimo, il rifiuto di Montevideo a riconoscere i governi indipendentisti, il rifiuto dei federalisti di Artigas a sottomettersi ad un governo centralizzato e l'invasione brasiliana, ebbero l'effetto di far emergere la Banda Oriental come territorio con una propria identità, che finirà con l'ottenere l'indipendenza come "Repubblica Orientale dell'Uruguay" dopo che la guerra argentino-brasiliana, che si può considerare una continuazione della guerra d'indipendenza argentina, si concluse senza un vincitore certo.